# Görlitz

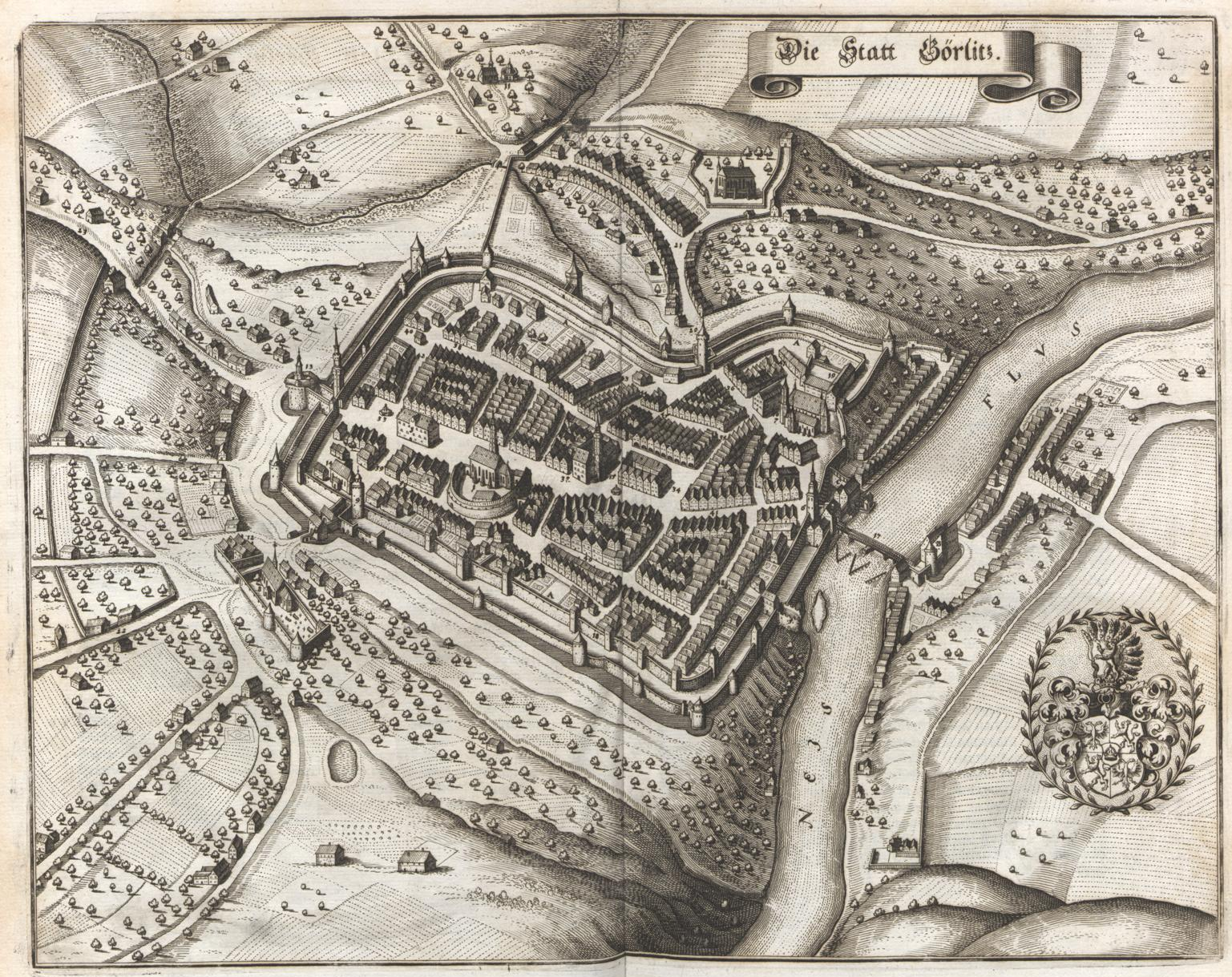
M. Merian, Zhořelec roku 1650. Nahoře kaple Božího hrobu se hřbitovem, vlevo bašta Kaisertrutz, podlouhlý Obermarkt s kostelem sv. Trojice. Uprostřed radnice a Untermarkt s blokem domů uprostřed. Vpravo nad řekou farní kostel sv. Petra a Pavla.

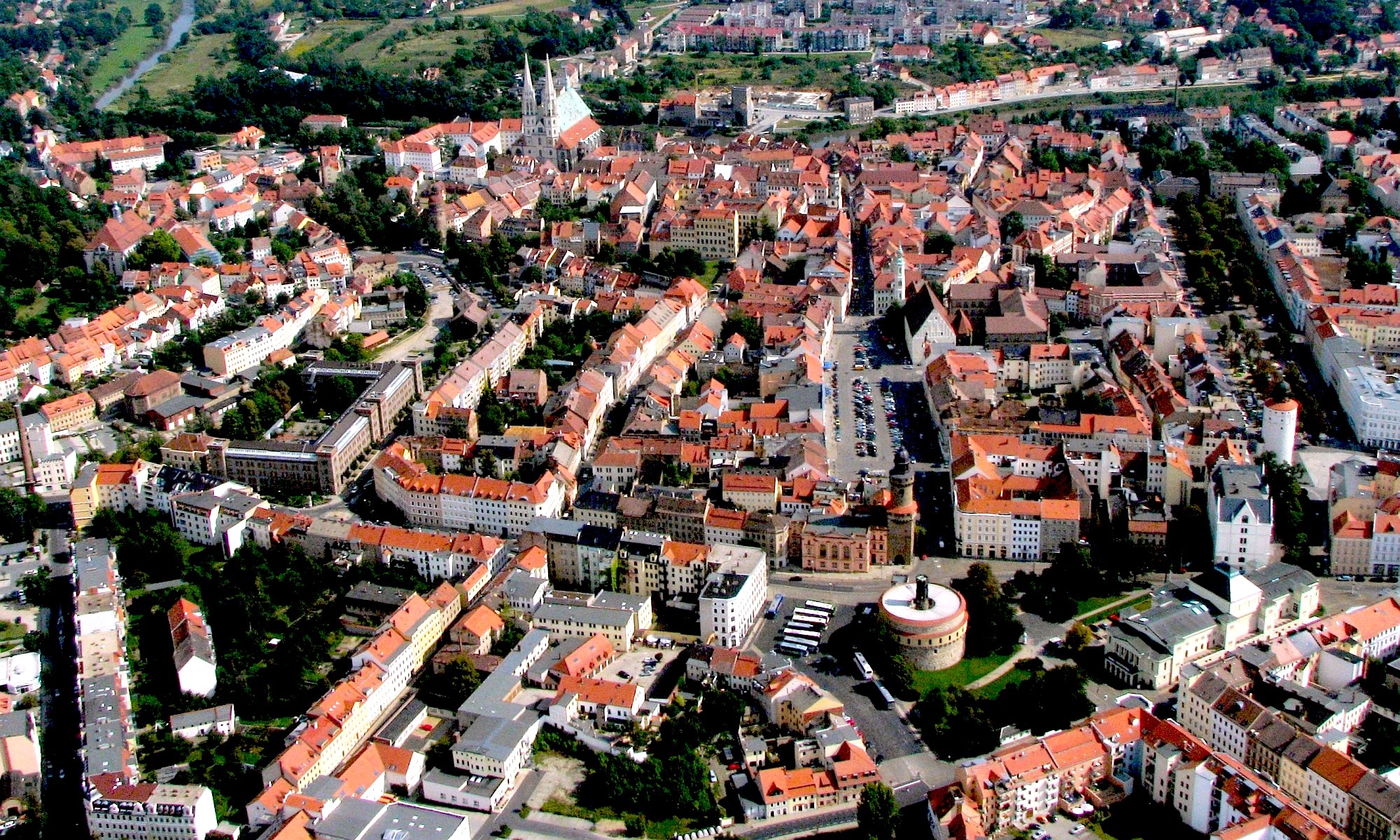
Letecký snímek od východu: vpředu bašta Kaisertrutz, vzadu farní kostel sv. Petra a Pavla u Lužické Nisy. Za řekou je Zgorzelec.

Görlitz (výslovnost: [ˈɡœʁlɪt͡s];  audio, česky Zhořelec, hornolužickosrbsky Zhorjelc, polsky Zgorzelec, latinsky Gorlicium) je velké okresní město v saské části historického území Horní Lužice a zároveň nejvýchodnější město Německa na státní hranici s Polskem. V období do 31. července 2008 bylo samostatným městským okresem, po správní reformě je sídlem úřadu Zemského okresu Zhořelec. Ve městě žije přibližně 57 tisíc obyvatel. Görlitz zahrnuje historické jádro Zhořelce; z někdejšího východního předměstí, které odděluje řeka Lužická Nisa, je dnes samostatné polské město Zgorzelec. Město je zakládajícím členem Euroregionu Nisa, v jehož rámci jsou od roku 1998 obě části alespoň formou proklamace opět spojeny v tzv. „Evropské město Görlitz/Zgorzelec“. Historické centrum, v němž se zachovalo asi 4 000 památkových objektů ze všech hlavních fází středoevropských architektonických stylů (pozdně gotické, renesanční a barokní sakrální i profánní stavby), je označováno za nejrozsáhlejší památkovou rezervaci v Německu. Jedinečné panorama učinilo z města populární lokaci k natáčení filmů, což je důvod, proč je také nazýváno „Görliwood“.
Ve 4. a 5. století našeho letopočtu opustily východogermánské kmeny území Zhořelce (Görlitz/Zgorzelec), které bylo v 7. a 8. století osídleno západoslovanským kmenem Bjezunčanů, jenž se usadil na zdejší hoře Zemská koruna. První zmínka o slovanské vesnici Goreliz, darované míšeňskému biskupovi římským králem Jindřichem IV., pochází z roku 1071. V roce 1075 Jindřich IV. věnoval Budyšínsko a Lužici „navěky“ (in perpetuum) loajálnímu českému knížeti Vratislavu II. Po roce 1243 byla Horní Lužice spravována panovnickým rodem Askánců vládnoucím v Braniborském markrabství. Po získání městských práv roku 1304 pokračovala po roce 1329 vláda českých králů z dynastie Lucemburků, kteří tolerovali vznik Hornolužického šestiměstí a Zhořelci poskytli důležitá privilegia, zejména mincovní regál. Do tohoto období rostoucí výroby a exportu sukna spadá počátek rozkvětu, jenž potom kulminoval za vlády Matyáše Korvína. Nezávisle na politické situaci poté, co v letech 1546–1547 potrestal Ferdinand I. Habsburský Šestiměstí ztrátou privilegií a pozemků (tzv. Pönfall) za nedostatečnou vojenskou podporu ve šmalkaldské válce, pokračovala ve Zhořelci až do 16. století relativní prosperita. Tuto epochu charakterizují osobnosti jako Bartholomaeus Scultetus a Jakob Böhme. V průběhu třicetileté války postoupil Ferdinand II. Štýrský Horní i Dolní Lužici Saskému kurfiřtství jako splátku dluhu za vojenskou pomoc. Z doby saské vlády pochází většina zhořeleckých barokních památek. Po napoleonských válkách připadlo město na základě ujednání Vídeňského kongresu v roce 1815 pruskému králi. 19. století se zde vyznačovalo posílením vlivu státu a industrializací, která měla zvláště za primátora Gottloba Ludwiga Demianiho za následek druhé období hospodářského vzestupu Zhořelce.
Pro Görlitz je typické prolínání kulturních vlivů z Horní Lužice a někdejšího Pruského Slezska, jehož obyvatelstvo bylo vysídleno a jež je od roku 1945 součástí západního Polska. Jako nejvýchodnější a svým způsobem poslední výspa tohoto kulturního okruhu udržuje město některé tradice, takže zde lze navštívit např. Slezské muzeum, Slezský hudební festival nebo ochutnat některý z pokrmů původní slezské kuchyně. Zřetelně zastoupena je tu rovněž současná kultura polská: v kostele svatého Petra a Pavla se konají evangelické bohoslužby v polštině, v Divadle Gerharta Hauptmanna zase polská představení či představení s polskými titulky. Nejvýznamnější kulturní událostí je každoroční udělování Mezinárodní ceny „Most Görlitz-Zgorzelec“ pro osobnosti, které svým životním dílem přispěly k porozumění mezi evropskými národy. V Görlitz se konají turisticky atraktivní události, jako je srpnový staroměstský festival „Altstadtfest“ nebo Letní divadlo na Dolním rynku. Jako sídlo Vysoké školy Žitava/Zhořelec nese Görlitz od roku 2024 oficiální označení „vysokoškolské město“. Vedle zaregistrované obchodní značky „Görliwood“ jsou pro Görlitz v různých kontextech používány přívlastky „město vyhnanců“, „město důchodců“ či „město věží“.

## Geografie

### Poloha
Město leží v bývalé prusko-dolnoslezské části Horní Lužice na západním břehu Lužické Nisy, která tam protéká východní částí Lužického žulového masivu s výběžky česko-německých hraničních hor. Tím je vytvořen přechod mezi severem Oblasti hornolužických rybníků a vřesovišť a jižní částí Lužických hor. Střed města se nachází v nadmořské výšce 201 m n. m. Nejvyšším místem městské oblasti je hora Zemská koruna (Landeskrone) ve výšce 420 m n. m. Nejnižší bod 185 m n. m. se nachází u řeky Nisy. Průměrnou hodnotou pro celou oblast je 220 m n. m. Městem prochází základní poledník středoevropského času (15° v. d.). To má za následek, že s výjimkou letního času se středoevropský čas shoduje se středním letním časem naměřeným v Görlitz. Centrum města se nalézá na 51° 09′ severní šířky. Na počest Jurije Gagarina byl v roce 1961 jihovýchodně od městské haly bezprostředně u silničního mostu do Polska postaven památník na místě poledníku. Podle dnešních měřicích metod však není na správném místě, neboť přesné umístění je asi o 137 m vzdáleno a poledník tak prochází pod městskou halou. Území města se rozprostírá 19,4 km od severu na jih a 7,3 km od východu na západ. Nejbližšími většími městy jsou Liberec asi 50 km jižně, Chotěbuz asi 80 km severozápadně, slezská Lehnice asi 80 km východně a Drážďany asi 90 km západně od Görlitz. Město má plochu přibližně 44 km².

### Reliéf, geologie, půdy

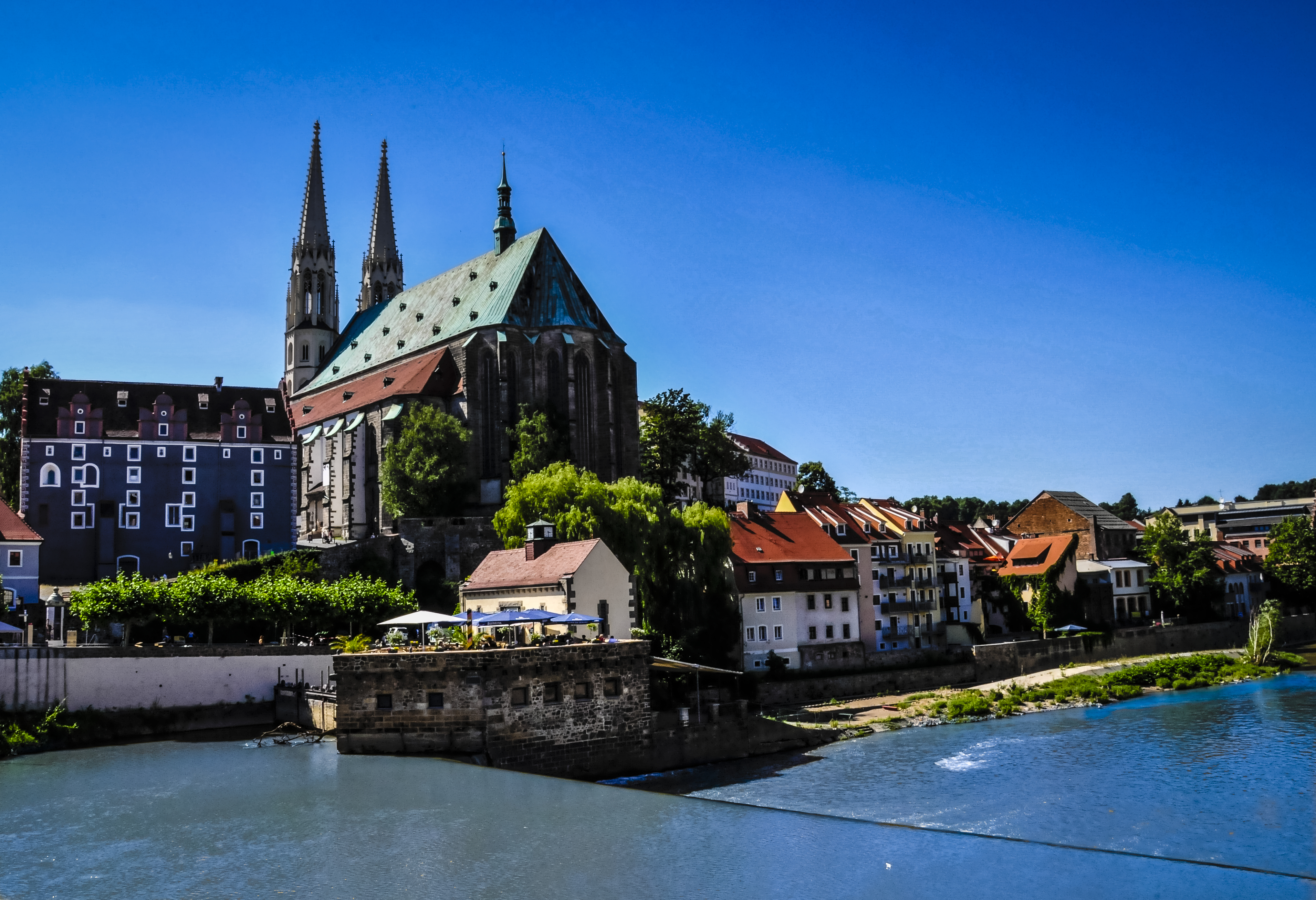
Evangelický farní kostel svatého Petra a Pavla a Waidhaus (Pohled přes Lužickou Nisu z polské strany hranice)

Území Görlitz leží na Zhořelecké plošině, která tvoří přirozené pokračování západně od Lužické Nisy položené Hornolužické pahorkatiny nazývané na české straně hranice Šluknovská pahorkatina. Jejími nejvyššími body jsou zde hora Zemská koruna (Landeskrone), na jejímž úpatí se městská oblast nachází, dále Jauernicker Berg a Königshainer Berge. Na východě do Ostritzko-schönberské kotliny proniká Lužická Nisa, která ve Zhořelecké plošině vykrajuje hluboké údolí, jež je často obklopeno strmými skalními břehy. Vyvýšená plocha na úpatí Zemské koruny se sklání na východ až k údolím a pláním v bezprostřední blízkosti městské zástavby. Město se nachází na rovinaté plošině, jeho východní část se blíží k úrovni Lužické Nisy. Na severu Görlitz nedaleko městského hřbitova se však již terén prudce zvedá. Hřebeny skal Niského údolí a strmé svahy tvoří pro rozvoj městského osídlení přirozené hranice. Tyto hranice podmíněné reliéfem lze překračovat pouze se značným technickým úsilím.
Během třetihor vznikaly v zamokřených nížinách rašelinové lesy. Záplavy s odumíráním rostlin vedly k tvorbě lignitových pánví např. v bývalém povrchovém dole Berzdorf. Čedičové a znělcové kupy jako Zemská koruna jsou vulkanického původu. Geologické podloží v severní oblasti města je složeno z lužické droby. Ta se skládá z biotitu, šedého křemene, světlého živce s vrstvami z jemně zrnité droby a přiléhajících drobových břidlic. Pro jižní oblast je charakteristický východolužický granodiorit. Hranice mezi těmito odlišnými podložími probíhá přibližně v linii Volské bašty (Ochsenbastei), ulic Neißstraße, Peterstraße, areálu Božího hrobu až přes Girbigsdorf. U Obermühle potom končí tvrdým granodioritem zapříčiněné zúžení údolí Nisy.
Podle geologické mapy oblastí Saska, které byly v pleistocénu pokryty ledovcem, jsou na území města blízko povrchu rozšířeny holocenní písky, štěrky, v malých údolích pak jíly a bílé hlíny. Časté jsou také spraše z období Weichselu (glaciálu), sprašové hlíny, deriváty spraše z části vzniklé půdotokem (soliflukcí). Následují souvislé glacifluviální písky a štěrky z období Elsteru. Podle Saského zemského úřadu pro životní prostředí, zemědělství a geologii lze s podložím z pevné horniny (grandioritu a droby) počítat až ca 17,5 m pod povrchem parcely. Nejčastějšími půdními typy na východě Horní Lužice jsou pseudogleje (36,7 %), parahnědozemě (21,3 %), hnědozemě (17,6 %), v prostředí řek a potoků potom zamokřené lužní hlíny (10 %).

### Vodstvo

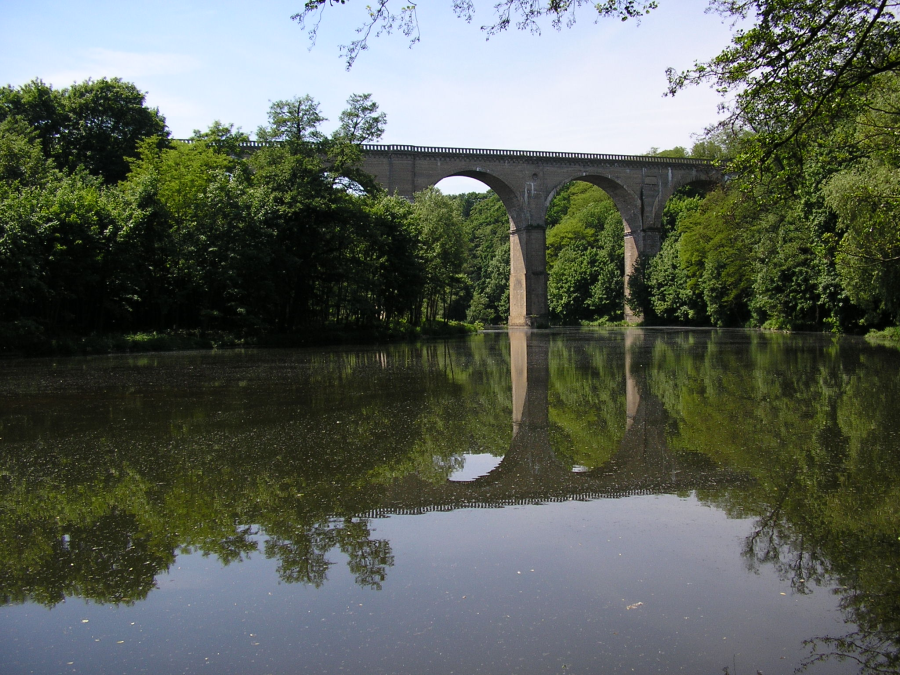
Niský viadukt

Nejvýznamnějším vodním tokem v prostoru Görlitz je Lužická Nisa, nazývaná dříve také jako Zhořelecká Nisa (Görlitzer Neiße), která tvoří státní hranici mezi německým Görlitz a polským Zgorzelcem. Po znovuvybudování staroměstského mostu v roce 2004 spojují oba břehy čtyři mosty: městský most, staroměstský most, viadukt a most v městské části Hagenwerder. Průměrná výše hladiny Nisy v Görlitz (v měřícím místě Hirschwinkel) je 1,85 m s průměrným průtokem ca 15–20 m3. V městské části Weinhübel se na Niských luzích nacházejí zdroje pitné vody, které slouží k získávání pitné vody pro městskou oblast. U Horního mlýna (Obermühle) se lze po proudu projíždět lodí. Hlavními vedlejšími přítoky v blízkosti městského centra jsou Jędrzychowicki Potok, pravý přítok Czerwona Woda (Rothwasser), která se na české straně hranice jmenuje Oldříšský potok, levý přítok Pließnitz na východě Saska a Witka (Wittig), což je pravý přítok Lužické Nisy, který se v České republice nazývá Smědá. Tyto přítoky se v období povodní stávají přítoky kulminačními. Stav hladiny Lužické Nisy je pravidelně měřen od roku 1912. Při povodni v roce 1981 dosahovala hladina výše 6,78 m, při povodni roku 2010 7,00 m. Tehdy byly zasaženy ulice a domy v bezprostřední blízkosti Nisy zvláště pak městské části Hagenwerder a Weinhübel, což zapříčinilo prolomení přehrady Niedów (Witka) na polské straně hranice. Jednalo se o největší povodeň od roku 1897. V roce 2015 bylo po demolici bývalých textilek Yeti a Industrieanlage Oberlausitzer Volltuch u břehu Nisy zajištěno rozšíření řečiště za účelem prevence povodňových událostí.

### Podnebí
Podnebí v Görlitz je mírné, podle Köppenovy-Geigerovy klasifikace podnebí odpovídá pásmu Cfb, tedy oceánskému podnebí. Po celý rok je zde dostatek srážek, které jsou zřetelné i v nejsušším měsíci. Průměrná roční teplota je tu podle klimatického modelu, který zpracovává data v letech 1982–2012, 8,3 °C. Roční úhrn srážek je 629 mm. V únoru, který je na srážky nejchudší, je jejich množství 35 mm. Největší průměrné množství srážek 72 mm je v červenci. Červenec je s průměrnou teplotou 17,5 °C nejteplejším měsícem roku. Nejchladnější je pak leden s −1,7 °C. Mezi nejsušším měsícem únorem a nejdeštivějším červencem je rozdíl 37 mm. Průměrné teploty mezi nejteplejším červencem a nejchladnějším lednem v průběhu roku kolísají o 19,2 °C. Městské klima je silně ovlivňováno hustým provozem v centru. Ten je důvodem vyšší teploty vzduchu a jeho menší cirkulace než v okolí. Podle studie z roku 1995 existují v Görlitz dva velké tepelné ostrovy: ve Starém městě a užším centru stejně jako v městské části Königshufen. Ve srovnání s oblastmi studeného vzduchu v okolí může vykazovat toto městské klima rozdíl 10 °C. Tyto efekty jsou ovšem pro města typické. Görlitz disponuje dostatkem zelených a vzdušných ploch, které zintenzivňují výměnu vzduchu se zastavěnými plochami a tím městské podnebí zlepšují.

### Flora a fauna

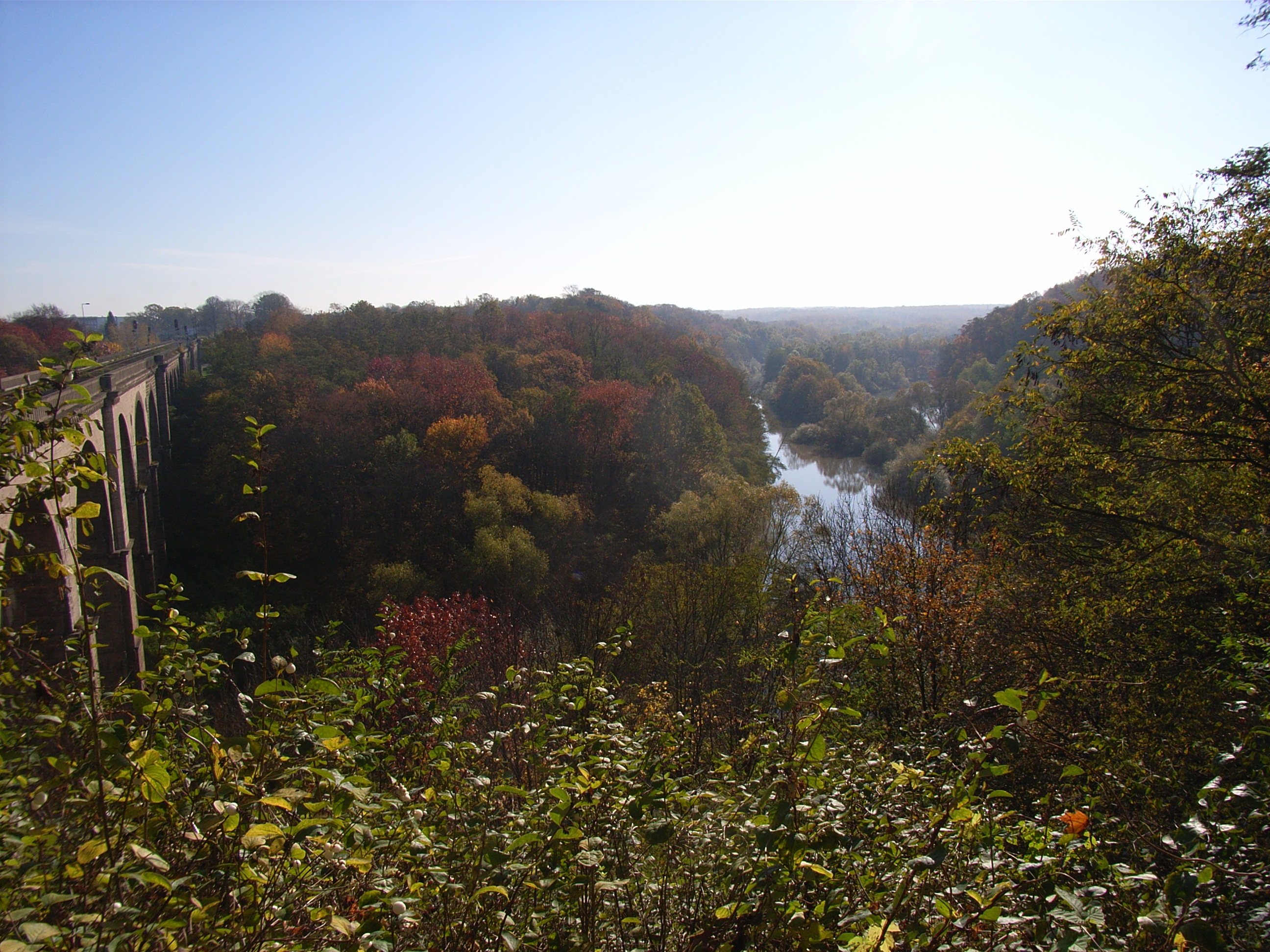
Údolí Lužické Nisy

Území města se částečně překrývá se čtyřmi oblastmi chráněnými na základě Směrnice o stanovištích a s jednou oblastí chráněného ptactva. Rozkládají se od Obermühle na severu, přes údolí Nisy, niské luhy až po jižní okraj města v místní části Hagenwerder. Z flory jsou předmětem ochrany biotopy panonských, habrových, bukových a aluviálních lesů. Z bezobratlých živočichů jsou zde chráněni: modrásek bahenní (Phengaris nausithous), ohniváček černočárný (Lycaena dispar), modrásek očkovaný (Phengaris teleius), páchník hnědý (Osmoderma eremita), klínatka rohatá (Ophiogomphus cecilia), z obratlovců potom: piskoř pruhovaný (Misgurnus fossilis), sekavec písečný (Cobitis taenia), netopýr velký (Myotis myotis), netopýr černý (Barbastella barbastellus), vydra říční (Lutra lutra) a vlk obecný (Canis lupus). V oblasti chráněného ptactva Neißetal bylo zjištěno 26 druhů ptáků, kteří spadají do 1. a 2. kategorie ochrany podle Červeného seznamu Saska. K nim patří ostříž lesní (Falco subbuteo), ledňáček říční (Alcedo atthis), pisík obecný (Actitis hypoleucos), strnad luční (Miliaria calandra), žluna šedá (Picus canus), skřivan lesní (Lullula arborea), čejka chocholatá (Vanellus vanellus), strakapoud prostřední (Dendrocopos medius), ťuhýk obecný (Lanius collurio), strnad zahradní (Emberiza hortulana), ťuhýk šedý (Lanius excubitor), moták pochop (Circus aeruginosus), luňák červený (Milvus milvus), rákosník proužkovaný (Acrocephalus schoenobaenus), luňák hnědý (Milvus migrans), datel černý (Dryocopus martius), čáp černý (Ciconia nigra), pěnice vlašská (Sylvia nisoria), bělořit šedý (Oenanthe oenanthe), výr velký (Bubo bubo), chřástal polní (Crex crex), čáp bílý (Ciconia ciconia), krutihlav obecný (Jynx torquilla), včelojed lesní (Pernis apivorus) a dudek chocholatý (Upupa epops). Hora Zemská koruna zase patří do chráněné oblasti čedičových a znělcových kup na východě Horní Lužice. Zde jsou chráněni netopýři např. netopýr černý (Barbastella barbastellus) a netopýr velký (Myotis myotis).

### Ochrana životního prostředí

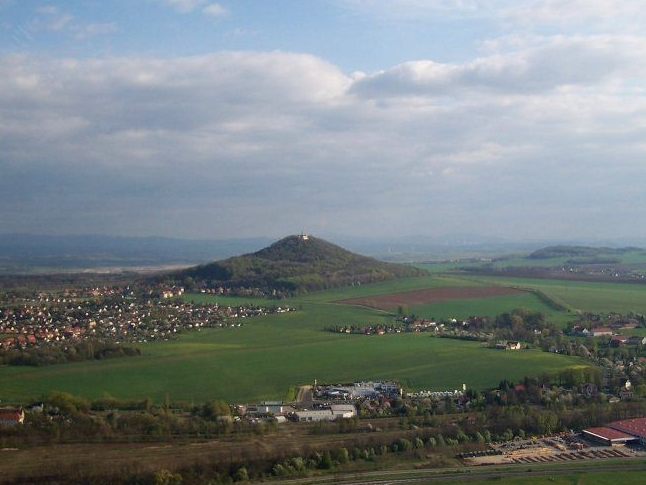
Zemská koruna (Landeskrone)

Chráněné oblasti na základě Směrnice o stanovištích, které zasahují do území Görlitz, jsou: „Čedičové a znělcové kupy na východě Horní Lužice“ (Basalt- und Phonolithkuppen der östlichen Oberlausitz), „Oblast Lužické Nisy“ (Neißegebiet), „Oblast Pließnitz“ (Pließnitzgebiet) a „Separovaná místa výskytu netopýrů v Lužici“ (Separate Fledermausquartiere und -habitate in der Lausitz). Vedle nezbytných opatření pro ochranu půdy, vodstva, flory a fauny je v městské oblasti sledována hladina intenzity hluku a čistota ovzduší. Intenzita hluku za den/noc přesahuje v některých ulicích v Görlitz 65/55 dBA. Uzavřené bloky zástavby jsou však naopak proti hluku chráněny. Od roku 1999 bylo dosaženo zlepšení pomocí asfaltové úpravy dlážděných silnic a snížení povolené rychlosti z 50 na 30 km/h. Podle výsledků měření koncentrace emisí v ovzduší bylo v roce 2021 zjištěno v průměru 20 μg/m³ pevných částic (PM10), 15 μg/m³ oxidu dusičitého a 1 μg/m³ oxidu siřičitého. Překračování hodnot PM10, které souvisí i s klimatickými vlivy, jako jsou např. zimní povětrnostní podmínky, je analyzováno podle městského „Plánu na zachování čistoty ovzduší“. V rámci protipovodňových opatření jsou podle saského Zákona o vodách vymezena dvě záplavová území v blízkosti Lužické Nisy a jejího přítoku Pließnitz.

### Městské části
Území města je rozděleno do devíti městských a pěti místních částí. Tyto městské části jsou buď historického původu, nebo vznikly usídlením vyhnanců po roce 1945, anebo byly začleněny jako samostatné obce či katastry až v roce 1952. Při nedávné komunální reformě v devadesátých letech bylo připojeno pět místních částí, které jsou od centra vzdáleny. Městské části jsou: Altstadt, Biesnitz, Innenstadt, Klingewalde, Königshufen, Nikolaivorstadt, Rauschwalde, Südstadt a Weinhübel (až do roku 1937 Posottendorf-Leschwitz). K území města patří také následující dříve samostatné osady: Deutsch Ossig, Hagenwerder (až do roku 1936 Nikrisch), Klein Neundorf, Kunnerwitz, Ludwigsdorf, Ober-Neundorf, Schlauroth a Tauchritz. Každá z následujících dříve samostatných obcí pak tvořila samostatnou místní část: Hagenwerder a Tauchritz, Kunnerwitz a Deutsch-Ossig či Klein Neundorf stejně jako Ludwigsdorf a Ober-Neundorf. Obec Deutsch-Ossig je po rozšíření povrchového dolu neobydlená, protože obyvatelstvo bylo přesídleno. Většina se odstěhovala do nového sídliště jižně od obce Kunnerwitz.

## Historie

### Původní osídlení a založení města

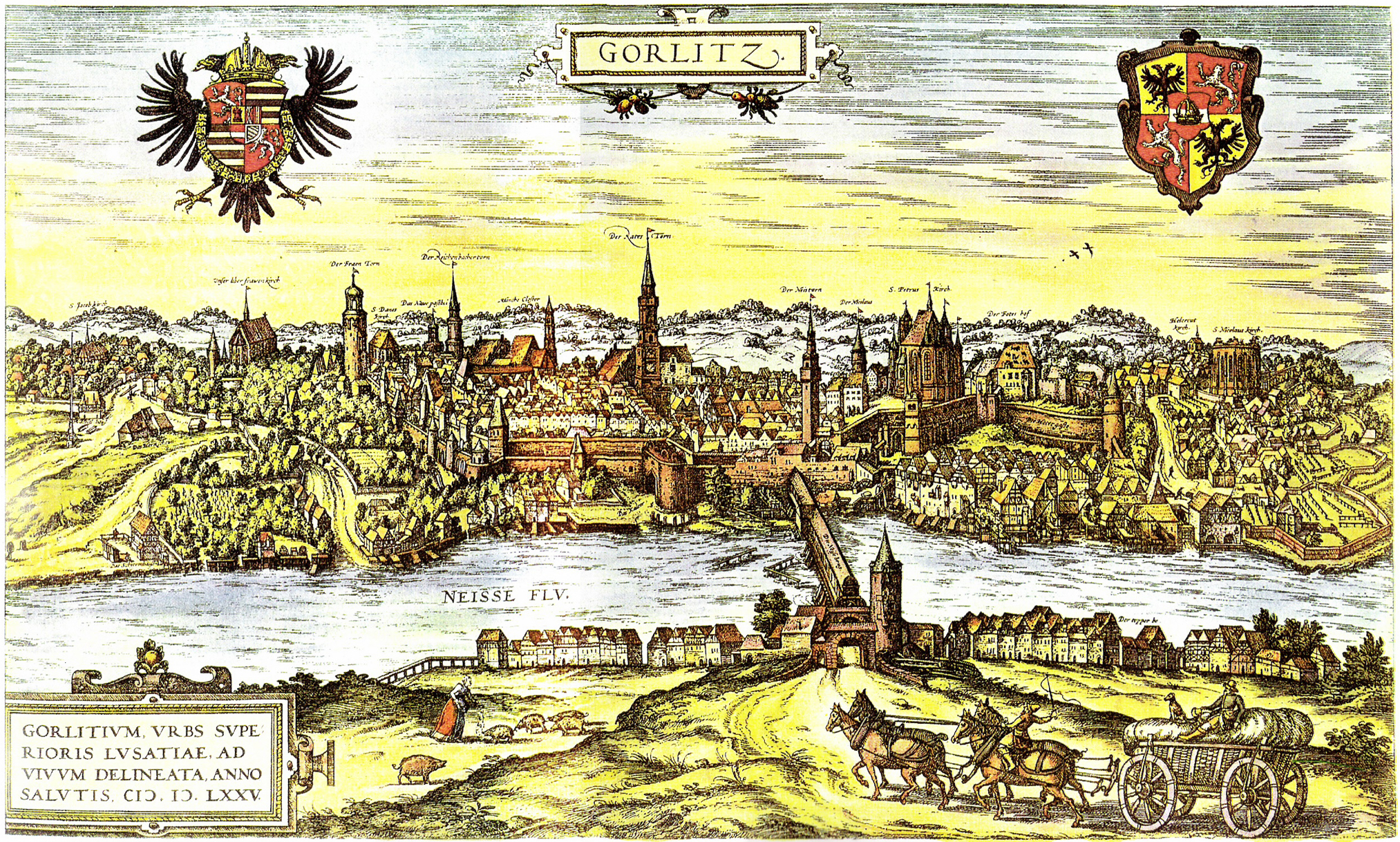
Pohled na město od východu, 1575

Nejstarší archeologické nálezy na území města pocházejí z pozdního neolitu a přináležejí k tzv. kultuře šňůrové keramiky. Z doby lužické kultury jsou nálezy keramických uren. Dále byly nalezeny měděné a bronzové mince z pozdní Římské říše. Jakmile během stěhování národů ve 4. a 5. století opustili východogermánští Burgundi pod tlakem Hunů východní oblast Horní Lužice, bylo toto území v pozdním 7. a 8. století znovu osídleno Slovany. Patrně se jednalo o západoslovanský kmen Bjezunčanů, který podle názoru většiny historiků sídlil v hradu Businc na vrchu Zemská koruna, což dodnes odráží název městské části „Biesnitz“. Z této doby pocházejí nálezy v dnešním (historickém) předměstí Nikolaivorstadt na sever od Starého města. Počínaje rokem 960 si markrabě Saské východní marky Gero podmanil slovanské kmeny v Dolní Lužici. Teprve kolem roku 990 si markrabě Ekkehard I. z Míšně podmanil také Milčany v Horní Lužici. Lužice však na dlouho zůstala jablkem sváru mezi Čechami, Polskem a Svatou říší římskou. Görlitz je poprvé zmíněn roku 1071 v jedné listině Jindřicha IV., v níž tuto slovanskou vesnici Goreliz daruje míšeňskému biskupovi. Území dnešní Horní a Dolní Lužice se dostalo roku 1075 jako zástava a v roce 1089 jako říšské léno pod vládu českých knížat a králů, kteří byli proto s několika přerušeními až do roku 1635 městskými pány Görlitz. Patrně v oblasti dnešního farního kostela sv. Petra a Pavla byl knížetem Soběslavem I. v letech 1126–1131 spolu s jinými hrady na tehdejší česko-polské hranici vystavěn v místě původního spáleniště hrad Yzcorelik, tedy hrad na vyhořelém místě od slovanského slovesa „zgoreti“, o kterém se zmiňuje Kosmova kronika. V blízkosti vesnické osady popř. u hradu se v polovině 12. století rozvinulo kupecké sídliště při Via regia, v jehož centru byl kostel sv. Mikuláše. Kolem roku 1200 vzniklo plánovité uspořádání města kolem centrálního náměstí (Untermarkt) v oblasti dnešního Starého města. Zástupce českého krále, který pocházel z okruhu předních rodin, velkostatkářů a dálkových obchodníků, sídlil ve městě v roce 1234 a 1238. Instituce těchto zástupců pak nejpozději v roce 1282 zanikla. Za vlády Askánců, kteří roku 1253 získali východní část terra Budissinensis s městem Görlitz jako zástavu od českého krále, bylo území města na západě rozšířeno a bylo vybudováno městské opevnění, které nyní zahrnovalo i františkánský klášter založený v roce 1234. Roku 1268 byla za braniborských markrabí založena zhořelecká mincovna, která se v ražbě měla každý rok střídat s mincovnou v Budyšíně.

### Görlitz jako středověké centrum obchodu

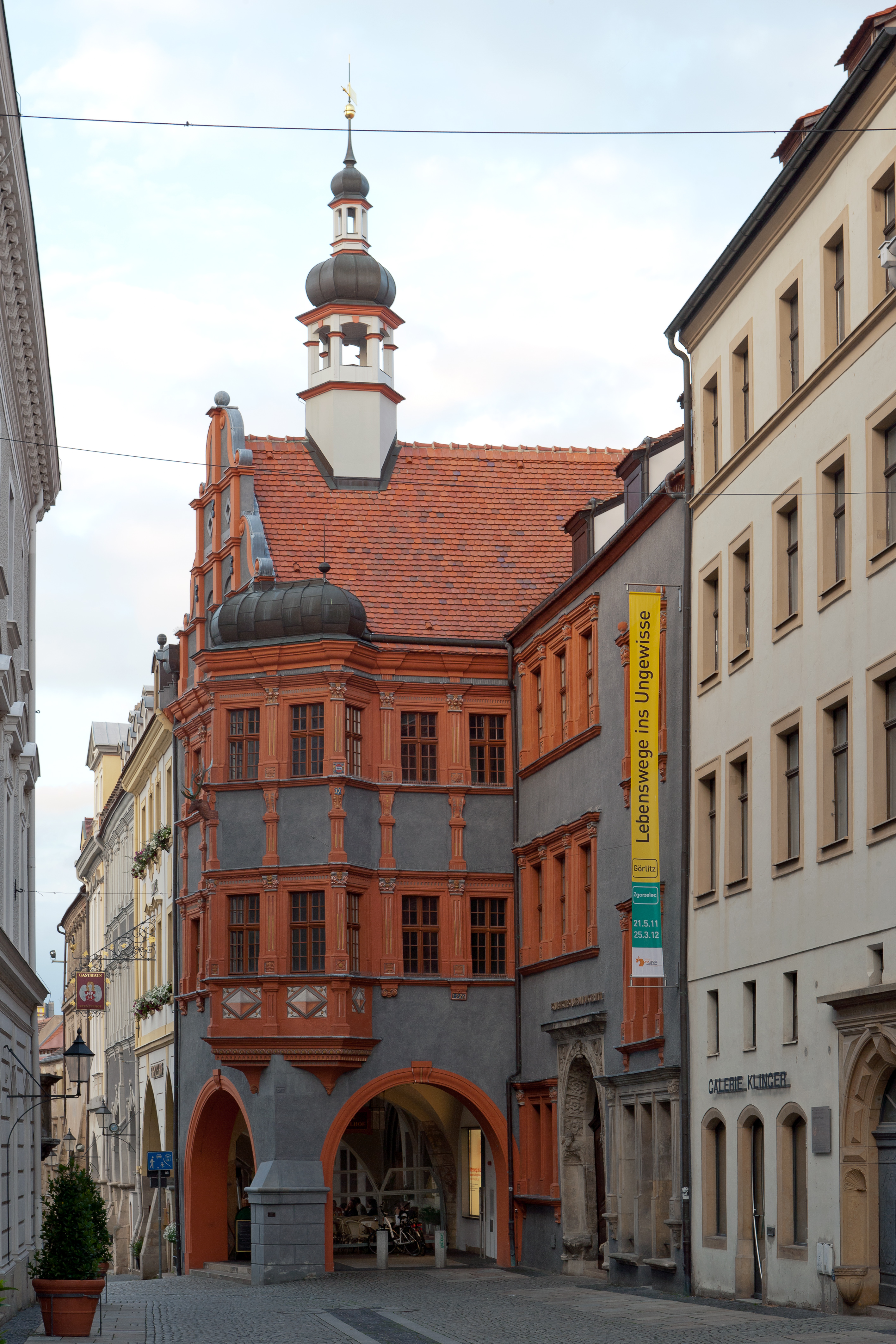
Schönhof, postaven roku 1526

Pro dobu krátce před rokem 1300 je doložena městská rada s purkmistrem, dvanácti radními a čtyřmi konšely. Roku 1303 obdrželo město Görlitz jako první v regionu nezávislost na zeměpanském správním soudu a získalo vlastní pravomoc v oblasti trestního práva, což je považováno za datum vzniku městské nezávislosti. Krátce poté se v Görlitz ustavila židovská obec. Jakmile se město v roce 1329 vrátilo pod českou vládu, potvrdil Jan Lucemburský rozvíjející se židovské sídliště a obdařil Görlitz četnými právy, obzvláště mincovním regálem. V roce 1339 získalo město navíc tzv. právo nuceného skladu jedné v celé Evropě žádané barvící rostliny, kterou byl boryt barvířský (něm. Weid) užívaný pro modrou barvu při barvení textilií. Zásluhou prosperujícího obchodu v souvislosti s monopolním postavením v českých zemích, pokud jde o obchod s borytem, i díky vzkvétající textilní produkci se stal Görlitz nejvýznamnějším obchodním městem mezi Erfurtem a Vratislaví. Na základě své ekonomické síly a královského privilegia založila 21. srpna 1346 města Budyšín, Zhořelec, Kamenec, Lubáň, Löbau a Žitava alianci Hornolužické šestiměstí, v pověření zeměpána, českého krále a pozdějšího římského císaře Karla IV., aby byl zachován zemský mír. Svobodným říšským městům se však město Görlitz po právní stránce nemohlo rovnat. S hospodářským rozmachem se dalším mocenským faktorem staly cechy, které odmítaly „zahraniční politiku“ městské rady a v letech 1369, 1390 a 1405 marně revoltovaly proti radní vrchnosti. V letech 1377–1396 bylo město centrem Zhořeleckého vévodství, které založil Karel IV. pro svého sedmiletého syna Jana. Ten v roce 1389 dopustil vyhnání Židů z města. Po jeho smrti roku 1396 bylo vévodství zase zrušeno.

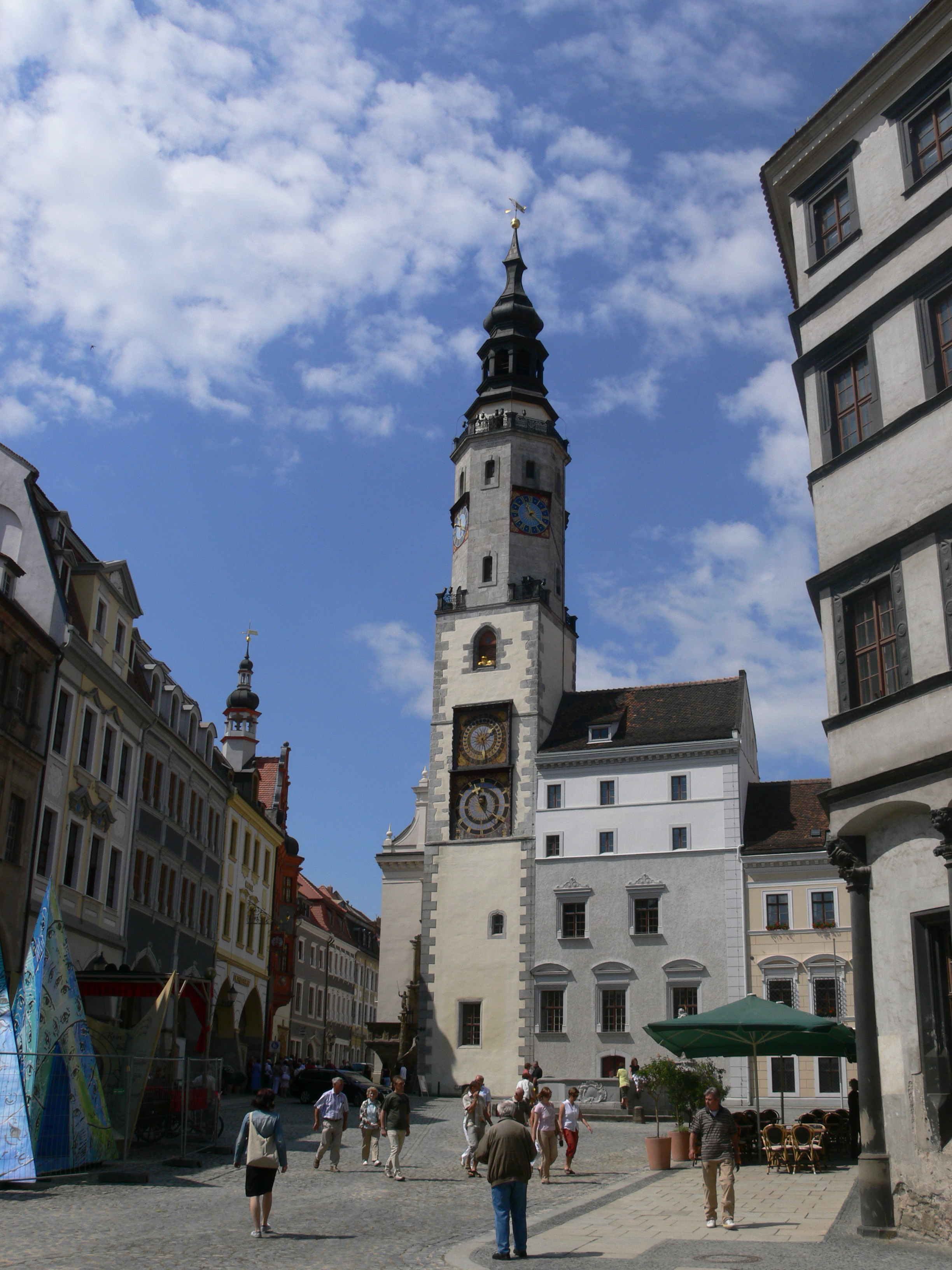
Stará radnice

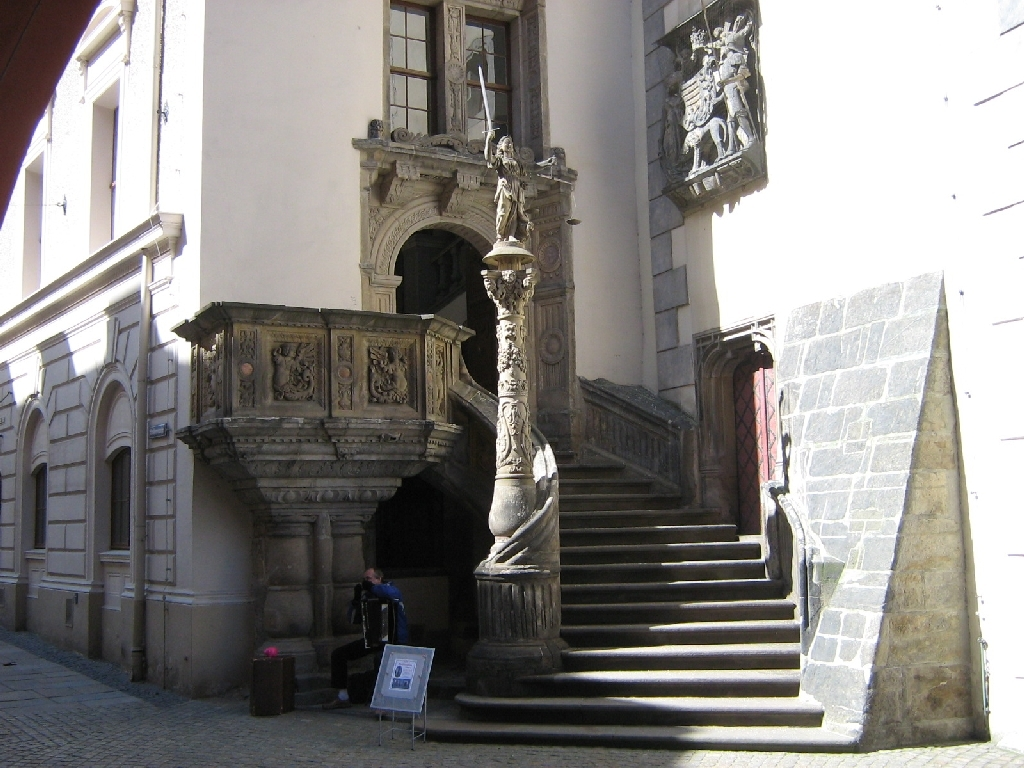
Portál a sloup staré radnice s alegorií spravedlnosti

Během husitských válek bylo v roce 1429 vypáleno jižní a východní předměstí, opevněné město však nebylo obléháno. Po četných sporech, které město vedlo ve 14. a 15. století k uhájení zemského míru a svých rozsáhlých privilegií, přišly v 15. století také rozmíšky mezi katolickou městskou radou a šlechtou, násobené tehdejší vládou kališnictví nakloněného Jiřího z Poděbrad. V této situaci došlo v letech 1466–1468 k tzv. spiknutí střelného prachu, což byla původně místní rodinná rozepře, která přerostla v politický konflikt zakončený čistkou v městské radě s pěti hrdelními tresty a deseti vyhoštěními z města. Rovněž do sporu o český trůn mezi Jiřím z Poděbrad a Matyášem Korvínem bylo město vtaženo. Proto byla roku 1477 také předměstí obehnána příkopy a palisádami a městské opevnění bylo modernizováno a zesíleno. Napětí mezi Görlitz a Žitavou, které vznikalo už v závěru husitských válek, eskalovalo roku 1491 v tzv. pivní válce, v níž šlo o právo Žitavy vyvážet do Görlitz bezcelně pivo. Město Görlitz však žitavské pivo a jeho prodej odmítlo a zásilku zabavilo. Žitava potom reagovala výpady na obce v blízkém okolí Görlitz. Spory mezi oběma městy byly ukončeny teprve smírčím rozsudkem místodržícího, který oběma městům zakázal vzájemné útoky a Žitavu zavázal k tomu, aby napravila způsobené škody. Za vlády uherského krále Matyáše Korvína na sklonku 15. století dosáhlo město svého největšího rozkvětu, který se udržel až do 16. století. Z této doby pocházejí mnohé měšťanské domy a církevní stavby ve stylu pozdní gotiky a renesance. Zároveň nabyli zhořelečtí občané od roku 1440 rozsáhlý pozemkový majetek. Kolem roku 1500 pak mělo město kolem 10 000 obyvatel. V polovině 15. století zde pracovalo 126 soukenických mistrů, jejichž počet do roku 1527 vzrostl na 265. Napětí mezi cechy a městskou radou pokračovalo až do 16. století a vyvrcholilo sporem o reformaci. Od roku 1521 se v Görlitz evangelicky kázalo, třebaže rada ještě dlouho kladla odpor. Luteránský církevní řád byl zaveden v roce 1539. Následkem šmalkaldské války bylo roku 1547 město postiženo hornolužickým „Pönfallem“, protože Šestiměstí do této války jen velmi váhavě posílalo svá vojska, která ostatně císařský tábor opustila již před bitvou u Mühlberka. Město bylo donuceno zaplatit pokutu 20 000 guldenů a ztratilo četná práva a celý pozemkový majetek. Ačkoli mnoho statků a výsad bylo možné koupit zpět v následujících letech, moc měst v hornolužické stavovské republice byla zlomena ve prospěch zemského vládce a mocných šlechtických rodů.

### Görlitz vSaském kurfiřtství

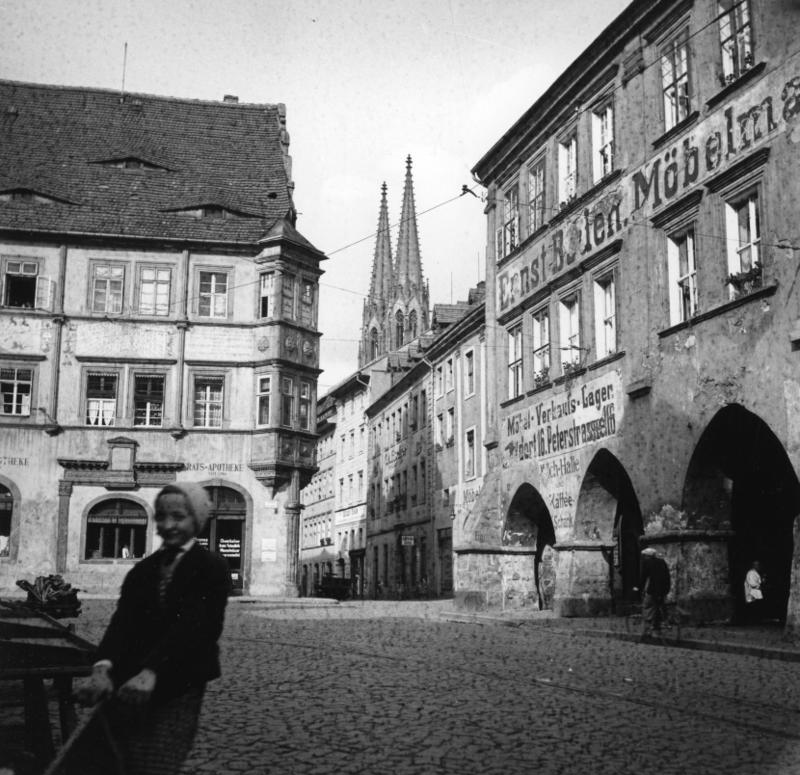
Untermarkt kolem roku 1932

V dubnu 1636 bylo město Görlitz společně s Horní Lužicí, jejíž stavy se přidaly k povstaleckým Čechám, přislíbeno Saskému kurfiřtství k vyrovnání císařových válečných dluhů. Císař roku 1637 potvrdil shledané konfesní poměry dodatkem Pražského míru zvaným Traditionsrezess, pročež sklidil v Görlitz ovace. V dalším průběhu třicetileté války v roce 1641 obsadili město Švédové, přičemž utrpělo značné škody. V sedmileté válce bylo město během bitvy u Moysu opět dějištěm vojenských konfliktů. O 22 let později zde potom vznikla dodnes existující Hornolužická společnost věd (Oberlausitzische Gesellschaft der Wissenschaften), která se posléze stala nadregionálně významným centrem pozdního osvícenství. Když se Napoleonova armáda vracela z ruského tažení, procházely její jednotky zhořeleckou oblastí a plenily okolní vesnice. Během jediného roku kolem města táhlo více než 30 vojenských útvarů francouzských spojenců, které musely být v Görlitz ubytovány a zaopatřeny. Starosta Samuel August Sohr informuje především o rychle se šířících epidemiích. Po porážce Napoleona se saské vojsko vzdalo protinapoleonské koalici, přesto však bylo považováno za protivníka. Z tohoto důvodu pak Sasko roku 1815 nebylo zastoupeno na Vídeňském kongresu, kde bylo území Horní Lužice rozděleno a město Görlitz bylo připojeno k pruské provincii Slezsko coby sídlo stejnojmenného zemského okresu v rámci vládního obvodu Liegnitz (Lehnice).

### Druhý rozkvět vpruském státě

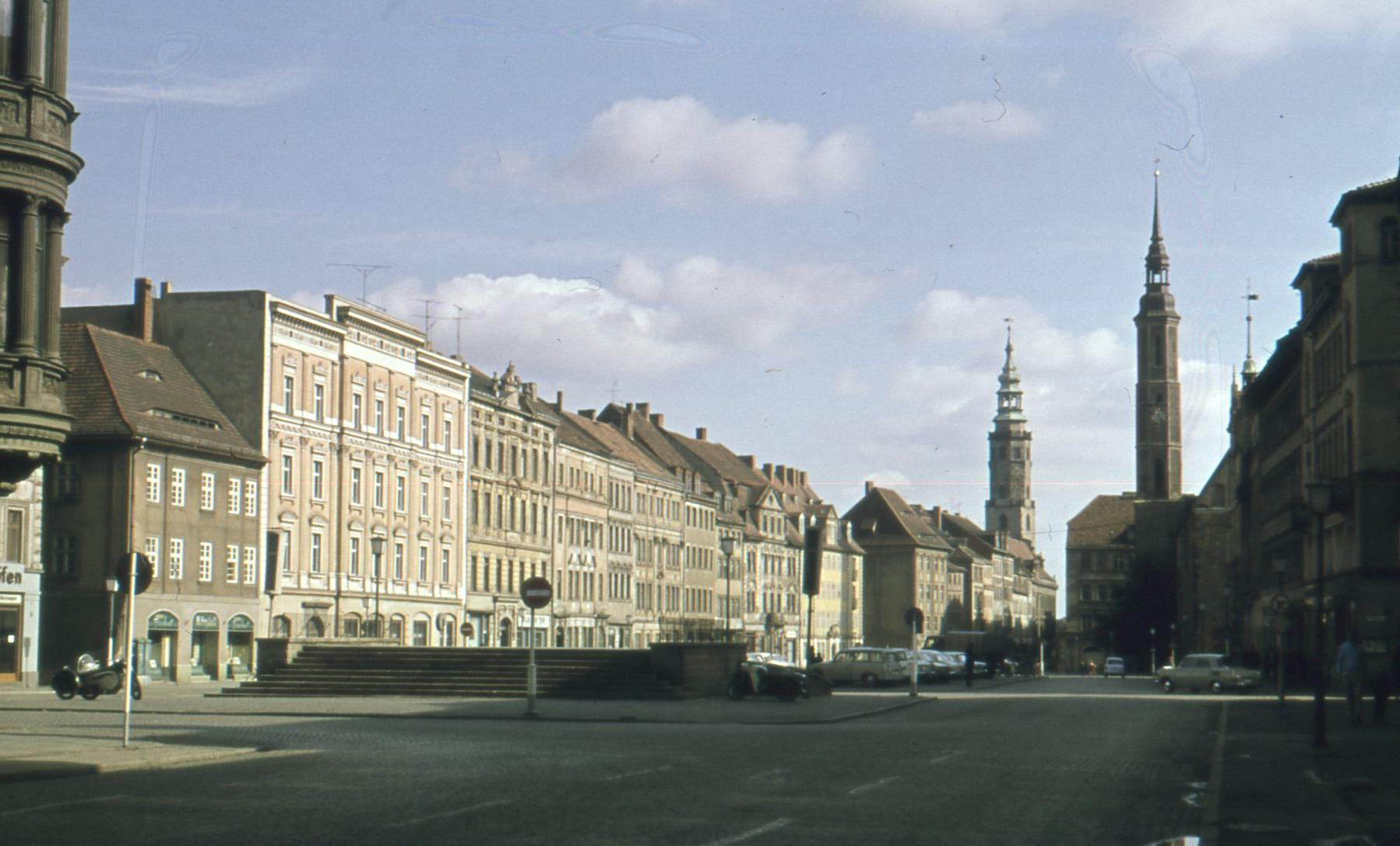
Obermarkt (1951–1990 Leninplatz) v sedmdesátých letech 20. století

Připojení k Prusku mělo významný dopad na politický a společenský vývoj města. V roce 1833 bylo zavedeno pruské městské právo a za prvního primátora Gottloba Ludwiga Demianiho zažil Görlitz nový rozkvět. V této době byly zbořeny 600 let staré hradby a začala výstavba předměstí. Roku 1847 bylo dokončeno železniční spojení s Drážďany a současně také pobočná dráha na Berlín a Vratislav. V roce 1867 zprovoznila berlínsko-zhořelecká železniční společnost trať z Görlitz na někdejší Berlin Görlitzer Bahnhof. Z let 1845–1847 pochází stavba Zhořeleckého nádraží a jeden z prvních železničních viaduktů Německa – 375 metrů dlouhý most s 32 oblouky postavený místním zednickým mistrem Gustavem Kiesslerem. Roku 1873 se stal Görlitz samostatným městským okresem. Po těchto opatřeních potom došlo k rychlé industrializaci. Četné veřejné budovy, průmyslové stavby a obytná sídliště ze zakladatelské éry (Gründerzeit) ještě dnes vytváří obraz města jižně od historického centra. S rozdělením Slezska na Horní a Dolní Slezsko připadl Görlitz roku 1919 k provincii Dolní Slezsko.

### Nacismus a druhá světová válka
Během období nacionálního socialismu zde bylo stejně jako všude v Německé říši židovské obyvatelstvo systematicky zbaveno svých práv a zavlečeno do koncentračních táborů. Za Křišťálové noci byl v roce 1938 místním hasičským sborem zhacen pokus zapálit zhořeleckou synagogu, která se jako jedna z mála synagog v Sasku zachovala do dnešních dnů. Roku 1943 byl zřízen pobočný tábor KZ-Außenlager Görlitz spadající pod Koncentrační tábor Gross-Rosen. V něm zemřelo násilnou smrtí nebo následkem nemocí a vyčerpání přes 400 převážně židovských vězňů z Maďarska, Čech a Sovětského svazu. V průběhu druhé světové války a zejména na jejím konci bylo ve městě zcela zničeno přibližně 80 domů, část byla těžce poškozena. Všech sedm mostů přes Nisu bylo odstřeleno 7. května 1945 – v poslední den války – v 19 hodin ustupujícími vojáky wehrmachtu. Tyto odstřely postihly řadu přilehlých budov, tlaková vlna smetla i vitráže v oknech kostela sv. Petra a Pavla. Město bylo následně obsazeno Rudou armádou a stalo se tak součástí sovětské okupační zóny a od roku 1949 potom NDR.

### Socialismus a NDR

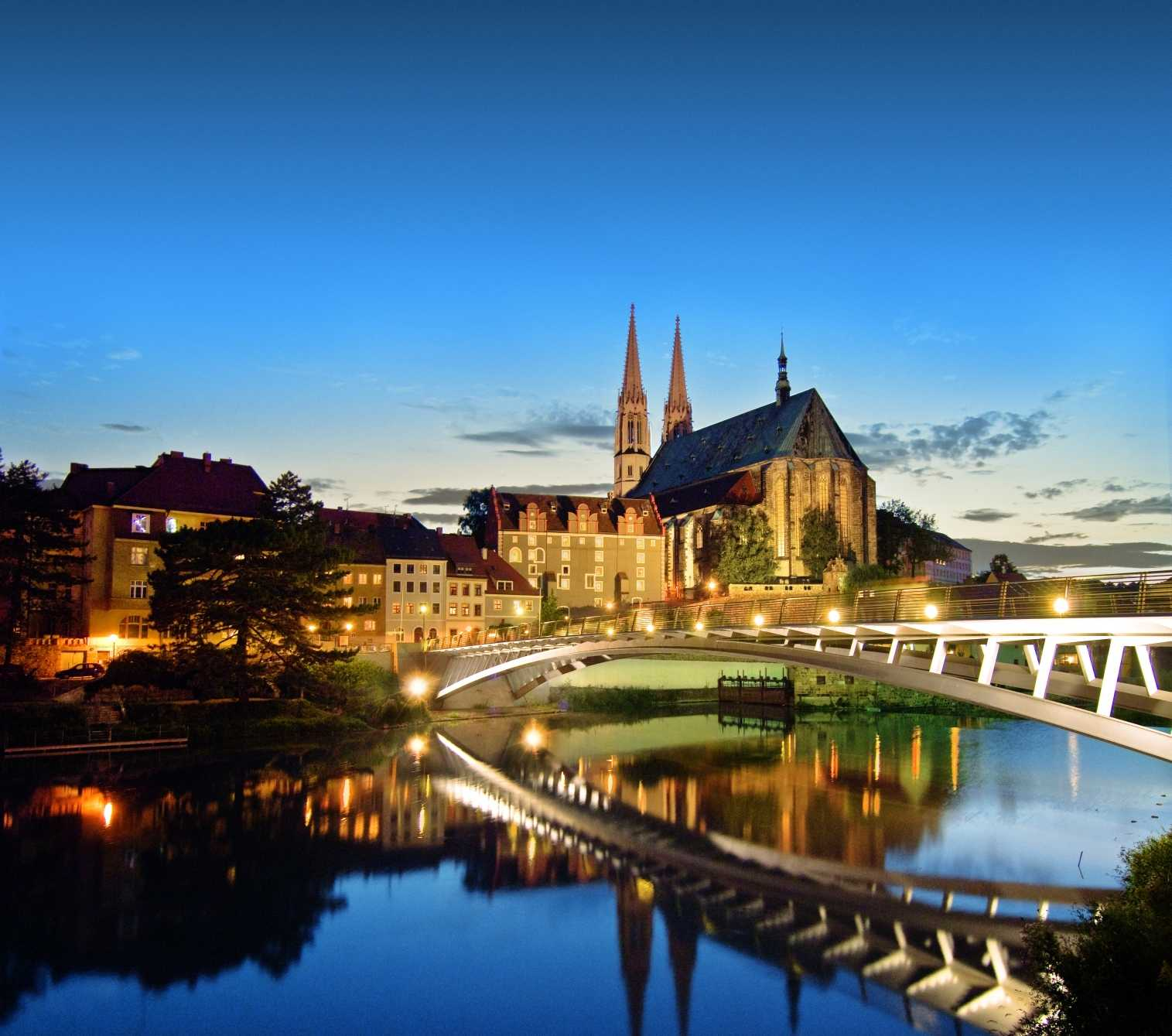
Pěší most z Görlitz do Zgorzelce otevřený v roce 2004; v pozadí je evangelický farní kostel sv. Petra a Pavla a Waidhaus

Po druhé světové válce byl Görlitz rozdělen podle nové hranice v linii Odra – Lužická Nisa. Část města, která se nachází východně od Nisy, přišla pod polskou správu a dnes tvoří polský Zgorzelec. Původní obyvatelstvo bylo 21. června 1945 vyhnáno. 650 osob, které se narodily v Görlitz nebo bylo toto město jejich posledním bydlištěm, bylo zadrženo sovětskou tajnou policií NKVD. Asi 250 z nich zemřelo v sovětských speciálních táborech zakládaných na území NDR. S uprchlíky a vyhnanými ze všech oblastí východně za Odrou a Nisou počet obyvatelstva západní části města krátce přesáhl 100 000. Větší část města, která zůstala v Německu, se stala součástí Saské země, která však byla roku 1952 v rámci centralizace zrušena. Poté město patřilo do drážďanské oblasti. Podpisem tzv. Zhořelecké smlouvy z 6. července 1950 uznaly NDR a Polská lidová republika linii Odra – Lužická Nisa jako státní hranici mezi Německem a Polskem podle mezinárodního práva. Mezinárodní uznání hranice ze strany sjednoceného Německa bylo znovu potvrzeno vládou Helmuta Kohla v německo-polské hraniční dohodě z roku 1990. V důsledku vnitřní krize NDR projevující se mimo jiné snižováním mezd a současným zvýšením norem vypukla 17. června 1953 v Görlitz zpočátku úspěšná vzpoura za účasti 30 000 občanů, která byla po nastolení stanného práva potlačena sovětskou okupační mocí, jednotkami Stasi a tzv. Kasernované lidové policie (Kasernierte Volkspolizei). Po roce 1975 vznikly nové městské části Königshufen a Rauschwalde, zatímco historické jádro chátralo. Na konci osmdesátých let byla plánována rozsáhlá demolice, ke které díky politické změně v roce 1989 nedošlo. Ze stavebního boomu, jenž přišel po sjednocení a který je do značné míry podpořen státními a evropskými dotacemi, profituje zvláště centrum města.

### Görlitz ve Svobodném státě Sasko
Ve znovuobnoveném Svobodném státě Sasko se z Görlitz stalo tzv. město mimo okres (Kreisfreie Stadt) v nově zřízeném vládním obvodu Drážďany. Po saské správní reformě v roce 1994 byl město obklopující zhořelecký okres včleněn do nového dolnoslezsko-hornolužického okresu. Sídlem tohoto okresu se stalo město Görlitz, avšak brzy bylo vystřídáno městem Niesky. V průběhu další reformy územních krajů v roce 2008 byl dolnoslezsko-hornolužický okres sloučen s městským okresem Görlitz a zemským okresem Löbau-Žitava do nově vytvořeného zemského zhořeleckého okresu. Sídlem tohoto nynějšího okresu se stalo město Görlitz, čímž zároveň ztratilo status města mimo okres a naopak získalo označení „velké okresní město“.
Od roku 1991 je Görlitz členem pracovní skupiny historických měst, ke které patří také Bamberk, Lübeck, Míšeň, Řezno a Stralsund. Tato organizace se zaměřuje na vzájemnou výměnu zkušeností a vytváření udržitelných konceptů památkových lokalit. Po založení „Vysoké školy pro techniku a ekonomii Žitava/Zhořelec“ 13. července 1992 se stalo město jedním ze dvou sídel této vysoké odborné školy. V roce 1996 se uskutečnily oslavy 925. výročí založení města. V důsledku přechodu na tržní hospodářství proběhla v 90. letech 20. století privatizace. Z podniku VEB Waggonbau Görlitz vznikla dceřiná společnost Deutsche Waggonbau Waggonbau Görlitz GmbH, podnik VEB Görlitzer Maschinenbau byl jako Siemens Turbinenbau GmbH převzat koncernem Siemens AG. Bývalá společnost VEB Kondensatorenwerk Görlitz musela pro insolvenci již v roce 1992 vyhlásit konkurs. Také zhořelecká továrna na výrobu fotografických objektivů Meyer-Optik byla z důvodu nedostatku investorů likvidována v roce 1991. V letech 1991–1997 byly postupně odstaveny všechny bloky nerentabilní hnědouhelné elektrárny Braunkohlekraftwerks Hagenwerder, sousedící lignitový důl Berzdorf byl po 170 letech těžby zaplaven. Většina konstrukcí vyřazené elektrárny byla zbořena a místo bylo přebudováno na komerční park. Po uzavření elektrárny a povrchového dolu přitom ztratilo práci zhruba 6 000 zaměstnanců. V roce 2010 se Görlitz a Zgorzelec zúčastnily soutěže o titul „Evropské hlavní město kultury 2010“. Téhož roku se při srpnové povodni na Lužické Nise protrhla přehrada Niedów na polské straně hranice. Přílivová vlna zaplavila místní část Hagenwerder a další nížeji položené části města, postiženo bylo také historické centrum.

## Obyvatelstvo

Vývoj počtu obyvatel města Görlitz v letech 1825–2015 (zahrnuty jsou obě v roce 1946 odtržené části)

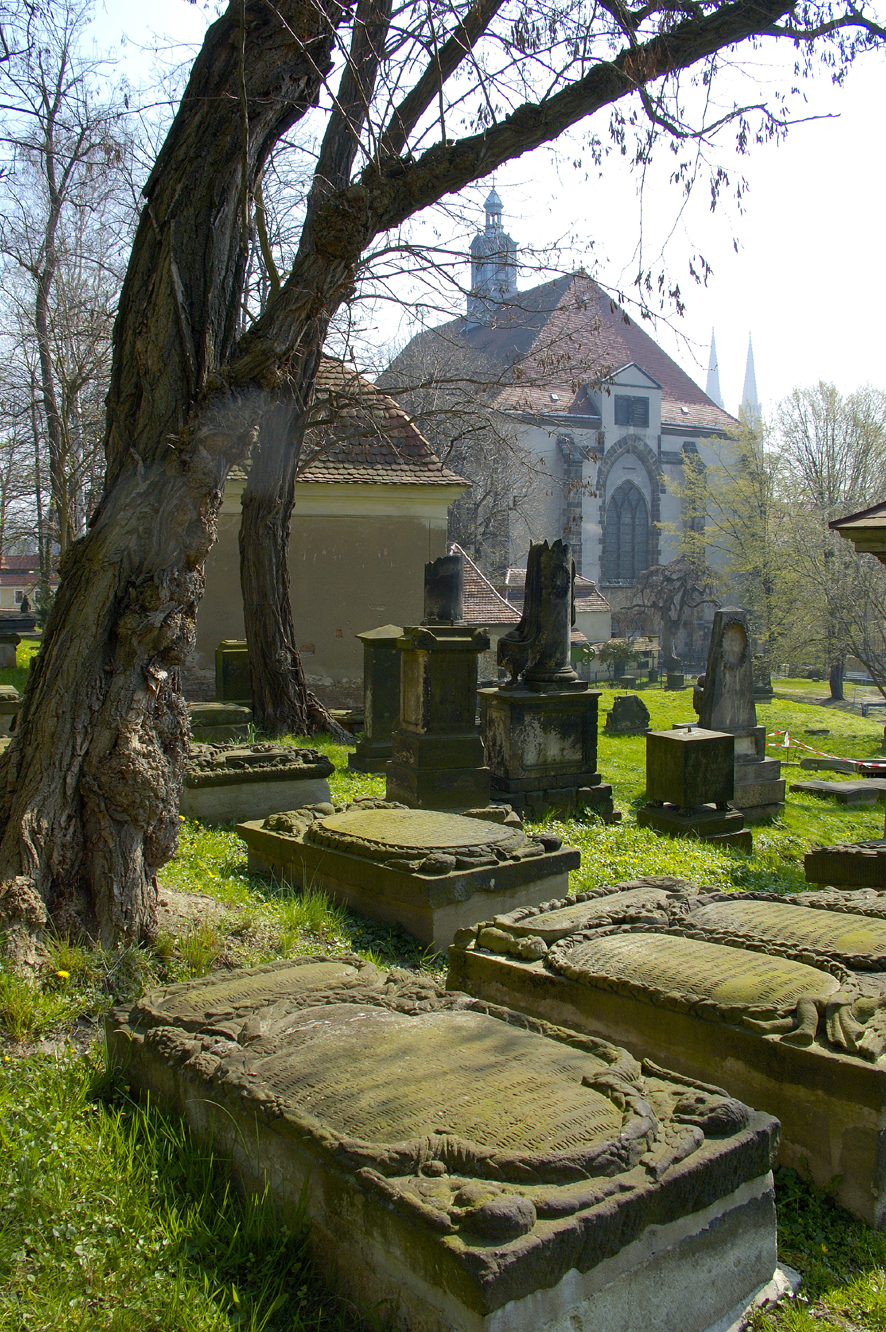
Mikulášský hřbitov s četnými historickými náhrobky, v pozadí kostel sv. Mikuláše

Mělo-li město Görlitz před průmyslovou revolucí ještě necelých 10 000 obyvatel, tak v rozmezí let 1825 a 1905 se jejich počet zosminásobil na 83 766 osob. Se silným nárůstem počtu obyvatel od založení Německého císařství a v následujících letech vznikly nové městské čtvrti za bývalými městskými hradbami. I po skončení první světové války populace nadále rostla. V roce 1939 pak ve městě žilo asi 94 000 lidí. Populace města dosáhla v roce 1949 hlavně kvůli přílivu uprchlíků a vyhnanců bývalých východních oblastí Německa 100 000 obyvatel, pročež se Görlitz na krátkou dobu stal velkoměstem. Počet obyvatel tehdy dosáhl historického maxima 101 742 osob. Až v roce 1988 byl zaznamenán pokles na 77 609 obyvatel. Od zániku NDR ztratilo město v důsledku vystěhovalectví a poklesu porodnosti asi jednu čtvrtinu obyvatelstva. K 31. prosinci 2011 činil úřední součet obyvatel s trvalým pobytem v Görlitz pouze 54.691. Ve srovnání s posledním předválečným sčítáním lidu v květnu 1939 (93 823 obyvatel) to znamená o pokles o zhruba 40 procent, i když ztráta obydleného území východně od Nisy byla po roce 1945 kompenzována třemi nově postavenými sídelními oblastmi. V dnešním Zgorzelci žilo před válkou asi 8 800 občanů, zatímco v těchto třech nových oblastech žilo v roce 2011 asi 20 000 obyvatel. Prognóza Zemského statistického úřadu z roku 2017 počítala s dalším poklesem obyvatelstva a odhadovala počet obyvatel v Görlitz v roce 2020 na 46 400 osob. To by odpovídalo přibližně polovině předválečné populace. Nicméně již od roku 2006 bylo ve městě opět více přistěhovalých než odstěhovaných a v březnu 2021 stav obyvatelstva dosáhl 56 500 osob. Téměř každý pátý z obyvatel byl v roce 2021  starší 70 let. Pro seniory je Görlitz zajímavý svou příjemnou atmosférou, kulturou, klidnou polohou stejně jako až o 20 % nižšími náklady na bydlení. Již v 19. století bylo město Görlitz označováno jako „Pensionopolis“. Jednalo se především o pruské úředníky, kteří si je oblíbili jako místo svého stáří. Dnes většina z nich pochází ze starých spolkových zemí. Görlitz a sousední polské město Zgorzelec mají dohromady asi 86 600 obyvatel, z nichž 31 089 žije ve Zgorzelci (2016). To zhruba odpovídá počtu obyvatel celého města na počátku dvacátých let.
V roce 2012 město nabízelo počáteční výhody a slevy přistěhovalcům z Čech a Polska. V rámci projektu „Interdisciplinárního centra pro ekologickou a revitalizující přestavbu města“ (IZS) byla v letech 2019–2020 nabízena možnost vyzkoušet si zdarma na čtyři týdny žít a pracovat v Görlitz. V březnu 2021 žilo v Görlitz 77 Čechů a 4457 Poláků.

## Náboženský život

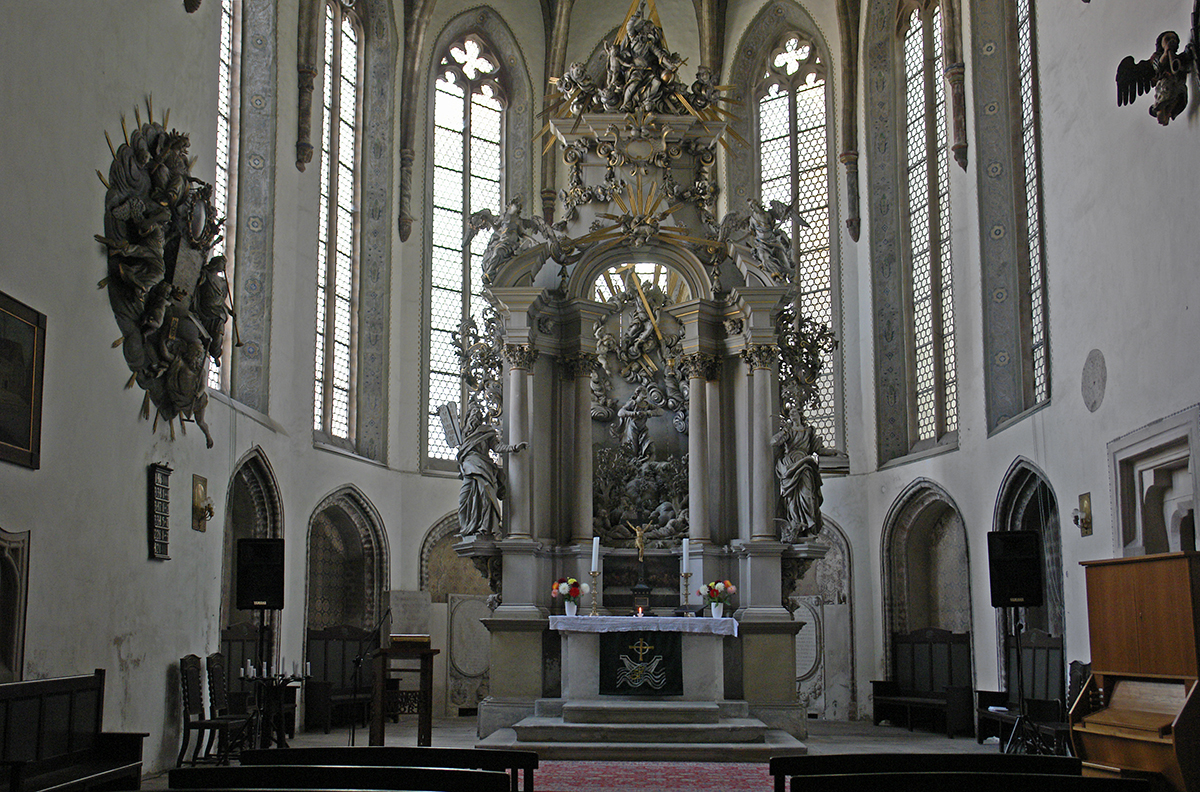
Oltář v kostele sv. Trojice

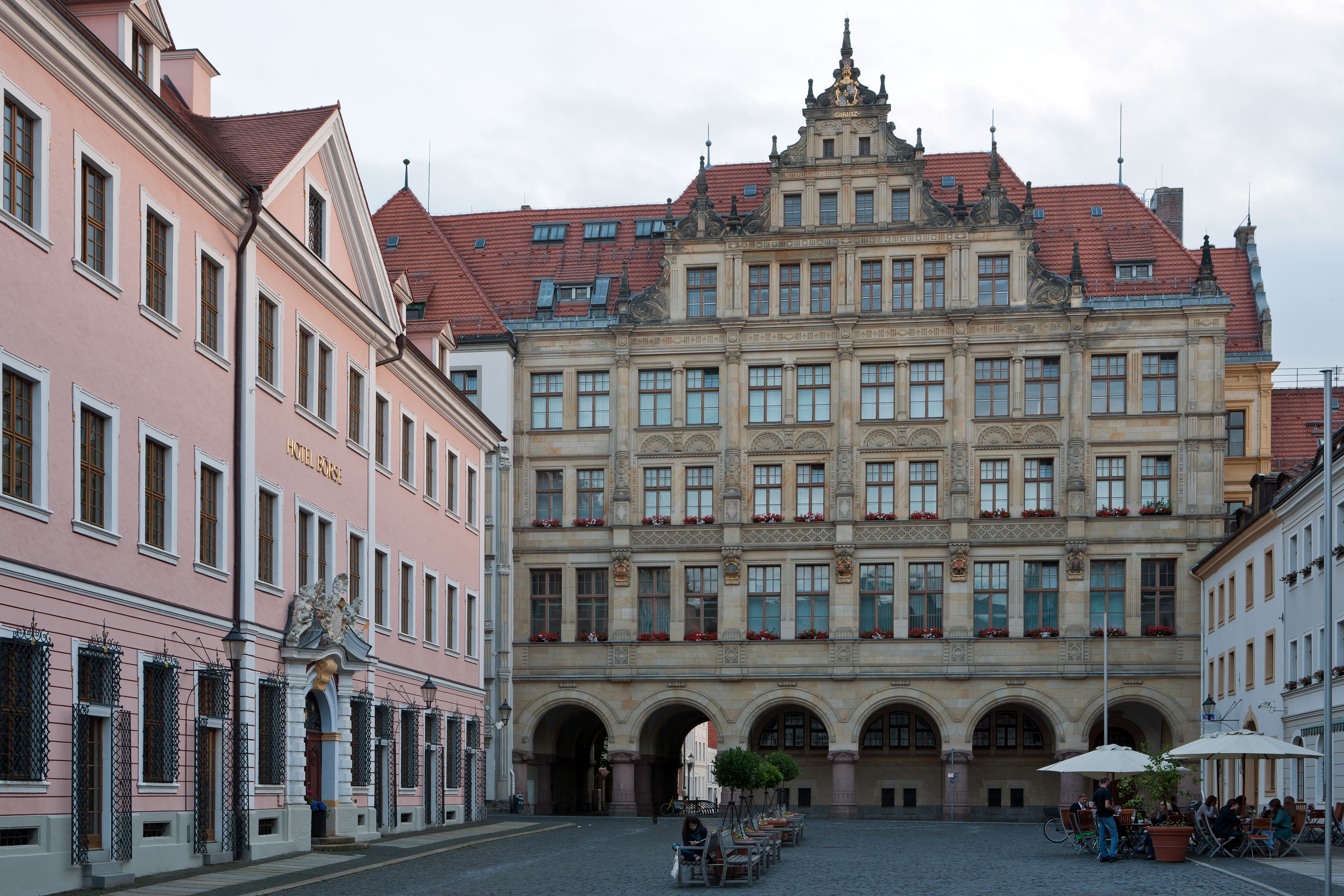
Nová radnice na Dolním rynku (Untermarkt)

Město je sídlem katolické diecéze Görlitz a evangelického oblastního biskupa pro zhořeleckou farnost „Evangelické církve Berlín-Braniborsko-slezská Horní Lužice“. Reformace zde zakořenila v roce 1521, roku 1525 tady byla sloužena první evangelická mše. Od poslední třetiny 16. století již byl Görlitz čistě luteránským městem. Stejně jako u všech lužických luteránů farnost Görlitz nepatřila do žádné zemské církve, své církevní záležitosti si město spravovalo samostatně, třebaže si budyšínský katolický děkan zachoval důležitá práva jako vedoucí apoštolské správy. Na konci 17. století byla evangelicko-luteránská zbožnost v Görlitz silně ovlivněna pietismem. Od roku 1815 město patřilo k Prusku a jeho farnost byla začleněna do jednoty Evangelické církve v Prusku. Jako reakce na pruským státem vnucenou unii mezi luterskou církví a reformovanou tradicí vznikla tzv. staroluterská „Evangelicko-luterská církev v Prusku“. V Görlitz byla založena evangelicko-luterská Církevní obec sv. Ducha, která dnes přináleží k „Nezávislé evangelicko-luterské církvi“. Od roku 2007 byl farář této komunity zvolen proboštem východní diecéze své církve a město Görlitz se tak stalo sídlem Staroluterského proboštství. Na počátku 19. století se do města stěhovalo stále více římských katolíků, kteří si v roce 1853 založili vlastní farnost. Ta nejdříve spadala pod Vratislavské arcibiskupství, které se po druhé světové válce uchýlilo do Görlitz a zřídilo si zde Arcibiskupský řad. Z něho vznikla v roce 1972 Apoštolská administratura, sídlo dnešního biskupství při Katedrále sv. Jakuba, které spadá pod nově vytvořenou berlínskou církevní provincii. Vedle těchto tradičních církví existují v Görlitz také tzv. svobodné církevní obce Apoštolského společenství, Baptistů, Adventistů sedmého dne, Letničního hnutí, Evangelické církev metodistické a Svazu svobodných evangelických obcí v Německu. Dalšími náboženskými společenstvími jsou Církev Ježíše Krista Svatých posledních dnů, Svědkové Jehovovi, Novoapoštolská církev a Obec Apoštolského úřadu Ježíše Krista (Apostelamt Jesu Christi). Od roku 2005 je ve městě opět židovská obec uznaná Ústřední radou Židů v Německu a saským Zemským rabinátem.

## Politika

### Městská rada a participace občanů
Městská rada se skládá z 38 radních. V městské radě je po komunálních volbách, které se konaly 25. května 2014, zastoupeno šest stran a dvě místní voličská sdružení.
|      | CDU | Bürger für Görlitz | Die Linke | Zur Sache! | SPD | FDP | Zelení | NPD | Piraten | DSU | AfD | MG | Celkem |
| 1999 | 15  | 7                  | 9         | –          | 8   | 1   | 1      | –   | –       | 1   | –   | –  | 42     |
| 2004 | 10  | 12                 | 8         | –          | 3   | 2   | 1      | –   | –       | 2   | –   | –  | 38     |
| 2009 | 10  | 9                  | 6         | 5          | 3   | 2   | 2      | 1   | –       | –   | –   | –  | 38     |
| 2014 | 13  | 8                  | 6         | 3          | 2   | 1   | 2      | 2   | 1       | –   | –   | –  | 38     |
| 2019 | 9   | 7                  | 3         | –          | 1   | –   | 3      | –   | –       | –   | 13  | 2  | 38     |

V březnu 2015 schválila městská rada ustanovení o participaci občanů, tedy jistou formu přímé demokracie. Území města bylo rozděleno do osmi tzv. oblastí občanské participace. Městské části Klingewalde, historické Staré město a předměstí Nikolaivorstadt tvoří jednu společnou oblast. Čtvrti Biesnitz, Königshufen, Rauschwalde, Südstadt a Weinhübel naproti tomu získaly každá svou vlastní oblast. Městská část Innenstadt je potom rozdělena na svou východní a západní část. Každé městské části je nyní přidělen rozpočet, o jehož využití rozhoduje zvolená občanská rada dotyčné městské části. Tyto občanské rady sestávají z tří až sedmi osob a jsou voleny shromážděním městské části vždy na dva roky. Shromáždění, na která jsou pozváni všichni obyvatelé městské části starší 16 let, se konají jednou ročně. K tomuto přerozdělení došlo poprvé v rozpočtovém roce 2016. Každé oblasti občanské participace bylo přiděleno jedno euro na jednoho obyvatele a rok. Podle znění ustanovení mají být sousedé schopni „rozhodovat o bezprostředním okolí svého bydliště, ať už jde o nákup lavičky nebo dětské atrakce, podporu pouličního festivalu, okresních novin, požadované výsadby apod.“ Místní části byly vlastními volenými místními radami reprezentovány již v devadesátých letech. Volba do místních rad se koná současně s komunálními volbami.

### Primátor
Úřad primátora byl poprvé propůjčen Gottlobu Ludwigu Demianimu od Fridricha Viléma IV. v roce 1844. Demiani byl již od roku 1833 starostou a zastával tento úřad až do roku 1846. Zasloužil se při tom o hospodářský vzestup, který zařadil Görlitz mezi velká pruská města. Na Demianiho náměstí u bašty Kaisertrutz ho připomíná socha od Johannese Schillinga z roku 1862. Po druhé světové válce byl sovětským městským velitelem za primátora dosazen Alfred Fehler. Po jeho smrti v roce 1945 ho následoval Walter Oehme, který se však stal obětí intrik a musel úřad opustit. Následně byl obviněn z korupce a nepotismu a zároveň ze špionáže a sabotáže. Po zatčení sovětskými tajnými službami byl v letech 1950–1956 vězněn v budyšínské věznici. Prvním primátorem po roce 1990 se stal již svobodně zvolený Matthias Lechner (CDU). Ten byl po svém osmiletém funkčním období v roce 1998 na základě hlasování předčasně odvolán. Vystřídán byl v květnu 1998 nezávislým, bývalým profesorem Rolfem Karbaumem, který byl ve funkci do roku 2005. Po něm se stal primátorem Joachim Paulick až do roku 2012. Ve volbách 22. května 2012 byl primátorem zvolen nezávislý kandidát Siegfried Deinige, kterého v městské radě podporovala koalice stran a sdružení: Bündnis 90/Zelení, Bürger für Görlitz, CDU a FDP. Dne 16. června 2019 se primatorem stal politik CDU, hudebník a pedagog rumunského původu Octavian Ursu, jenž v dramatickém souboji se ziskem 55,2 % hlasů porazil svého protivníka Sebastiana Wippela (AfD), který získal 44,8 % hlasů. V prvním kole hlasování získal Wippel relativní většinu s 36,4 % hlasů. Franziska Schuber, poslankyně za stranu Zelených umístěná těsně za Ursem, se rozhodla nezúčastnit druhého hlasování.

### Rozpočet
Běžné příjmy města činily ve finančním roce 2020 119 689 250 €.
V témže finančním roce v rámci běžných výdajů utratilo město 123 044 400 €. Následující tabulka podává přehled vývoje úrovně zadlužení města v letech 2006 až 2019:
| Úroveň zadlužení města k 31.12. | Úroveň zadlužení města k 31.12. | Úroveň zadlužení města k 31.12. |
| Rok                             | v 1000 €                        | na obyvatele                    |
| ------------------------------- | ------------------------------- | ------------------------------- |
| 2006                            | 46 385                          | 807 €                           |
| 2007                            | 43 129                          | 759 €                           |
| 2008                            | 41 057                          | 725 €                           |
| 2009                            | 38 990                          | 693 €                           |
| 2010                            | 37 762                          | 678 €                           |
| 2011                            | 34 602                          | 624 €                           |
| 2012                            | 31 613                          | 584 €                           |
| 2013                            | 44 848                          | 831 €                           |
| 2014                            | 41 454                          | 766 €                           |
| 2015                            | 38 700                          | 712 €                           |
| 2016                            | 36 458                          | 660 €                           |
| 2017                            | 34 037                          | 606 €                           |
| 2018                            | 31 371                          | 558 €                           |
| 2019                            | 29 317                          | 523 €                           |

### Znak a vlajka

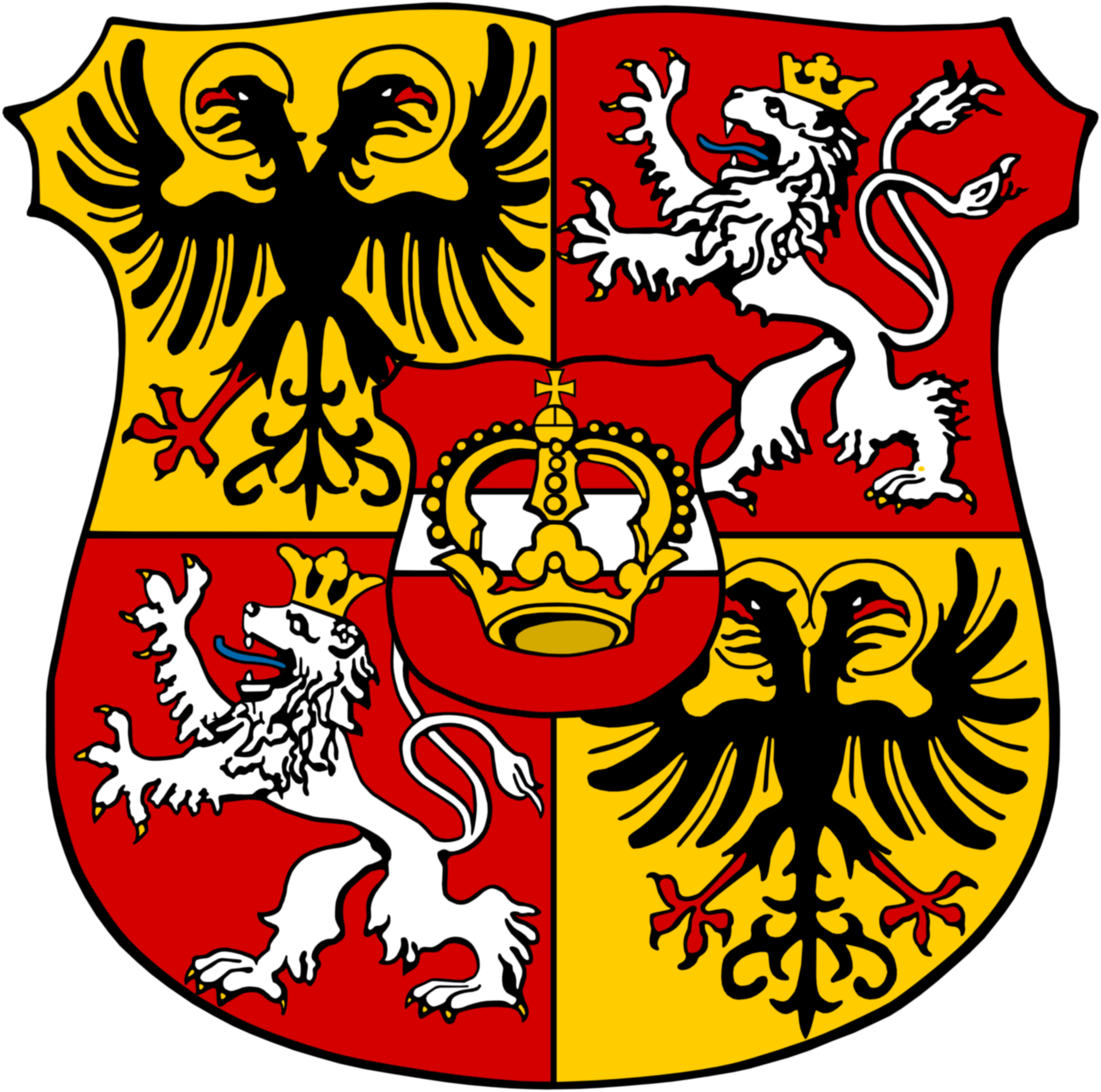
Starý městský znak z roku 1536

Blason: Městský znak je polcený; v pravé polovině je černý orel na zlatém poli, v levé polovině stojí na červeném poli na stříbrné patě štítu dvouocasý stříbrný lev se zlatou korunou, zlatými drápy a modrým jazykem. Lev drží pravou přední tlapou zlatou císařskou korunu, z pravého pole ji drží vlevo hledící hlava orla svým zobákem. Koruna je umístěna uprostřed mezi oběma poli. Štít nese stříbrnou přilbu s červenostříbrnými přikryvadly. Klenotem jsou složená červená orlí křídla a v orlím křídle stojí stříbrný dvouocasý korunovaný lev z levého pole štítu. Orlí křídlo a přikryvadla jsou posypány zlatými lipovými listy.
Znak byl městu propůjčen 29. srpna 1433 císařem Zikmundem jako projev uznání za prokázané služby v husitských válkách. Udělování městského znaku bylo v té době spojeno se značnými náklady. Orel symbolizuje Svatou říši římskou národa německého. Poukazuje na to, že znak byl udělen císařem, český lev zase značí zemskou příslušnost k Čechám předtím, než Görlitz v roce 1635 připadl Saskému kurfiřtství a po Vídeňském kongresu roku 1815 Prusku. Dne 2. října 1536 propůjčil císař Karel V. městu znak, jehož štít byl rozdělen na čtyři pole. V prvním a čtvrtém byl říšský orel, ve druhém a třetím poli zase český lev. Tento znak, který se kvůli císařově roli v hornolužickém „Pönfallu“ oproti variantě z roku 1433 nakonec neprosadil, měl uprostřed červený rakouský štít se stříbrným břevnem a císařskou korunou. Užíval se ovšem až do roku 1945 souběžně se stávajícím znakem.
Městská vlajka užívaná před rokem 1945 byla tvořena bílo-červenou bikolórou, uprostřed je umístěn městský znak z roku 1536. Současná vlajka má dva příčné bílo-červené pruhy v poměru 1:1, uprostřed je městský znak z roku 1433. Předepsaná výška vlajky odpovídá délce 3:5.

### Partnerská města
Partnerskými městy jsou:
- Amiens, Francie (1971)
- Molfetta, Itálie (1971)
- Zgorzelec, Polsko (1980)
- Nový Jičín, Česko (1981)
- Wiesbaden, Německo (1990)

## Pamětihodnosti

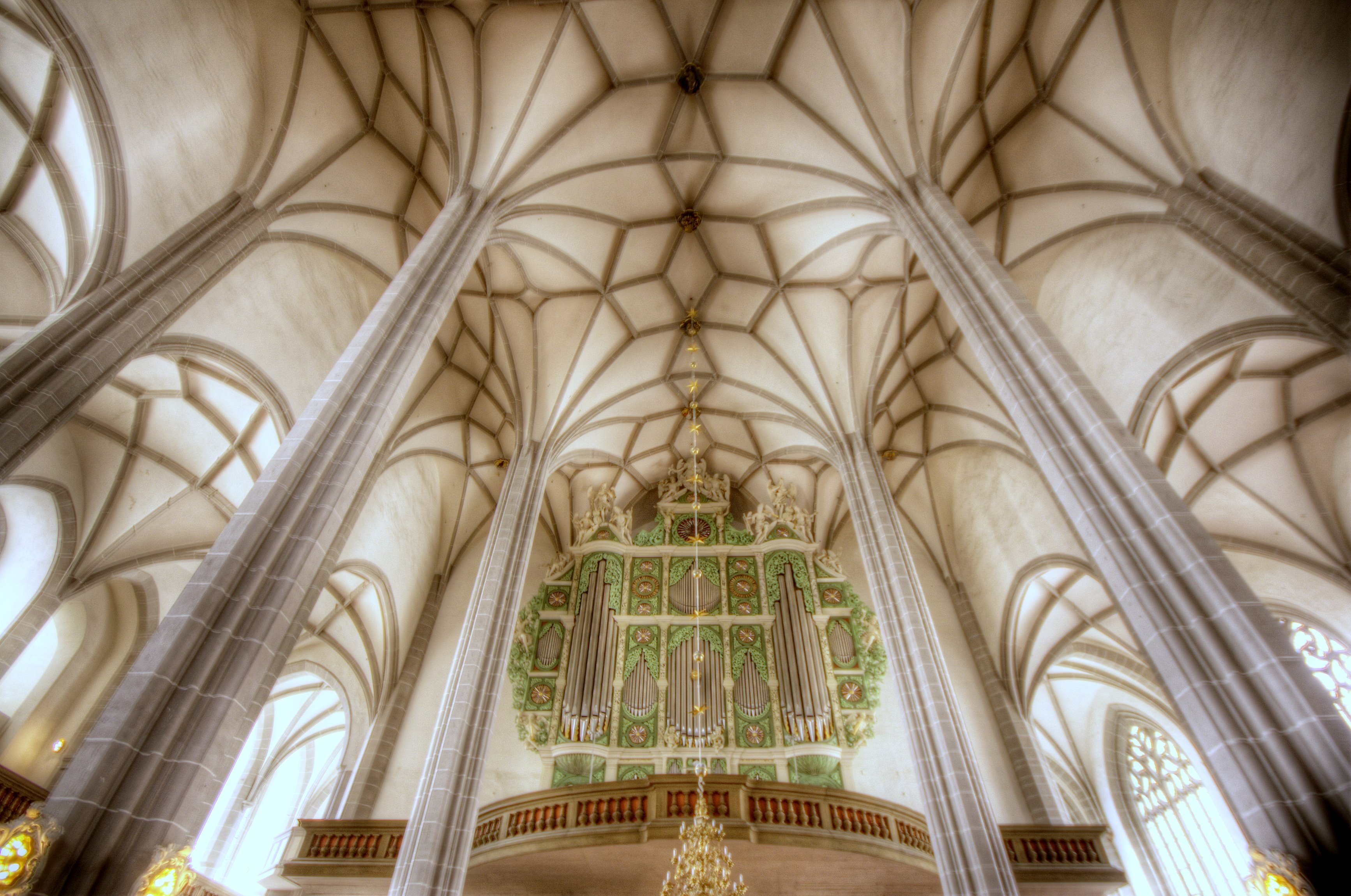
Klenba a „Sluneční varhany“ od Eugenia Caspariniho ve farním kostele sv. Petra a Pavla

### Sakrální stavby
- Farní kostel sv. Petra a Pavla (Pfarrkirche St. Peter und Paul, zkráceně: Peterskirche) je pětilodní gotický halový kostel se dvěma věžemi v průčelí, který je umístěn na ostrohu nad údolím Nisy. Již v roce 1230 stála na tomto místě pozdně románská bazilika. V letech 1425–1497 vystavěný pětilodní pozdně gotický kostel je pseudobazilikálním halovým chrámem. Na rozdíl od typického halového chrámu jsou dvě vnější z pěti lodí nižší než tři stejně vysoké lodě ve střední části. Se svou délkou 72 m a šířkou 39 m je největším pozdně gotickým halovým kostelem v Sasku.[92] Zaklenutí kostela síťovou klenbou probíhalo v roce 1490 za dohledu stavitele Conrada Pflügera. Obě věže o výšce 84 m jsou až z let 1890–1891. Pod trojapsidálním chórem se nachází krypta s kaplí sv. Jiří. Jako varhaník tu působil skladatel a hudebník Christian Ludwig Boxberg (1670–1729). Ten v roce 1704 publikoval podrobný popis zdejších „Slunečních varhan“ od Eugenia Casapariniho z roku 1691.[93]

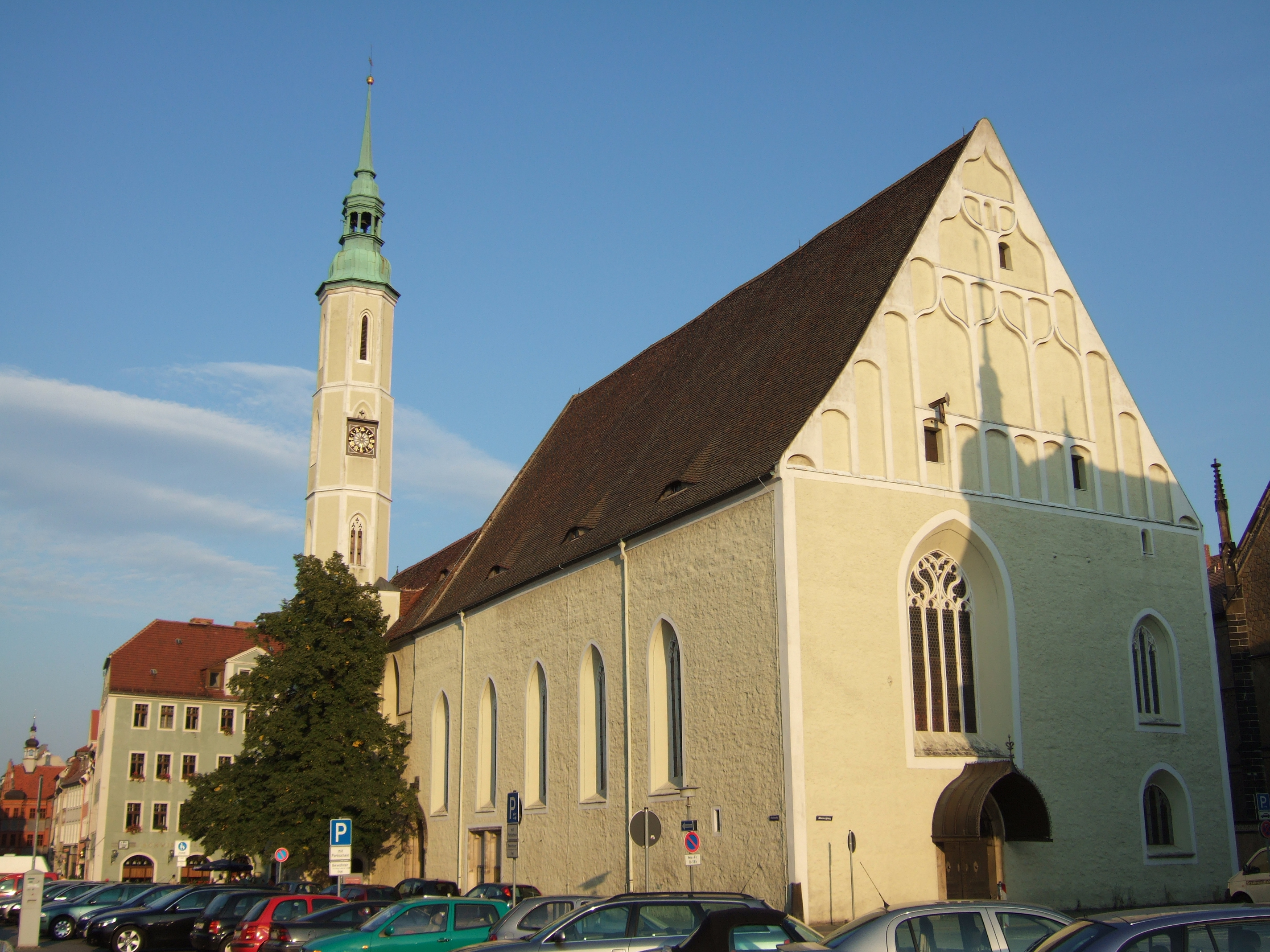
Kostel Nejsvětější Trojice

- Kostel Nejsvětější Trojice (Dreifaltigkeitskirche) byl postaven již v letech 1234–1245 před branami města, na dnešním Horním rynku (Obermarkt). Od počátku byl užíván Františkány jako klášterní kostel. Jeho původní pozdně románská apsida byla v letech 1381–1381 nahrazena větším pozdně gotickým chórem; klenba v lodi je z druhé poloviny 15. století. Teprve po roce 1713 byl nyní již protestantský chrám zasvěcen Nejsvětější Trojici. Z této doby je hlavní oltář od Caspara Gottloba von Rodewitze, žáka Balthasara Permosera. Františkány dodnes připomíná dřevěná chórová lavice z roku 1484 s kronikářským nápisem o zhořeleckých řádových dějinách. V kapli sv. Barbory jsou dále zachovány pozdně gotické plastiky a deskový oltář z původního inventáře. Kostel je součástí areálu Augustum-Annen-Gymnasium.[94]

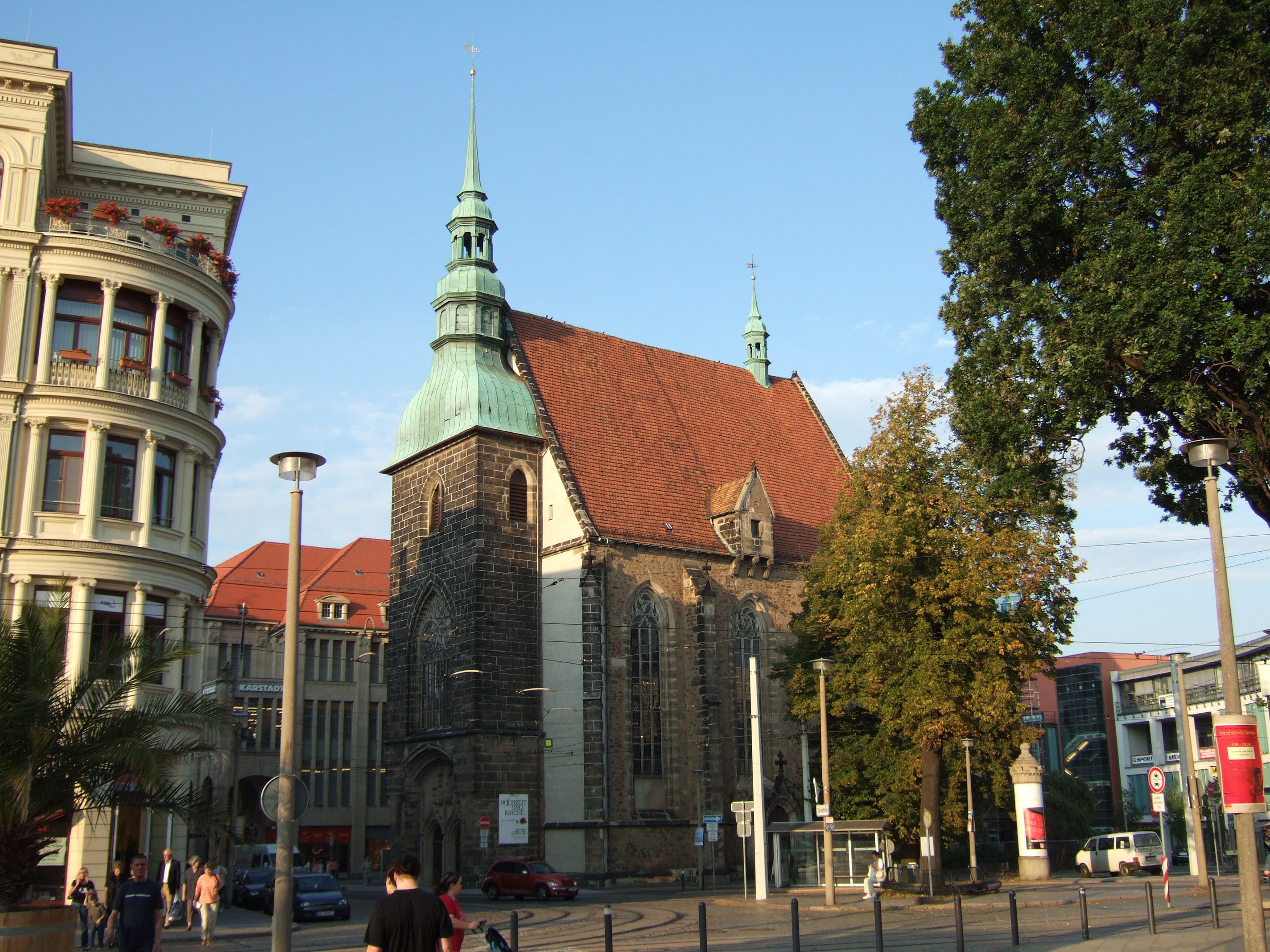
Kostel Panny Marie

- Kostel svatého Mikuláše (Nikolaikirche) se nachází na severu od Starého města ve čtvrti Nikolaivorstadt. Jeho základy lze datovat až do roku 1100, proto je nejstarším kostelem ve městě. Stavba stávajícího objektu začala v roce 1452, ale zpočátku postupovala pomalu, protože prioritou bylo dokončení kostela sv. Petra a Pavla. Dokončena byla zhořeleckým stavitelem Wendelem Roßkopfem starším jako jeho poslední pozdně gotické dílo. Kostel byl vysvěcen roku 1520. Za třicetileté války vyhořel a musel být v roce 1649 zrekonstruován. Roku 1925 byl kostel Martinem Elsässerem v expresionistickém duchu upraven na pietní místo pro památku padlých v první světové válce. Bezprostředně u kostela je Mikulášský hřbitov (Nikolaifriedhof), na němž je pohřben Jakob Böhme, s 600 zachovanými náhrobky ze 17. až 19. století převážně ve stylu manýrismu, baroka, rokoka a klasicismu.[95]

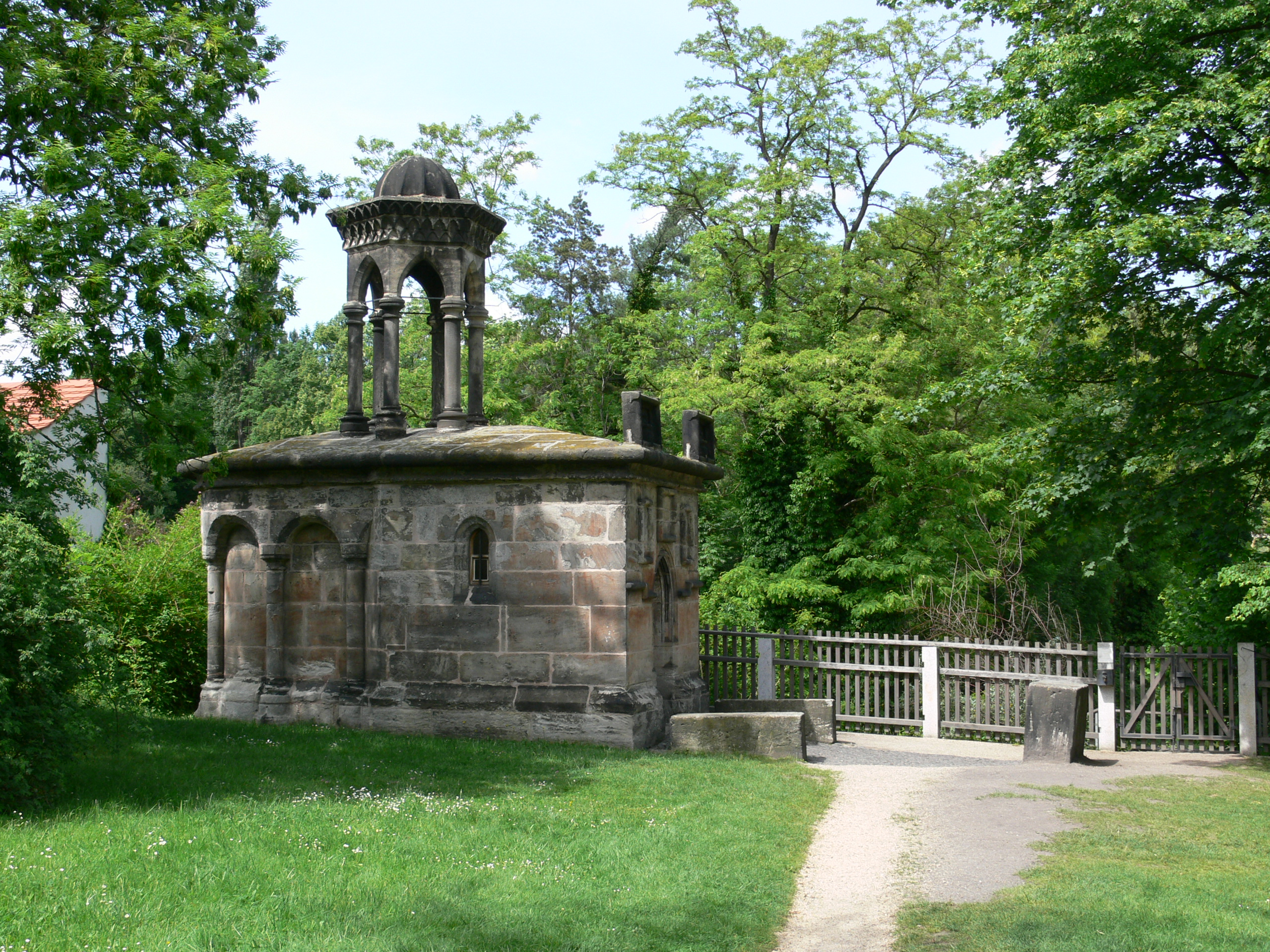
Kaple Božího hrobu (1504)

- Kostel Panny Marie (Frauenkirche) je trojlodní halový kostel s prodlouženým chórem a pozdně gotickou klenbou vysvěcený v roce 1473. Je to náhrada za během husitských válek zničený Kostel Panny Marie („Unserer Lieben Frauen“) z roku 1349. Protože se nacházel za branami středověkého opevnění, zůstal po reformaci ve stínu starších městských kostelů.[96]
- Kaple svaté Anny (Annenkapelle) nacházející se na Mariánském náměstí (Marienplatz) byla v letech 1508–1512 postavena radním stavitelem Albrechtem Stieglitzerem jako pamětní kaple pro zhořeleckého velkoobchodníka Hanse Frenzela (1463–1526).[97] Byla zasvěcena sv. Anně – Frezelově patronce a ochránkyni. Dnes bývalá kaple slouží jako tělocvična a aula přilehlé Annenschule.[98]
- Boží hrob (Heiliges Grab) zvaný také „Zhořelecký Jeruzalém“ je náboženský gesamtkunstwerk, který se rozkládá podél via dolorosa začínající u portálu kostela sv. Petra a Pavla a končící u kaple Božího hrobu. Ta je zmenšenou kopií jeruzalémského originálu z doby vrcholného středověku. Součástí tohoto do krajiny zasazeného celku, který nechal vybudovat pozdější purkmistr Georg Emmerich (1422–1507) a Agnes Finger (†1514) po návratu z poutě do Jeruzaléma, jsou ještě „Místo na Ježíšův chléb“ (Stelle am Jesusbäcker), „Kámen posledního pomazání“ (Salbstein) a Kaple sv. Kříže.[99]
- Katedrála svatého Jakuba (Kathedrale St. Jakobus) je novogotická stavba z let 1898–1900 z režného cihlového zdiva. Je to hlavní kostel zhořelecké katolické diecéze.[100]
- Luterský kostel (Lutherkirche) z roku 1901 je první evangelickou kostelní stavbou v Görlitz od doby reformace. Základní kámen byl položen 10. listopadu 1898 v den Lutherových narozenin. Stavba v novorománském slohu připomíná císařské katedrály na Rýnu.[101]
- Synagoga (Synagoge) byla postavena Židovskou obcí v Görlitz v letech 1909–1911 ve stylu secese. Autory plánů jsou drážďanští architekti Lossow & Kühne, na výzdobě se podíleli malíř skla Josef Goller a sochař Karl Groß. Během pogromu 9. listopadu 1938 utrpěla jen nepatrné škody a zachovala se tak jako jediná synagoga na dnešním území Saska. Slouží jako koncertní sál.[74]

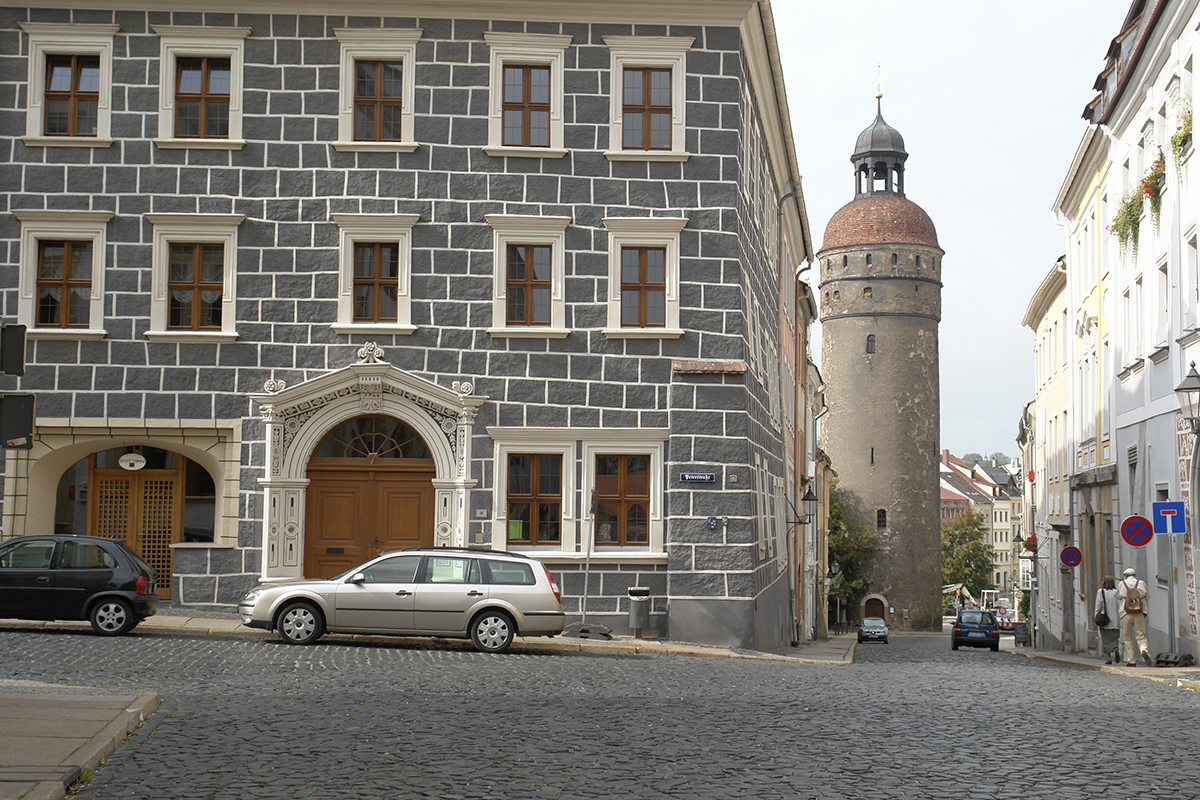
Mikulášská věž
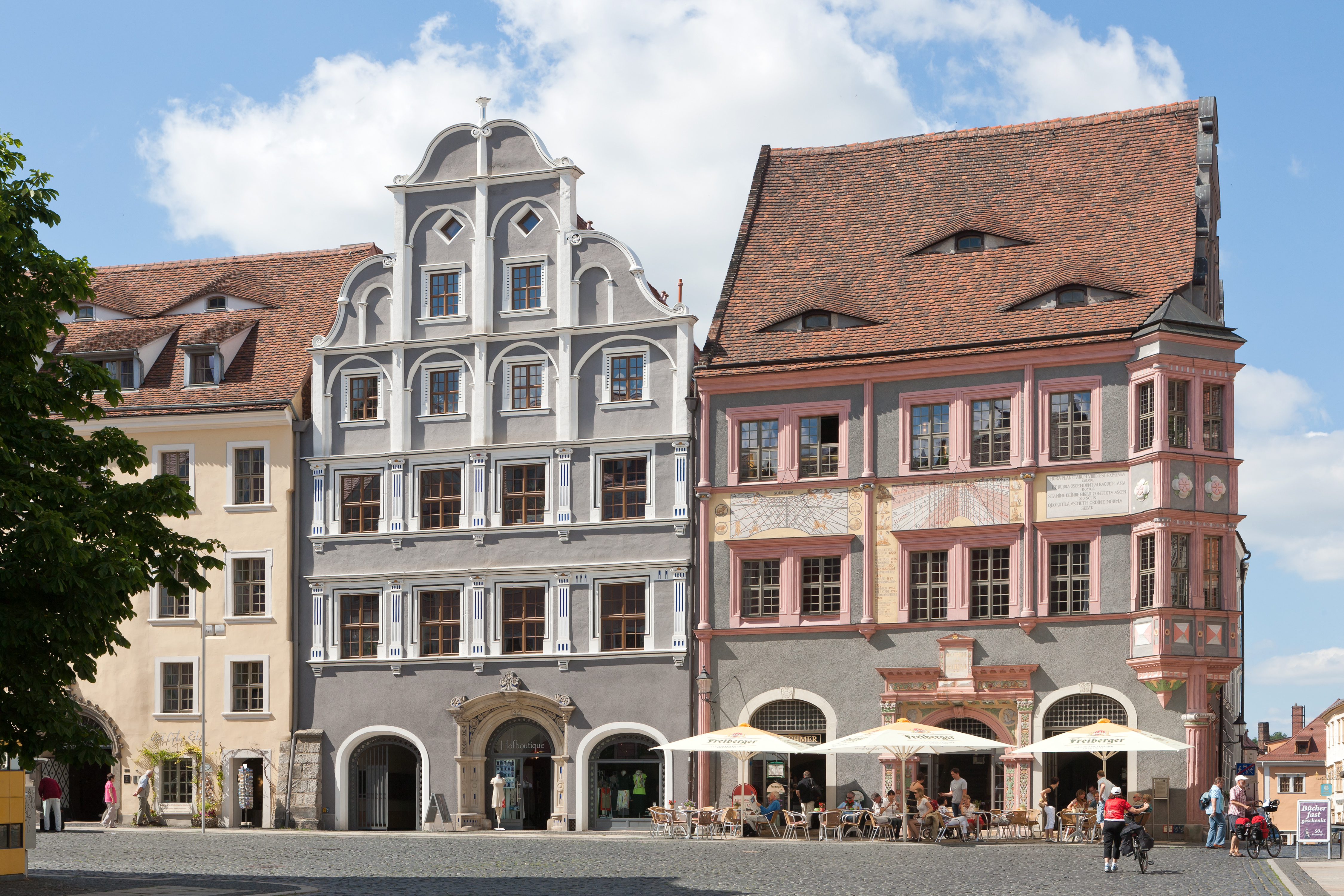
Renesanční domy na Dolním rynku (Untermarkt)
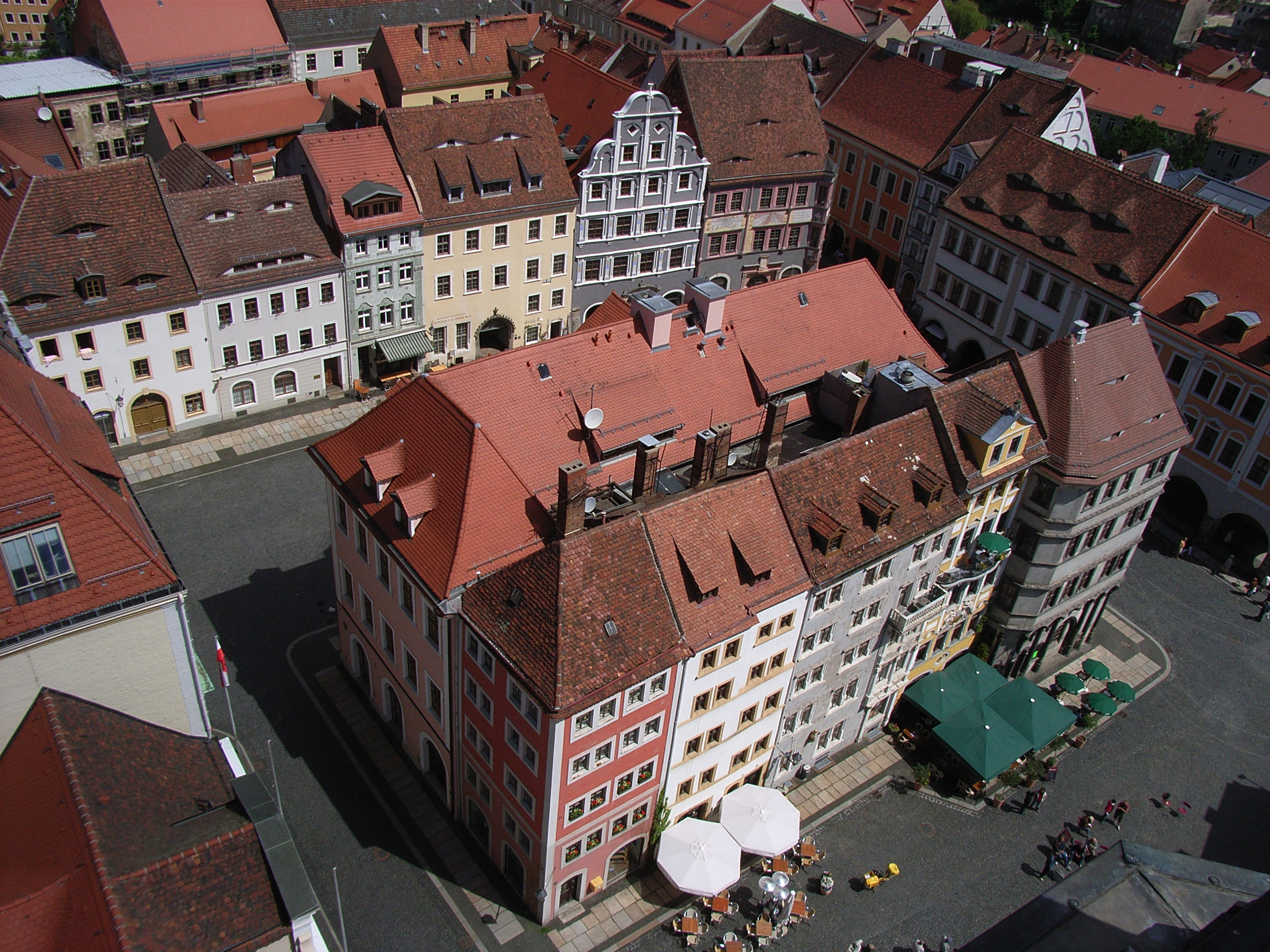
Pohled z radniční věže na Dolní rynku (Untermarkt). Uprostřed je skupina domů nazývaná Zeile (tj. buňka)

### Profánní stavby

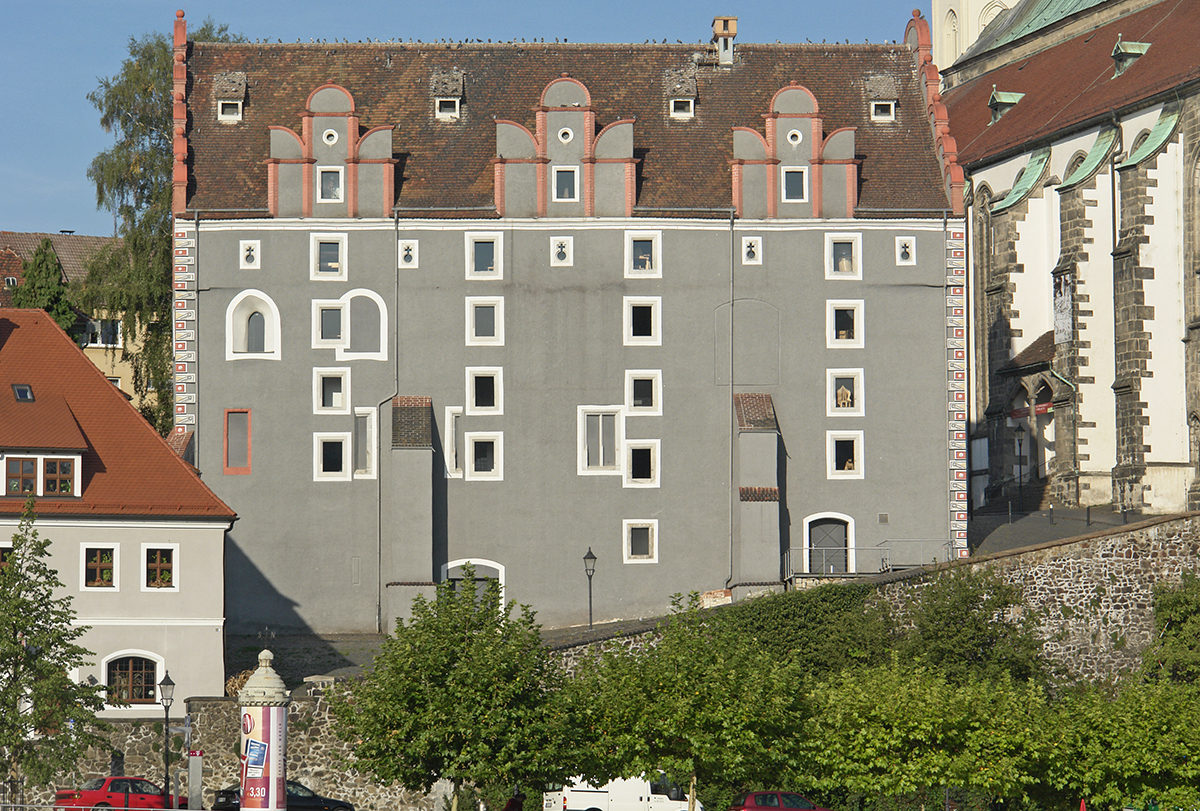
Waidhaus

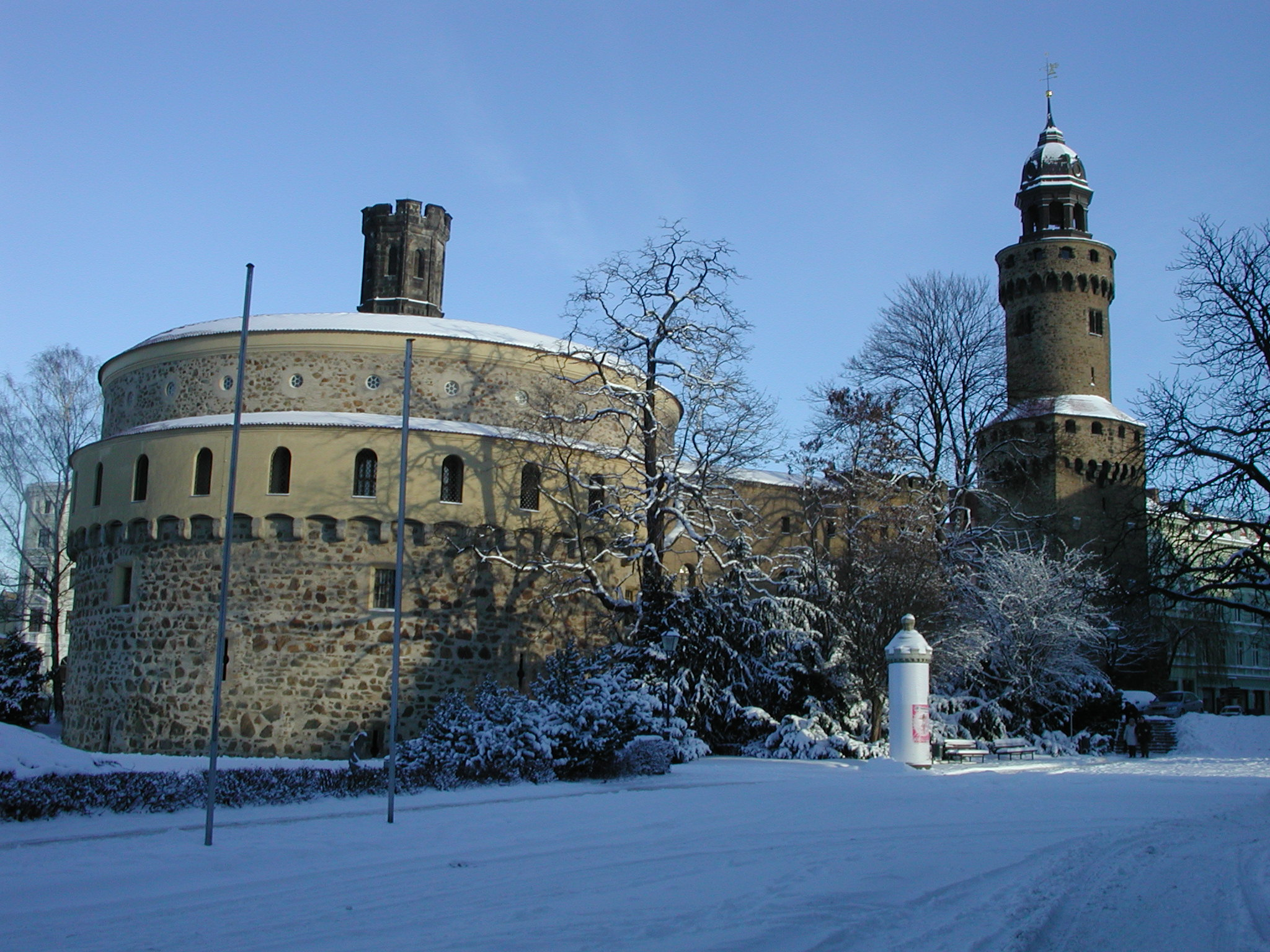
Bašta Kaisertrutz a Reichenbašská věž

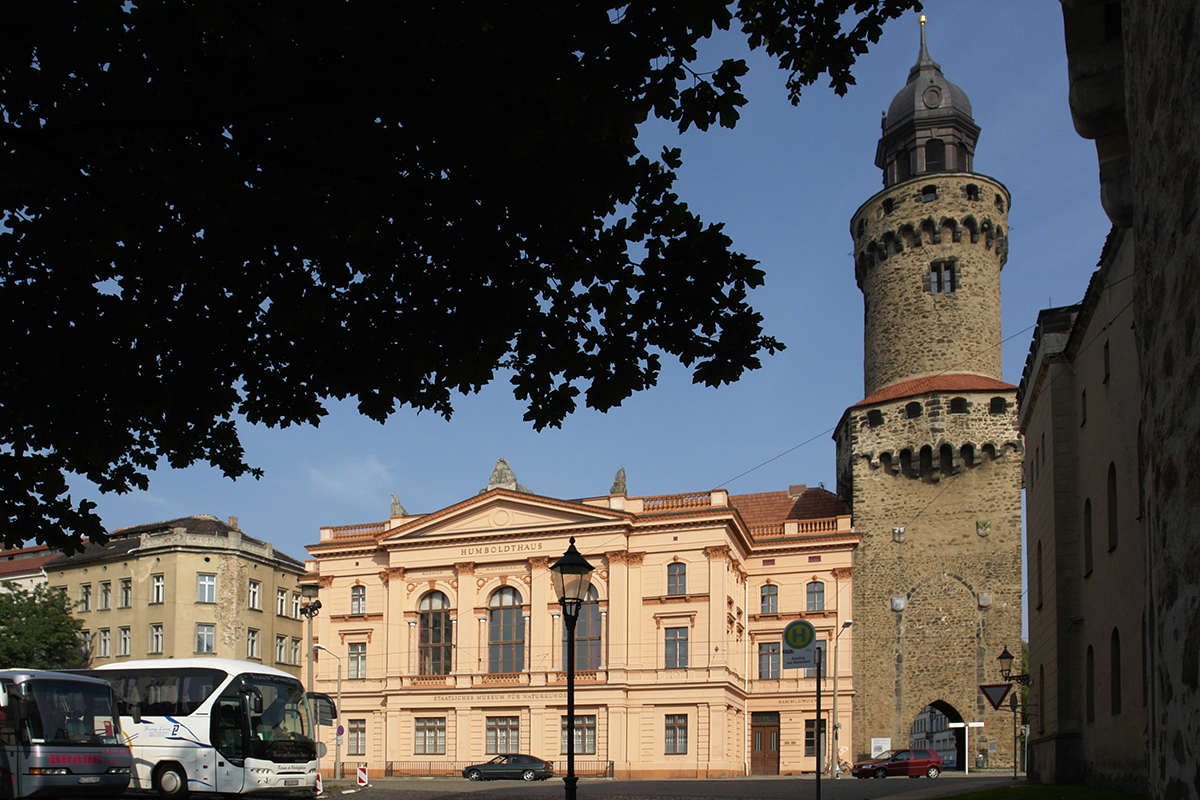
Reichenbašská věž a Humboldtův dům, sídlo Přírodovědeckého muzea

- Waidhaus (také Renthaus) je nejstarší profánní budovou ve městě. Již v první polovině 12. století je zmiňován v městských knihách jako „svobodný dvůr“. Byl postaven v roce 1131 a v 15. století byl místem uchovávání a skladování pro boryt barvířský (něm. Weid). Do roku 1426 měla budova ještě věž. V letech 1447–1530 byl dům užíván jako škola. Charakteristické renesanční štíty byly rekonstruovány podle starých dřevořezů v roce 1936. Dobře čitelný nápis „Nile actum creades, cum quid restabit agendum 1479“ připomíná rozsáhlý požár z roku 1479. Waidhaus je sídlem Vzdělávacího centra pro řemesla a památkovou péči.[102]
- Radnice tvoří celou západní frontu Dolního rynku (Untermarkt). Jako místo městské správy byla zprovozněna v roce 1369 a slouží svému účelu dodnes. Orloj na radniční věži se znakem Matyáše Korvína má dva ciferníky pro 12 a 24 pozic. Uprostřed dvanáctihodinového je mužská hlava, která každou celou minutu otvírá oči a ústa. Horní ciferník ukazuje dny, hodiny a měsíční fáze. Autorem orloje je matematik a astronom Bartholomaeus Scultetus (1540–1614). Součástí staré radnice je rovněž její renesanční „Archivní křídlo“ (Archivflügel), které postavil Wendel Roßkopf starší roku 1534. Severní část radnice ve stylu neorenesance byla přistavěna v roce 1903. Tato nová budova je vybavena arkádami, její fasáda je vyzdobena šesti znaky měst Hornolužického šestiměstí.[103]
- Kaisertrutz je jednou z někdejších 32 bašt města Görlitz, z nichž se zachovaly jen čtyři. „Velký Reichenbašský rondel“ byl postaven v roce 1427 a až během třicetileté války, kdy bylo město obsazeno Švédy a vzdorovalo císařským a saským vojskům, získal svůj současný název. V roce 1848 se bašta stala hlavní strážnicí pruské posádky. Od roku 1932 slouží jako muzeum, od roku 1998 je součástí Kulturně-historického muzea (Kulturhistorischen Museums Görlitz).[104]
- Reichenbašská věž (Reichenbacher Turm) je zachovaná část západního městského opevnění. Věž vysoká 51 metrů je nejvyšší ze tří dochovaných obranných věží. Vyšší je ve městě pouze radniční věž s 63 metry. Vznik stavby se datuje do 13. století, první zmínka je z roku 1376. Válcový nástavec je z roku 1485, barokní helmice byla osazena v roce 1782.[104]
- Mikulášská věž (Nikolaiturm) patrně byla součástí opevnění již před prvním větším rozšiřováním města v roce 1250. První zmínka o ní je z roku 1348. Původně byla součástí Mikulášské městské brány s padacím mostem. V jejím sousedství je dodnes zachovalý parkán (Nikolaizwinger). Po požáru města v roce 1717 byla její někdejší štíhlá strmá špice nahrazena barokní kopulí.[105]
- Tlustá věž (Dicker Turm/Frauenturm) je vysoká 46 m; její masivní zdivo je v dolní části silné 5,34 m. Postavena byla v rámci rozšíření města v roce 1250. Již kolem roku 1305 je zmiňována podle svého umístění u ulice Steinstraße jako „kamenná věž“ a „kamenná brána“. Dnes je zakončena měděnou renesanční helmicí. Pískovcový reliéf od Briccia Gauskeho zobrazuje císařem Zikmundem udělený městský znak a postavy Panny Marie a sv. Barbory. Původně byl součástí sousední brány Frauentor, na věž byl upevněn až v roce 1856. Na reliéfu je nápis „INVIA VIRTUTI NULLA EST VIA“ – „Statečnost není nemožná“.[106]
- Schönhof (Brüderstraße 8) neboli „Krásný dvůr“ patří k nejstarším dochovaným renesančním měšťanským domům v Německu. Postaven byl v roce 1526 pod vedením stavitele Wendela Roßkopfa staršího na místě vyhořelého patricijského domu. Do stavby byly přitom začleněny tři starší budovy. Schönhof byl původně knížecím hostincem, ve kterém byli při své návštěvě města mimo jiné ubytováni: Václav IV. (1408), Ladislav Pohrobek v doprovodu zemského správce Jiřího z Poděbrad (1454) a saský kurfiřt Jan Jiří II. (1621).[107] Stavba je rovněž pozoruhodná tím, že Roßkopf nikdy v Itálii nebyl, jeho představu renesanční architektury patrně ovlivnil Benedikt Rejt. Zároveň se jedná o typ tzv. dvoranového – nebo také halového – domu, který je pro Görlitz charakteristický.[108]

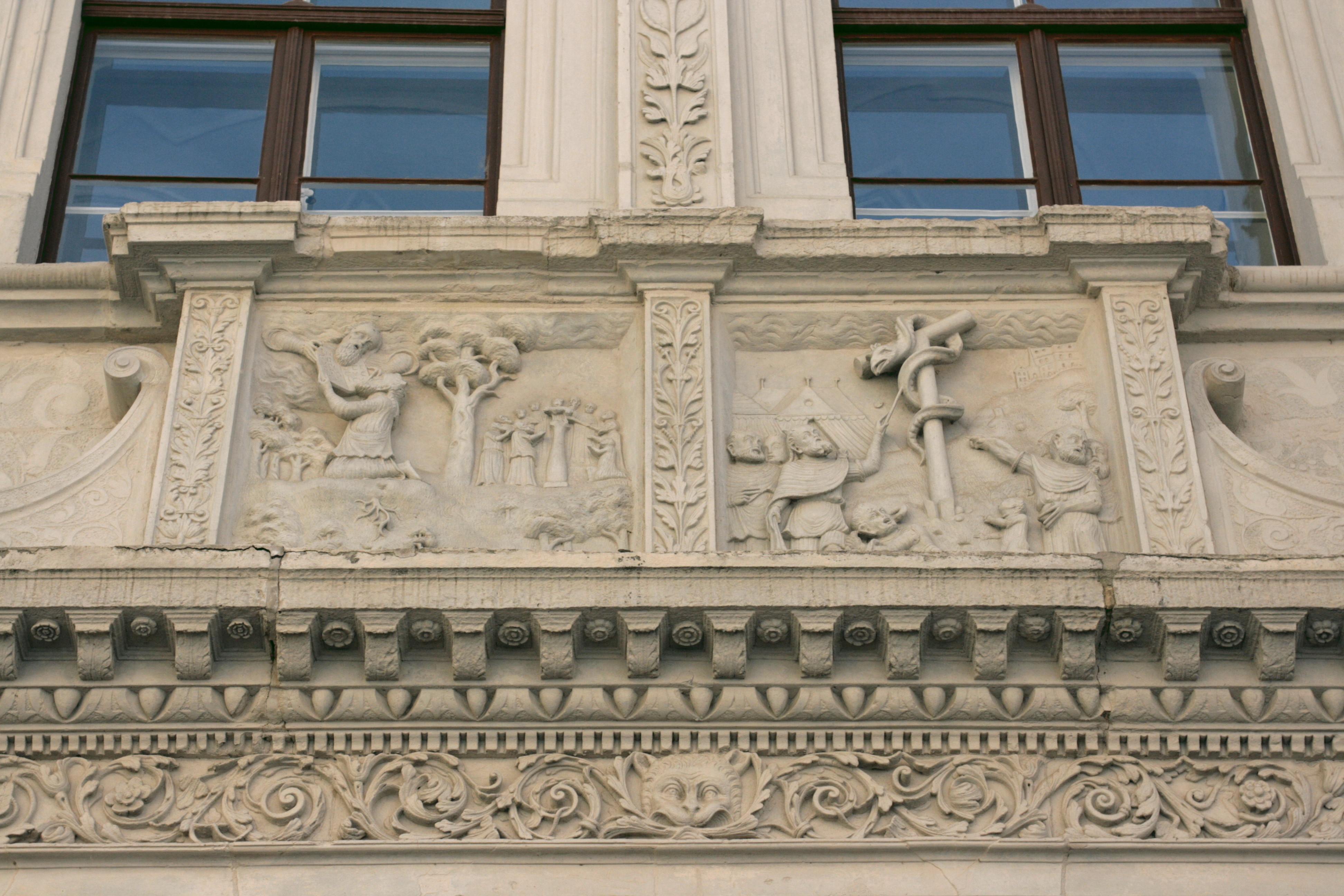
Fasáda Biblického domu s pískovcovými reliéfy (vlevo: Mojžíšovo přijetí zákona, vpravo: Vyzdvižení měděného hada)

- Biblický dům (Biblisches Haus; Neißstraße 30) nechal v roce 1570 postavit výmarský obchodník s borytem Hans Heinze. Svůj název získal dům díky fasádě ozdobené reliéfy ze slezského pískovce s výjevy ze Starého a Nového zákona. Halová vnitřní dispozice byla po požáru přestavěna, ve své dnešní podobě pochází z období před rokem 1570.[109]
- Radniční lékárna (Ratsapotheke; Untermarkt 24 / Peterstraße 1) z let 1550–1552 je jednou z nejvýznamnějších renesančních budov ve městě. Její štíty se z části plně zachovaly, na fasádě směrem k Dolnímu rynku jsou sluneční hodiny, které vytvořil Zacharias Scultetus v roce 1550. Ty jsou rozčleněny na vlastní solarium, Arachné (astrologický instrument) a „čtyři hexametry“.[110]
- Waage (Untermarkt 14) čili „Váha“ je dům, ve kterém se nacházela městská váha. Jedná se o stavbu Jonase Roßkopfa, jednoho z potomků Wendela Roßkopfa staršího. První podlaží je ještě pozdně gotické, dnes je zvenku překryto polosloupy a konzolami s bustami z roku 1600. V patrech jsou bohatě zdobená renesanční okna.[111]
- Goldener Baum (Untermarkt 4) Tento dům se podle renesanční fasády datuje na rok 1538, je připisován Wendelu Roßkopfovi staršímu. Vnitřní halová dispozice zaklenutá síťovou žebrovou klenbou je pozdně gotická.[112]

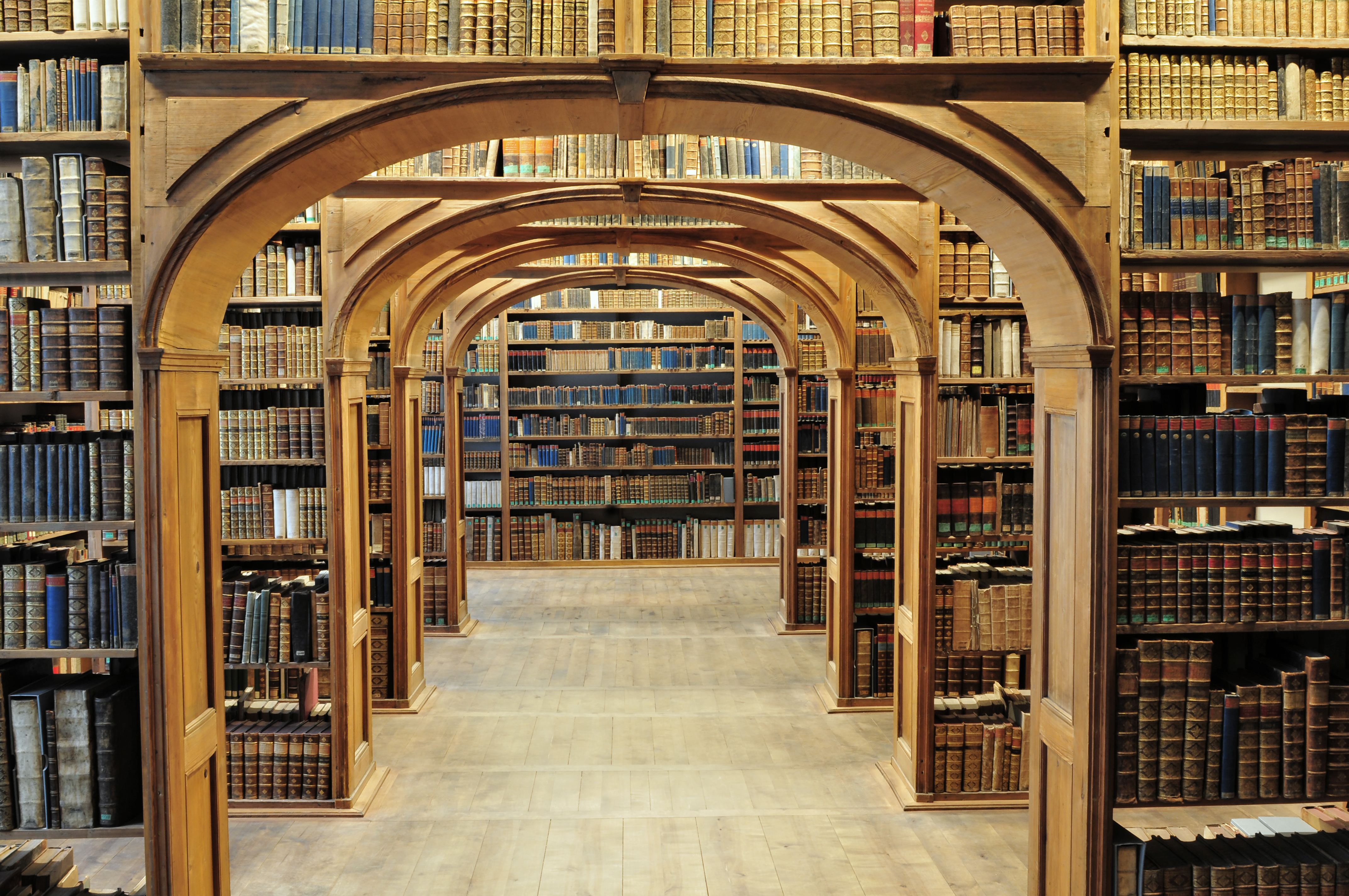
Historická knihovna Hornolužické společnosti věd

- Barockhaus (Neißstraße 30) byl postaven Samuelem Suckertem v letech 1727–1729 jako obytný kupecký dům. Zajímavý je především jeho portál se sochařskou výzdobou, uvnitř jsou potom četné štukové stropy. Od roku 1804 se v tomto domě nachází sídlo Hornolužické společnosti věd a její slavné knihovny včetně muzejních i uměleckých sbírek, které jsou přístupné v rámci expozic Kulturně-historického muzea.[113]
- Scultetushaus (Peterstraße 4) je pro Görlitz typickým měšťanským domem z období baroka. Fasáda je datována na rok 1720. Zajímavostí je malířsky zdobený dvůr s otevřenými galeriemi. Od roku 1570 zde žil známý zhořelecký humanista, učenec a purkmistr Bartholomaeus Scultetus (1540–1614).[114]
- St. Jonathan (Peterstraße 16) Již na fasádě této stavby je patrné, že její základ tvoří tři různé původní domy. Pravá část tohoto celku je barokně přetvořena, zbylé dvě pocházejí z období gotiky. Uvnitř je centrální hala a domácí kaple s křížovou klenbou.[115]
- Frenzelhof (Untermarkt 5) je původně gotickým halovým domem s jednoduchou barokní fasádou, která pochází z období před rokem 1790. Pozdně gotický portál a okna v jeho úrovni jsou z roku 1500. Uvnitř je domácí kaple s plně zachovalou malířskou výzdobou zobrazující klanění králů, svatou rodinu, sv. Kryštofa apod.[115]
- Zeile (tj. buňka) je skupina domů ve středu Dolního rynku, která se takto nazývala už od 14. století.[116]

## Kultura

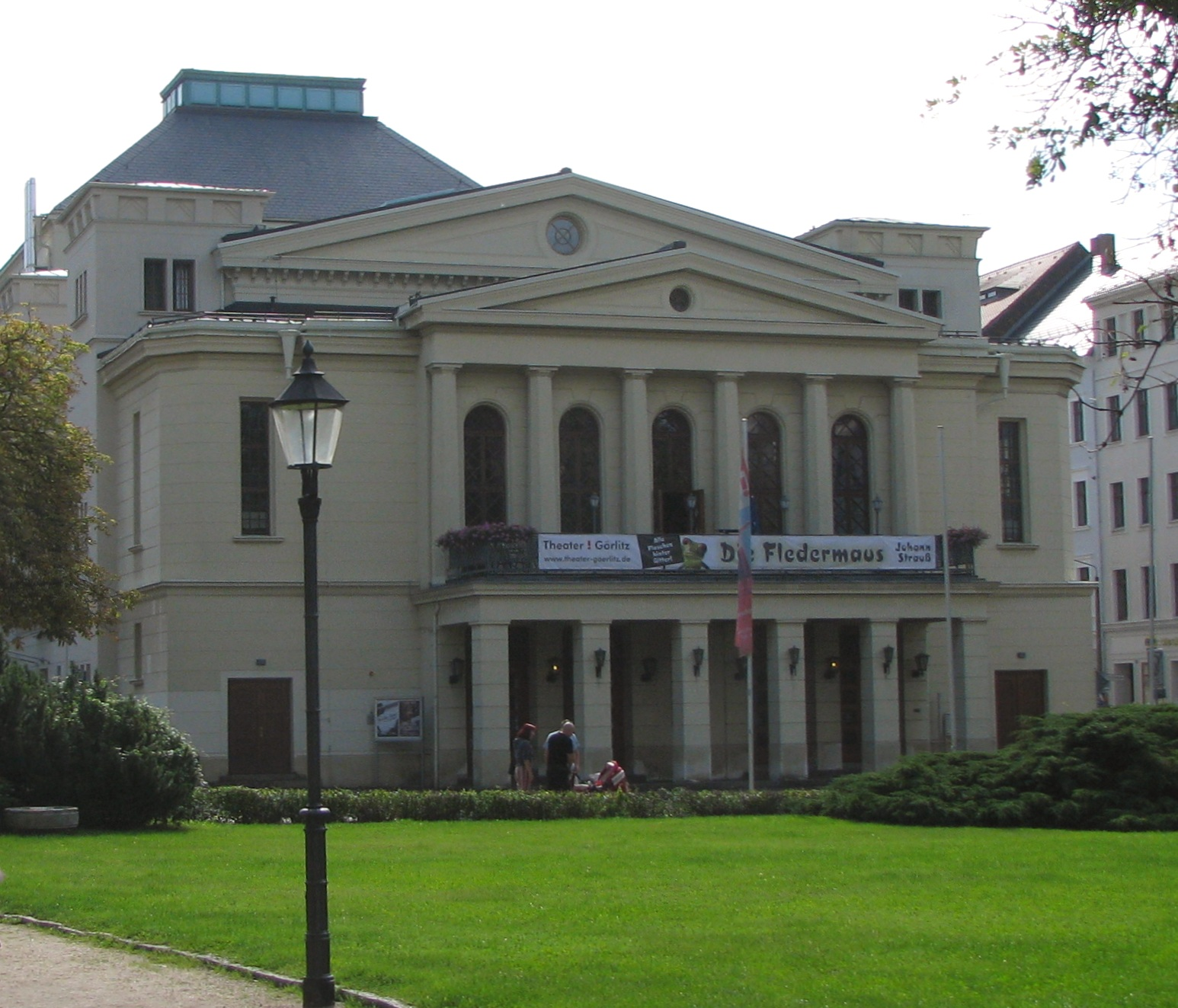
Divadlo Gerharta Hauptmanna na Demianiho náměstí

### Divadla

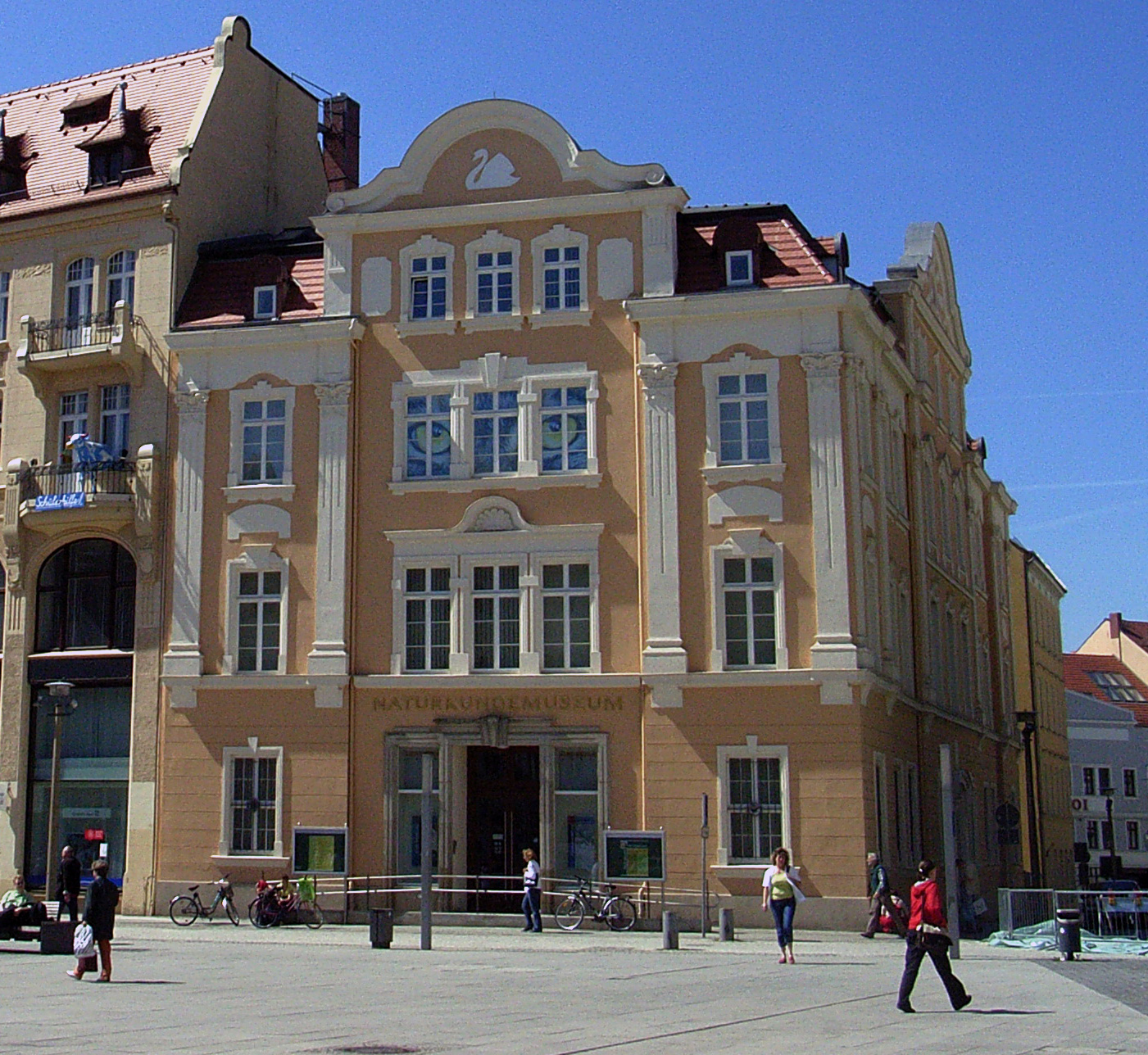
Přírodovědecké muzeum na Mariánském náměstí

Zhořelecké divadlo (Theater Görlitz) bylo postaveno v roce 1851 na Demianiho náměstí, rozšířeno v roce 1927. Německý dramatik Gerhart Hauptmann (1862–1946) často město navštěvoval a divadlo neslo do roku 1988 jeho jméno. Dne 1. ledna 2011 se Zhořelecké divadlo sloučilo s divadlem v Žitavě. Společnost nese jméno Gerhart-Hauptmann-Theater Görlitz-Zittau GmbH. V roce 2002 bylo hlediště rekonstruováno a vybaveno moderní technikou, která umožňuje simultánní překlady. Od září 2002 byla obnovena severní fasáda. Divadlo uvedlo v premiéře také přímo pro něj napsaná díla, což je například opera Tod eines Bankers, muzikál Radio Babylon a operu Moritze Eggerta Linkerhand. Ve spolupráci s Novou Lužickou filharmonií jsou inscenována díla všech žánrů (opera, opereta, muzikál, tanec, činohra). Kromě koncertů Filharmonie nabízí divadlo kompletní třísložkový program s hudebním divadlem, tancem a činohrou. Kromě hlavní budovy, které se přezdívá „Kleine Semperoper“, existuje od roku 1999 ještě menší divadelní scéna Apollo.

### Muzea
- Görlitzer Sammlungen für Geschichte und Kultur (Zhořelecké sbírky dějin a kultury)[118]
  - Oberlausitzische Bibliothek der Wissenschaften (Hornolužická knihovna věd) – tato veřejná vědecká knihovna je se svými 140 000 svazky významnou regionální knihovnou podporující vědecké vztahy mezi Německem, Polskem a Českou republikou.
  - Kulturhistorisches Museum (Kulturně-historické muzeum)
    - Barockhaus Neißstraße 30 – v domě je stálá expozice o měšťanské kultuře v období baroka a o vědě a umění kolem roku 1800.
    - Kaisertrutz – stálá výstava o kulturních dějinách města Görlitz a Horní Lužice od doby kolem roku 12 000 př. n. l. po politické změny v letech 1989–1990. V další části je moderní galerie.
    - Reichenbacher Turm – v osmi poschodích věže je expozice o středověké obraně města a dobových zbraních, vývoji Horního rynku a zhořeleckých pověstech.
- Senckenberg Museum für Naturkunde Görlitz (Senckenbergovo přírodovědecké muzeum v Görlitz) je přírodovědné muzeum založené v roce 1860 se zaměřením na zoologii, botaniku a geologii. Hlavním směrem jeho výzkumu je oblast půdní biologie.[119]
- Schlesisches Museum zu Görlitz (Slezské muzeum v Görlitz) nabízí pohled na 1000 let kulturní historie Slezska. Jedna část expozice je věnována krajinám, jako jsou Krkonoše, či městům, zejména Vratislavi. Další část ukazuje úroveň řemesel, historii, obyvatele a jejich životní a pracovní podmínky.[120]
- Museum der Fotografie (Muzeum fotografie) poskytuje pohled na historii a fotografické umění. Expozice je věnována zvláště lokální tradici vývoje a výroby fotografických přístrojů. Po založení Společnosti pro muzeum fotografie v Görlitz v roce 2000 začala práce na výzkumu zdejší fotografické průmyslové historie. Muzeum se nachází v objektu bývalého výrobce ateliérových i cestovních fotografických kamer Ernst Herbst & Firl. Z dalších zhořeleckých výrobců fotoaparátů lze jmenovat firmy: Curt Bentzin, Ernemann, FOW Görlitz, Hugo Meyer-Görlitz / Meyer-Optik Görlitz, Mlitz & Krügler, Paul Dittrich & Co., Robert Reinsch a Neue Görlitzer Kamerawerke.[121]
- Spielzeugmuseum (Muzeum hraček, Rothenburger Str. 7) umožňuje návštěvníkovi „cestovat časem“ do svého dětství. Jsou zde vystaveny hračky z posledních století. Pozornost si zasluhují zvláště dřevěné hračky z Krušných hor.[122]

### Hudba

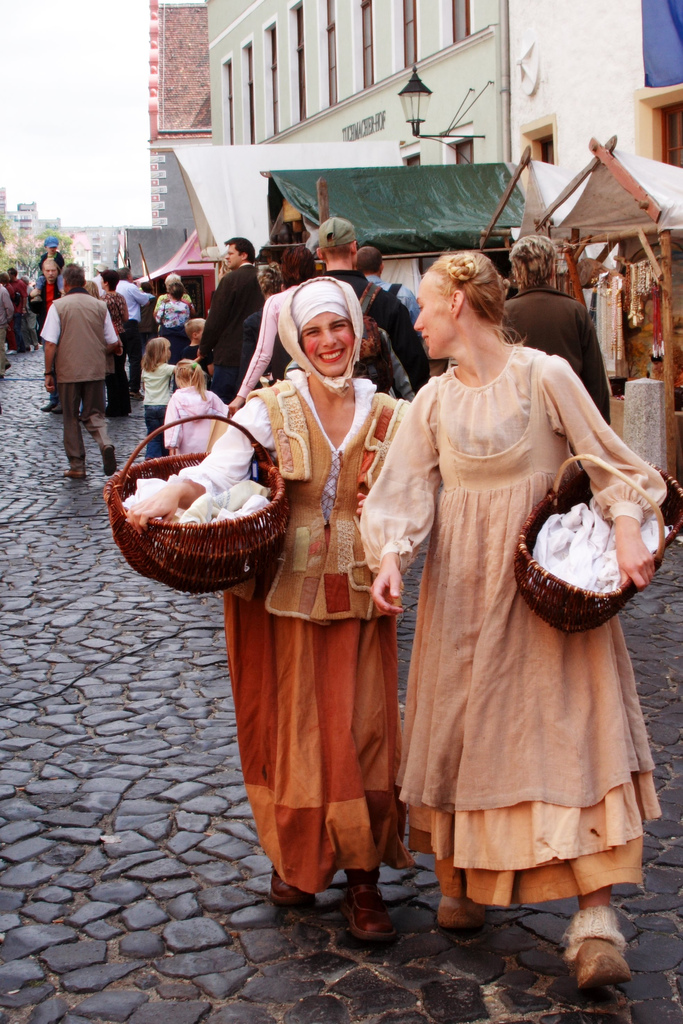
Staroměstský festival se středověkým oblečením

Ve spolupráci s Vysokou školou církevní hudby se konají varhanní koncerty v Horní Lužici, mimo jiné i na zrenovovaných varhanách ve zhořeleckých kostelích. Orchestr zdejší Nové lužické filharmonie patří k nejlepším v oblasti regionu Horní Lužice / Dolní Slezsko. Jím prováděné komorní a symfonické koncerty jsou součástí všech inscenací Zhořeleckého divadla. Důraz se klade také na hudbu Lužických Srbů. Historický soubor „Die Landskron-Herolde“, který hraje fanfáry při slavnostních příležitostech, vznikl v roce 1996 při oslavě 925 let města Görlitz. Pochodová kapela „Regiments-Spielmannszug“ byla založena roku 1969 a hraje na soutěžích a významných akcích.

### Pravidelné události
Největší kulturní akcí ve městě, kterou navštěvuje až 100 000 návštěvníků, je staroměstský festival „Altstadtfest“. Festival byl zahájen v roce 1993, koná se každý rok o srpnovém víkendu. Je běžné, že vedle umělců a žonglérů se i návštěvníci objevují ve středověkém oblečení. Velká část Starého města je pro tento účel uzavřena. Další každoroční událostí je Letní divadlo na Dolním rynku. V roce 2005 a 2006 se tu konalo představení Spiknutí a Boží hrob. Tato historická hra Hermanna Ruetha zpracovává legendu o patronu Božího hrobu Georgu Emmerichovi. Hra Jakob Böhme a mor v Görlitz byla představena v letech 2007 a 2008. Dalšími letními událostmi jsou Europamarathon, Dny literatury na Lužické Nise, Den otevřených restaurovaných památek, hudební festival Fête de la Musique, Německo-polský kulinární festival a festival masek a pouličního umění ViaThea. Srpen je vyhrazen Dnům dolnoslezské kultury, Dni otevřených památek, Muzejní noci a Mezinárodní letní umělecké škole. Každý rok v únoru ve městě probíhají filmové dny a bál v opeře. Na jaře 19. dubna se koná Mezinárodní den památek, dále Festival krátkého filmu s příspěvky z Německa, Polska a České republiky, v květnu následují Jazzové dny. V listopadu se koná Zhořelecká rocková noc a udělení Mezinárodní ceny „Most Görlitz-Zgorzelec“. Rok končí Slezským vánočním trhem.

### Mezinárodní cena „Most Görlitz-Zgorzelec“
Společnost pro udělování Mezinárodní ceny Evropského města „Most Görlitz-Zgorzelec“ uděluje každý rok tuto cenu dotovanou částkou 2500 € na zvláštním slavnostním aktu. Cenou byly od roku 1993 uctěny osobnosti, které svým životním dílem přispěly k porozumění mezi evropskými národy. Držiteli ceny jsou mezi jinými novinářka Marion Dönhoffová nebo bývalý saský premiér Kurt Biedenkopf. Spisovatel Günter Grass byl porotou nominován v roce 2006, ale v souvislosti se svým právě zveřejněným členstvím v jednotkách Waffen-SS cenu odmítl s odůvodněním, že nechce diskreditovat ani město Zhořelec, ani cenu jako takovou. Dalšími nositeli tohoto ocenění jsou: Norman Davies (2009), Tadeusz Mazowiecki (2010), Gesine Schwanová (2011), Vitalij Kličko si v roce 2012 cenu z osobních důvodů nevyzvedl. V dalších letech pak Steffen Möller (2013), Jean-Claude Juncker (2014), Olga Tokarczuková (2015, 2016), Timothy Garton Ash (2016), Alfons Nossol (2017), Daniel Libeskind (2018), Bente Kahan (2019) a Cipi Livniová (2020).

### Filmové město Görlitz
Vzhledem k neporušenému Starému městu a zachovalým stavbám z 19. století na předměstích je Görlitz populární lokací pro natáčení filmů s využitím autentického historického prostředí, což je důvod, proč je také nazýván „Görliwood“. Z více než osmdesáti položek lze uvést například film z roku 1955 Ernst Thälmann – Vůdce své třídy od Kurta Maetziga, pohádkový příběh Kmotříček smrt (1980), milostné drama Rosenemil (1993) od Radua Gabrey, Abendland (1998) Freda Kelemena a Cesta kolem světa za 80 dní (2004) Franka Coraciho. Filmová studia Babelsberg vybrala město jako prostředí pro filmovou adaptaci románu Předčítač (2008). Na Dolním rynku se rovněž v listopadu 2008 natáčela Tarantinova adaptace italského filmu Ten prokletý obrněný vlak (1977) známá pod titulem Inglourious Basterds. Režisér Philipp Stölzl zde od srpna 2009 natáčel film Goethe!, který pojednává o Goethově první lásce. V zimě 2012/2013 se pak ve zdejším secesním Obchodním domě odehrávalo natáčení filmu Grandhotel Budapešť od Wese Andersona. Dalšími filmy, které používají zdejší lokace jsou Zlodějka knih z roku 2013 (Untermarkt), dále zfilmovaný román Jeder stirbt für sich allein od režiséra Vincenta Pereze z roku 2015, kde Görlitz představuje nacistický Berlín. Historický snímek Mladý Karl Marx od režiséra Raoula Pecka zde vznikal v roce 2015. Film o umělci, který uprchl z NDR, Nikdy neodvracej zrak od režiséra a scenáristy Floriana Henckela von Donnersmarcka se tu natáčel roku 2016. V roce 2019 se v Görlitz natáčel film Fabian oder Der Gang vor die Hunde od režiséra Dominika Grafa. Konečně v letech 2019–2020 několik epizod krimi-seriálu Wolfsland.

### Kulinářské speciality

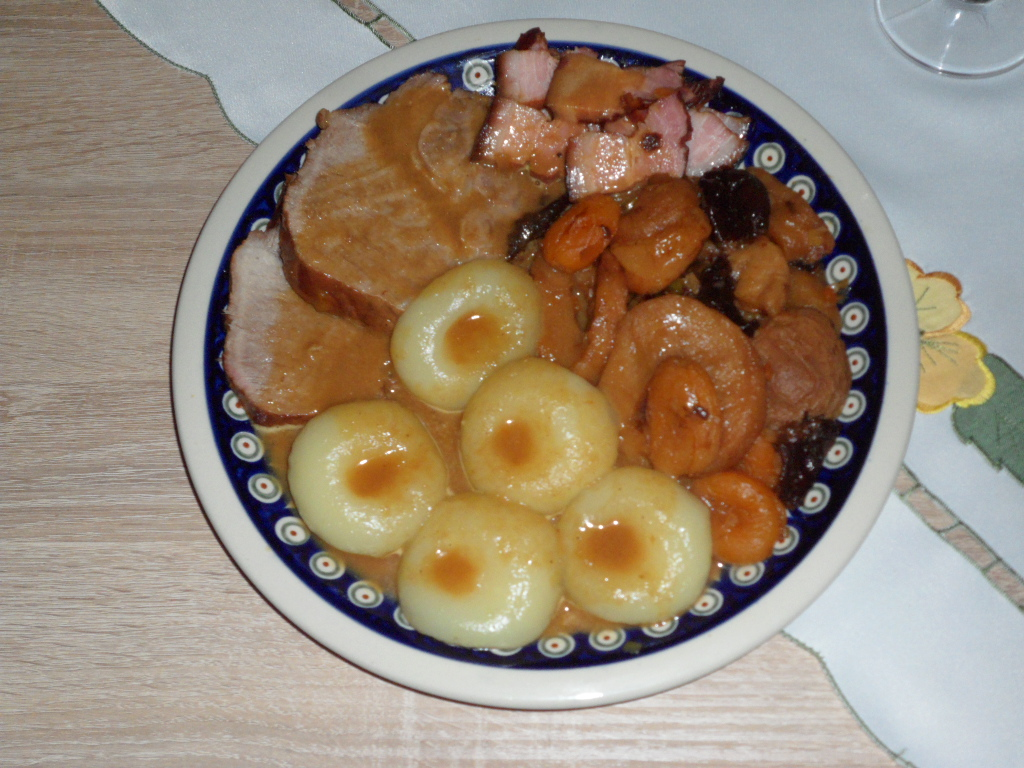
Slezské nebe

Protože dolnoslezská identita je tomuto městu vlastní, nelze se divit, že mnoho regionálních specialit se váže k vydatné slezské kuchyni. Typickým pokrmem je „Schlesisches Himmelreich“ což je uzený vepřový bůček, s omáčkou se sušeným ovocem, skořicí a citronovou kůrou. Jako příloha se obvykle podávají slezské bramborové knedlíky. Vařené vepřové klobásy, selská huspenina nebo na pánvi opečené jitrnice patří k oblíbeným uzeninám. Během vánoční sezóny nabízí mnoho místních řezníků zhořelecký vánoční bratwurst. Jeho zvláštností je lehká citronová chuť.

### Sport
Ve městě existuje sportovní a fotbalový klub NFV Gelb-Weiß Görlitz 09, který hraje v saské zemské lize, a házenkářský klub SV Koweg Görlitz e. V., jehož první ženské družstvo hraje v první lize středního Německa a první mužské družstvo v saské lize. Od roku 2004 se ve městě koná Evropský maraton jako běh dvěma zeměmi s klasickým maratonem, půlmaratonem pro inline brusle, běhy a soutěže pro invalidní vozíky a handbike, od roku 2008 rovněž pro koloběžky stejně jako běh na deset a pět kilometrů. V Görlitz je sídlo hornolužické šipkové ligy. Před první světovou válkou existovaly ve městě tři plovárny. V roce 1972 byla otevřena plavecká hala v ulici Fichtestraße. Její provoz byl však ukončen roku 2007. Ve stejném roce pak byla v blízkosti Fichtestraße otevřena nová plavecká hala.

## Ekonomika a infrastruktura

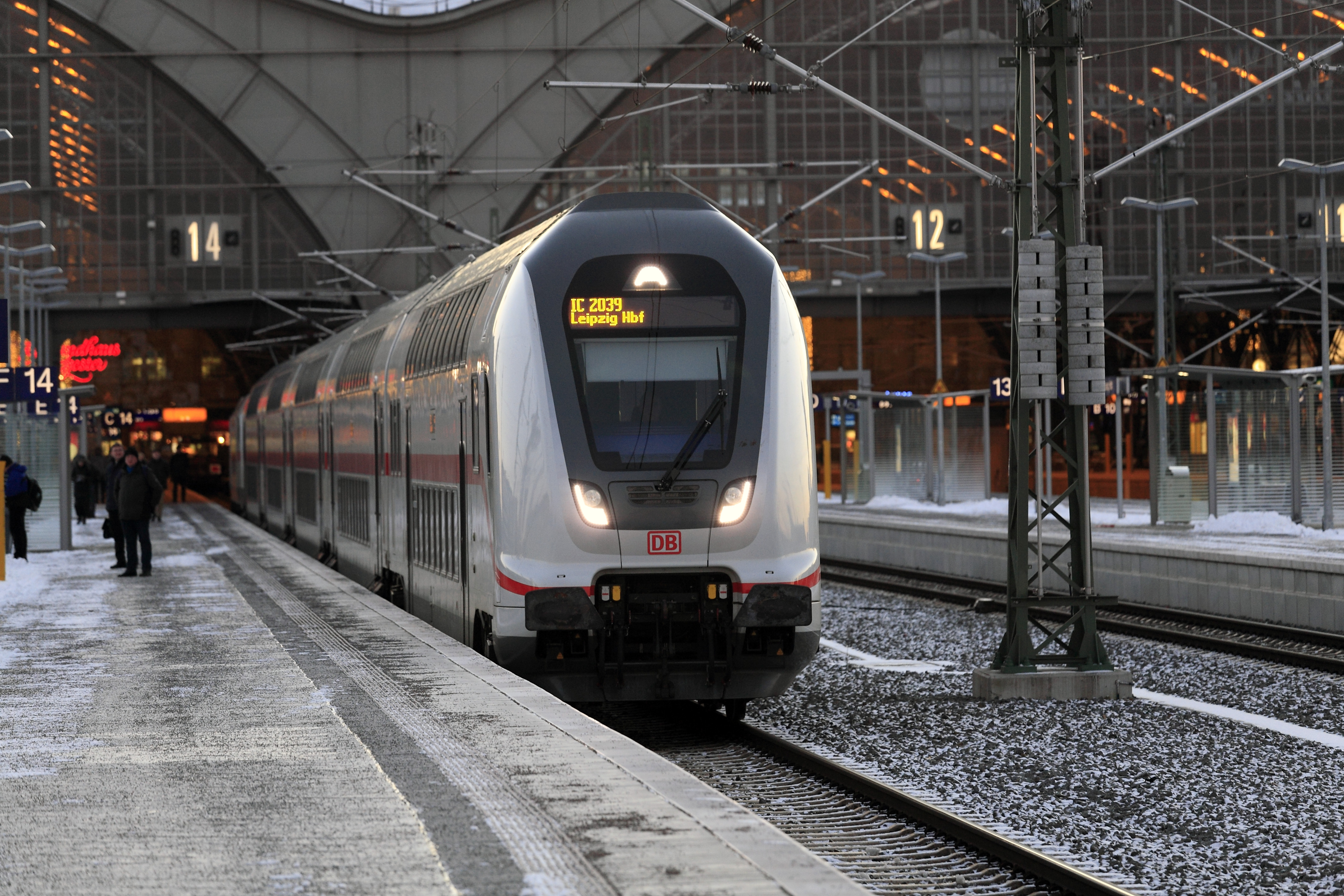
Dvoupatrový vlak InterCity z Görlitz

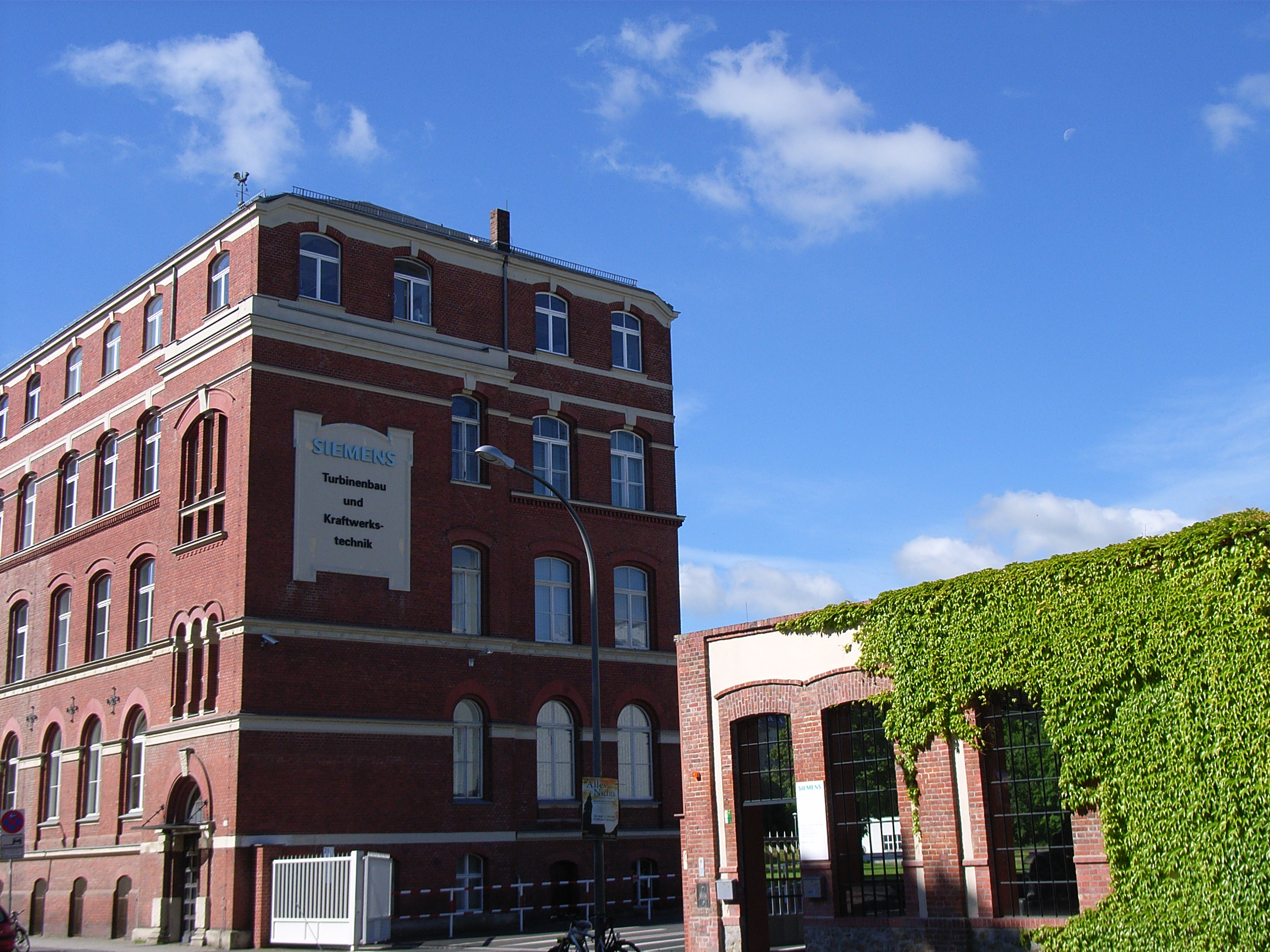
Továrna na turbíny (Siemens) v ulici Lutherstraße

Ekonomická struktura města je určována několika velkými průmyslovými provozy z oblasti strojírenství, zejména výroby kolejových vozidel, včetně jejich středních dodavatelů. Další oporou regionální ekonomiky je maloobchod. Ten profituje především z blízkosti Polska, protože tam je na mnohé zboží uvalena daňová přirážka. Aby podpořilo malé a střední podniky ve svých okrajových oblastech, rozšířilo Polsko zvláštní zónu Specjalna Strefa Ekonomiczna Małej Przedsiębiorczości u města Kamienna Góra také na oblast kolem Zgorzelce. Směnný kurz mezi polským zlotým a eurem je potom ekonomickou výhodou města Görlitz.

### Hlavní podniky
- ALSTOM Transport Deutschland GmbH – společnost vyráběla dvoupatrové vozy pro Deutsche Bahn a jiné evropské železnice, v Görlitz zaměstnávala v roce 2019 asi 1200 osob. V únoru 2025 byl areál předán zbrojařské společnosti KNDS, která by zde měla vyrábět části bojových vozidel.[138]
- Brandschutztechnik Görlitz GmbH – výrobce hasičské techniky a speciálních vozidel do 10 tun, např. hasičských vozidel, pojízdných pump, záchranných, zásahových a transportních vozidel. Zaměstnává asi 60 osob.
- Siemens AG – ve městě je centrála strojírenské jednotky Power Generation na výrobu průmyslových parních turbín společnosti Siemens AG. Závod zaměstnával v roce 2021 asi 800 osob.
- BMS GmbH – KEMA Görlitz – třetí velká strojírenská firma v Görlitz, která v roce 1989 zaměstnávala asi 550 osob, skončila roku 2014 v insolvenčním řízení, po němž ukončila provoz.
- Landskronbrauerei (Landskron Brau-Manufaktur Görlitz Dr. Lohbeck GmbH & Co. KG) – v oblasti nápojového průmyslu ve městě podniká Pivovar Landskron, což je značka patentovaná v roce 1882. Vyrábí 14 druhů piva.
- Süßwarenfabrik Rudolf Hoinkis GmbH – továrnu na sladkosti založil Rudolf Hoinkis v roce 1896. Společnost přežila obě světové války i částečné zestátnění v době NDR a v roce 1990 byla zprivatizována třetí generací rodiny Hoinkisových.
- Callcenter – toto klientské centrum firmy Teleperformance Germany S. à r. l. & Co. KG pracuje pro pět globálních společností v oblasti zásilkové služby, energetických služeb, telekomunikací a výroby hardwaru a softwaru. V Görlitz zaměstnává více než 200 osob.
- Koramic Dachprodukte GmbH & Co. KG – mezinárodní společnost, která se zaměřuje na výrobu a prodej keramických střešních tašek.
- Sysmex Partec GmbH – je součástí japonské skupiny zdravotnických technologií Sysmex Corporation, která získala několik ocenění za řešení diagnostiky HIV/AIDS, tuberkulózy a malárie.

V oblastí médií ve městě působí lokální televizní program eRtv (euro Regional tv), dále tu vysílá rozhlasová stanice Radio Lausitz. MDR 1 Radio Sachsen má ve městě korespondenční kancelář. Jediným deníkem, který má v Görlitz lokální redakci, je Sächsische Zeitung (SZ). Jako inzertní listy zde vycházejí periodika Wochenkurier a Niederschlesische Kurier. Görlitzer Anzeiger je vydáván pouze v online verzi. Ve vydavatelství Senfkorn Verlag potom vychází měsíčník Schlesien heute a německo-polský čtvrtletník publikaci věnovaný slezské kultuře a historii Silesia Nova.

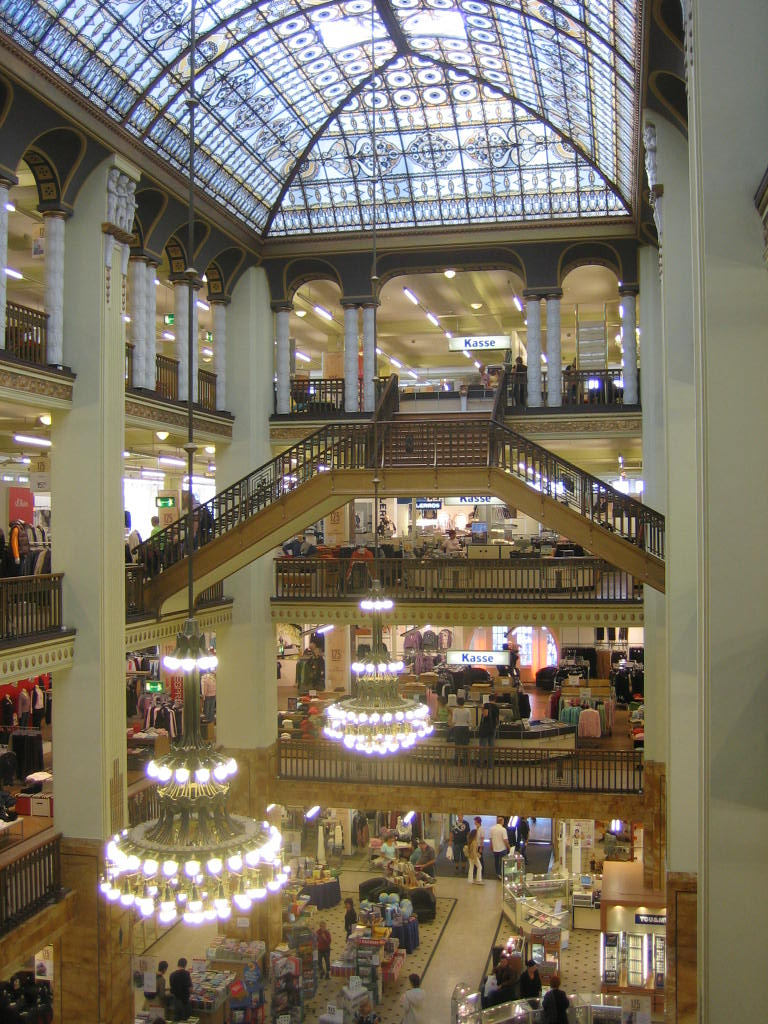
Obchodní dům z roku 1913

V roce 2019 byl během návštěvy kancléřky Angely Merkelové sjednán společný projekt společnosti Siemens, Svobodného státu Sasko a Fraunhofer-Gesellschaft, jehož cílem je vybudovat v Görlitz inovační kampus určený k průmyslovému využití vodíkových technologií. Tento projekt má přispět ke strukturální změně průmyslu v Horní Lužici, který je dosud provázán především s těžbou a zpracováním hnědého uhlí. Na první fázi projektu, která se má zabývat plánem a celkovou koncepcí, vyčlenila saská vláda 2 miliony €.

### Veřejné instituce
Görlitz je sídlem obvodního a zemského soudu. Zemský soudní okres zahrnuje od 1. ledna 2013 zemské okresy Görlitz a Budyšín, bývalý Zemský soud v Budyšíně je nyní vnější soudní komorou tohoto zhořeleckého soudu. Za soudní budovou na Poštovním náměstí se nachází věznice. Ta bylo postavena v letech 1863–1865 a rozšířena v letech 1905–1909 podle americké předlohy ve tvaru křížového půdorysu. Městská správa sídlí v bývalých Jägerových kasárnách (Jägerkaserne). Nicméně, primátor úřaduje ve zhořelecké radnici na Dolním rynku, v níž je také matriční úřad a radniční archiv, a schází se zde městská rada. V ulici Jochmann-Straße se nachází městská knihovna, která byla založena v roce 1876 jako veřejná knihovna a 28. února 1907 se přestěhovala do těchto prostor. V letech 2006–2009 byla historická budova knihovny zrekonstruována. Po krajské reformě se stalo město Görlitz sídlem zemské okresní rady. Před otevřením nového Zemského úřadu naproti stanici Zhořeleckého nádraží v březnu 2013, se zemská rada scházela v objektu bývalých Jägerových kasáren. Dalšími úřady v Görlitz jsou Stavební úřad, Úřad veřejného zdraví, Úřad pro podporu mládeže, Úřad pro dohled nad potravinami a Veterinární úřad. Pátrací celní úřad Drážďany má jednu služebnu v blízkosti hranice ve Zhořeleckém městském parku; na dálničním hraničním přechodu Ludwigsdorf sídlí Spolková policejní inspekce Ludwigsdorf a také dispečink celního úřadu v Löbau. Zhořelecké policejní ředitelství, pod něž spadají policejní obvody v zemských okresech Budyšín a Görlitz, má své sídlo v ulici Conrad-Schiedt-Straße.

### Doprava

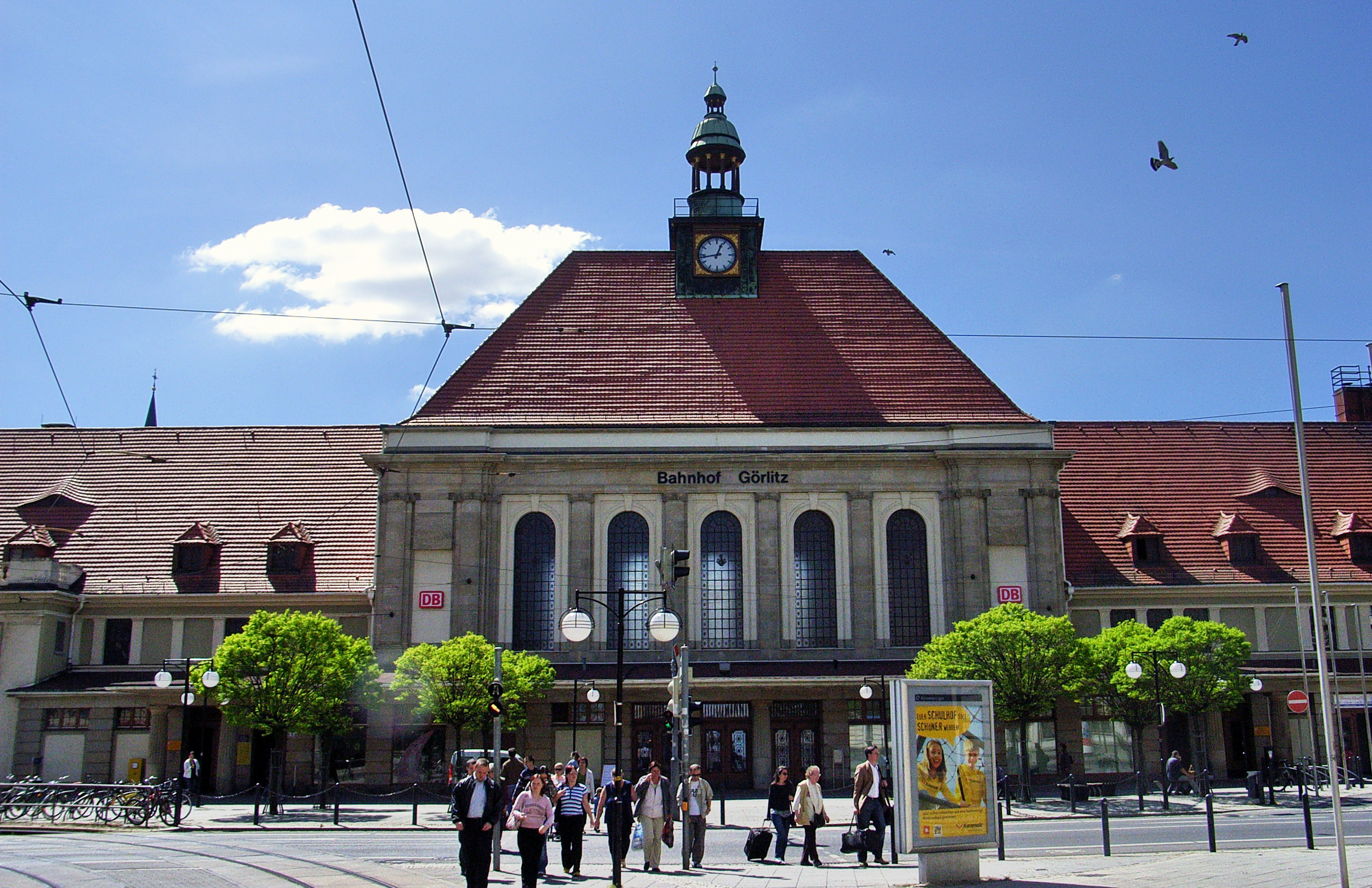
Nádraží v Görlitz

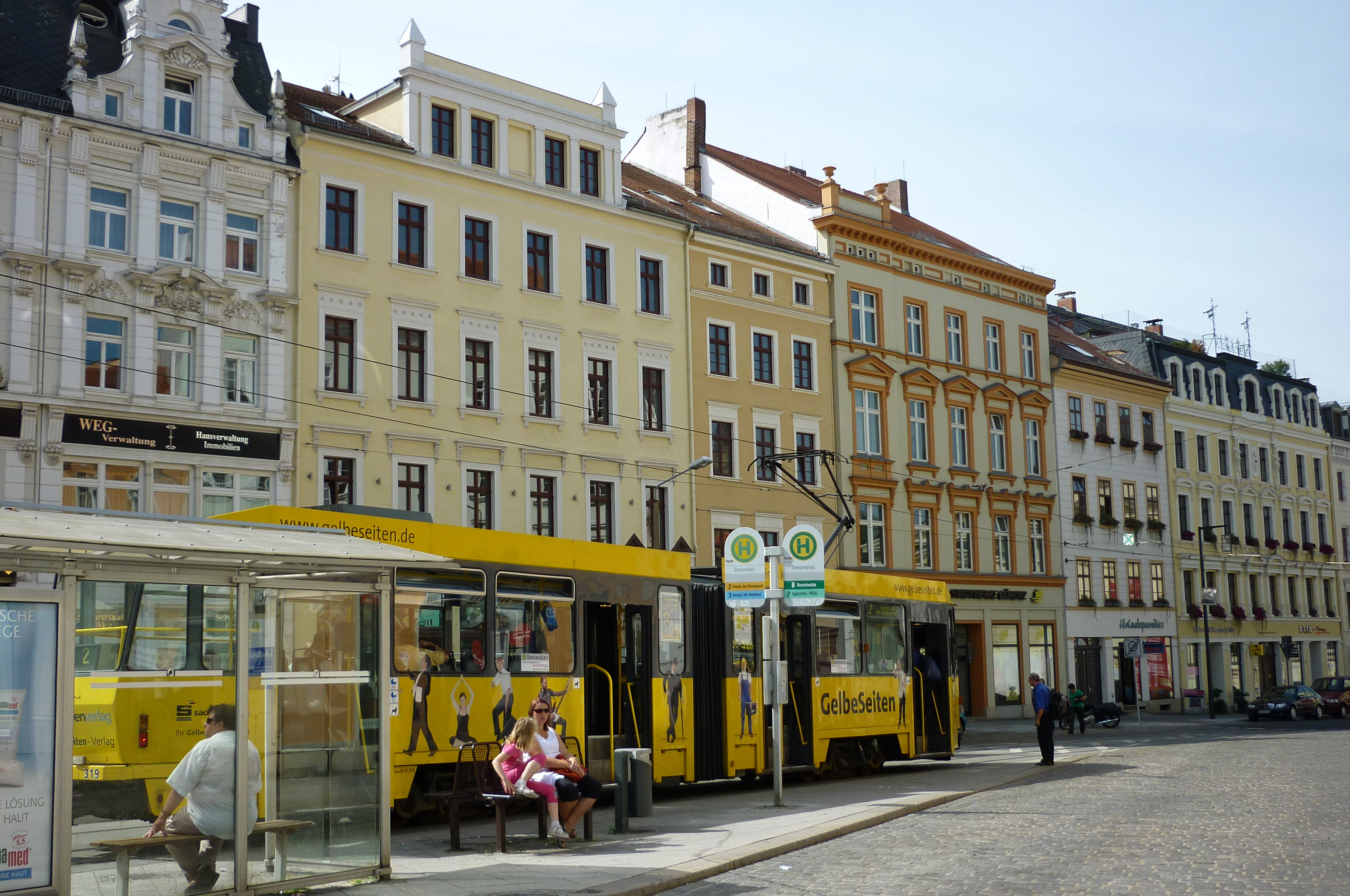
Městská doprava na Demianiho náměstí

Nádraží Görlitz je železničním uzlem, kterým procházejí trasy Drážďany–Görlitz, Berlín–Görlitz, Žitava–Görlitz, Węgliniec–Görlitz, stejně jako Slezská horská dráha. Dvě poslední trasy se po roce 1945 nacházejí převážně na polském území. Již 1. září 1847 bylo slavnostně otevřeno spojení s Drážďany a Kohlfurtem. Úsek trati Görlitz–Žitava byl otevřen v roce 1875 a nazývá se též Niská dráha. V katastru města jsou ještě tři železniční zastávky: Görlitz-Rauschwalde, Görlitz-Weinhübel a nádraží Hagenwerder. V rámci přeshraniční dopravy do Polska jezdí tři páry vlaků mezi Drážďany hlavním nádražím a hlavním nádražím ve Vratislavi přes Niský viadukt. Některé polské regionální vlaky provozované dopravcem Koleje Dolnośląskie, které dříve jezdily pouze do Zgorzelece, jsou od roku 2015 navázány na Görlitz a nabízejí spojení mezi stanicemi Lubáň a Jelení Hora v Krkonoších.
V oblasti veřejné dopravy provozuje společnost Verkehrsgesellschaft Görlitz GmbH dvě tramvajové linky o celkové délce 13,6 km a sedm městských autobusových linek. Jejich zvláštností je, že zahrnují linku přeshraniční dopravy o celkové délce 4,8 km. Centrální zastávkou je Demianiho náměstí, zde je také zákaznická kancelář městských dopravních společností. V roce 2016 schválila městská rada koncept veřejné dopravy Status Quo plus, který má přispět k vylepšení dopravy ve Starém městě a čtvrti Innenstadt upravenou tratí autobusové dopravy s bezbariérovou zastávkovou infrastrukturou. Dále byl založen Dopravní podnik města Görlitz (Görlitzer Verkehrsbetriebe GmbH), což je společnost, která má nejpozději do 1. ledna 2022 na obou linkách vybudovat bezbariérové tramvajové spojení a vyjednat budoucí společnou městskou dopravu se sousedním polským městem. Region Horní Lužice provozuje řadu meziměstských autobusových linek, mimo jiné do měst Löbau, Niesky, Rothenburgu a Žitavy. Většina pozemních autobusových linek začíná u vlakového nádraží nebo u autobusového nádraží na Demianiho náměstí u bašty Kaisertrutz.
Silniční síť má celkovou délku kolem 217 km, z toho 3,7 km připadá na dálnice, 21,8 km na spolkové silnice, 23,7 km je státních silnic, 9,0 km okresních silnic a 158,8 km místních komunikací. Přes severní městskou oblast vede dálnice A4 ze směru Erfurt a Drážďany, která na druhém břehu Nisy pokračuje jako polská dálnice A4 přes Vratislav až k ukrajinské hranici. Spolkové silnice B 6 ve směru Budyšín, B 115 na Forst (Lužice) a B 99 do Žitavy vedou přes městskou oblast. Centrum města je silně využíváno motorizovanou individuální dopravou. Dokonce i úzké uličky jsou používány jako parkoviště. Od roku 2006 byly stále častěji zřizovány klidové zóny s cílem zmírnit zatížení Starého města. Na hranici s Polskem jsou tři hraniční přechody pro silniční dopravu, dálniční hraniční přechod Ludwigsdorf a hraniční přechod Hagenwerder-Radomierzyce. V roce 2004 byl otevřen nový staroměstský most pro pěší, jehož předchůdce byl zničen v roce 1945.
Pozemní komunikací, která je vyhrazena pro cyklistickou dopravu a turistiku, je Cyklotrasa Odra–Nisa (Oder-Neiße-Radweg) dlouhá 630 km. Startovním bodem této cyklostezky, která vede převážně po německé straně německo-polské hranice (ta je totiž tvořena právě řekami Odrou a Nisou), jsou Lučany nad Nisou, cílem pak lázeňské město Ahlbeck (Heringsdorf) v Předním Pomořansku. Město Görlitz je jednou ze zastávek trasy, což lze využít k prohlídce historického centra a areálu Božího hrobu, např. v rámci komentované prohlídky.
Německou i polskou částí města prochází trasa Svatojakubské poutní cesty.
Zhořelecké letiště, které bylo otevřeno v roce 1925, se nachází na severozápadním okraji města přímo na hlavní silnici 6. Má 750 m dlouhou travnatou dráhu. Použití zhořeleckého letiště je možné pro letadla do 5,7 tun. Toto místo využívá především místní klub sportovního létání, ale i další letecké společnosti. Turistům jsou nabízeny malebné lety s motorovým, plachtovým nebo ultralehkým letadlem nad městem a Lužickými horami. Asi 30 km severně od města je větší letiště Rothenburg/Görlitz. Při délce dráhy 2500 m je možné jej použít pro letadla do 14 tun.

### Cestovní ruch
Město Görlitz se již etablovalo jako cíl městské turistiky. Tato turistika se rozlišuje na jednodenní návštěvy a návštěvy s přenocováním, při nichž turisté utratí více přibližně v poměru 1 ku 5,3. Počet těchto přenocujících návštěvníků města v letech 2000–2013 narostl o 150 % z ca 100 000 na 250 000. Tento trend v počtu přenocování byl ovlivněn pouze povodní v roce 2010. Množství lůžek v tomto období narostlo asi o 80 %, z 1000 se tedy zvýšilo na 1800 lůžek, jejichž obsazenost byla 39,9 % (2013). To je sice pod saským průměrem (41,5 %), ale zřetelně nad průměrem Zemského okresu Zhořelec (31,5 %). Jedna třetina lůžek při tom připadá na hotely, které mají v Görlitz většinou podobu menších provozů. Ve statistické ročence z roku 2016 je uvedeno, že v roce 2016 bylo ve městě 43 ubytovacích zařízení (z toho 13 hotelů) s nabízeným počtem lůžek 1 968. Jejich obsazenost byla 38,3 %, celkový počet přenocování (průměrně v délce pobytu 2,2 dny) činil 281 779. V období 2015–2016 bylo nejvíce příjezdů a ubytování v květnu, dále pak v letních měsících. Cestovní ruch je podstatným obohacením hospodářské struktury Görlitz. Podle studie o hospodářském faktoru turismu pro město Görlitz z roku 2014 sem každoročně přijíždí téměř 2,3 milionu turistů, kteří zde utratí přibližně 86 milionů eur. Restaurace a hotely z této částky utrží 43 %, maloobchod 33 %, vstupné, místní doprava a taxi 24 %. Z hlediska trhu práce se tak teoreticky vytváří 2 600 pracovních míst, která přímo či nepřímo závisejí na tomto sektoru ekonomiky. V roce 2023 navštívilo město 146 936 turistů, kteří si rezervovali celkem 328 265 přenocování. To odpovídá nárůstu o 9,3 % oproti předchozímu roku a mírnému zvýšení o 0,22 % oproti předchozímu rekordnímu roku 2019. Nárůst byl rozložen rovnoměrně do všech měsíců roku. Průměrná délka pobytu hostů zůstala stabilní a činila 2,2 dne. Nejvíce hostů přijelo z Německa, 6,4 % ze zahraničí, přičemž nejpočetnější skupinu tvořili Poláci.

## Vzdělávání

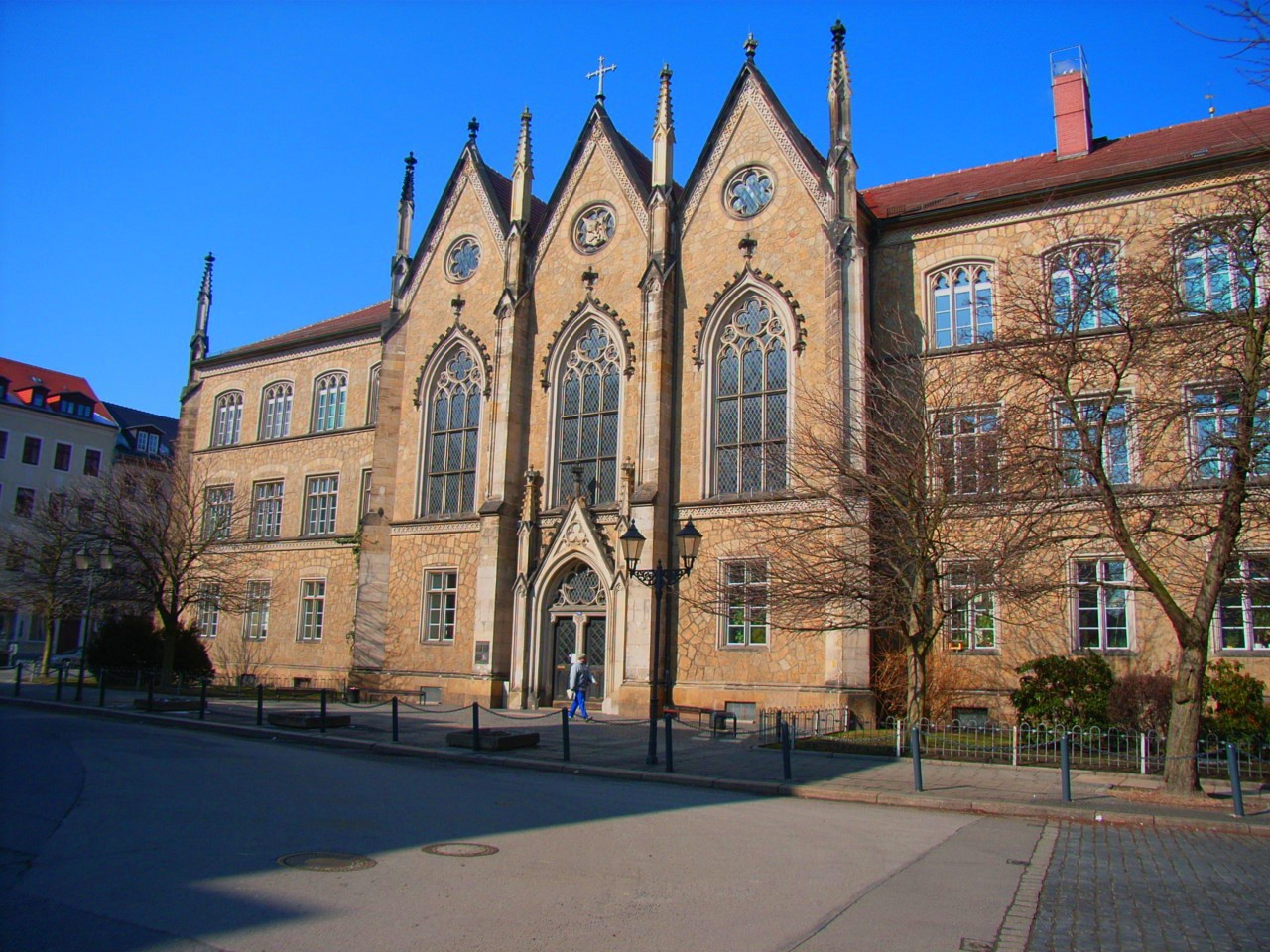
Gymnasium Augustum bylo užíváno jako škola již františkány.

Dne 13. července 1992 se stal Görlitz po založení Vysoké školy Žitava/Zhořelec (Hochschule Zittau/Görlitz; FH) vysokoškolským městem. V roce 2015 bylo imatrikulováno 2 932 studentů do 32 studijních programů. Byly vytvořeny mezinárodní sítě, s jejichž pomocí se Görlitz prosazuje jako vzdělávací centrum daleko za svými hranicemi. Ve spolupráci s Leibnizovým institutem pro ekologické územní plánování v Drážďanech (IOR) a Technickou univerzitou v Drážďanech tato vysoká škola provozuje Interdisciplinární centrum pro ekologickou a revitalizující sanaci měst (IZS). Vysoká škola chrámové hudby, která byla založena v roce 1927 ve Vratislavi a roku 1947 znovu v Görlitz jako Evangelická škola chrámové hudby pod záštitou Evangelické církve slezské Horní Lužice, byla oficiálně uznána Saským státním ministerstvem vědy a umění. Dne 1. srpna 2008 však byla tato škola uzavřena. Saský institut pro kulturní infrastrukturu je zřizovatelem trinacionálního vědeckého kolegia zkoumajícího aktuální problémy evropské integrace, které se nazývá Collegium Pontes Görlitz-Zgorzelec-Zhořelec.
Vzdělávací komplex odborných škol v ulici Carl-von-Ossietzky-Straße (Odborné školy Christopha Luederse, rozdělené na Centrum odborného školství pro ekonomii a sociální věci stejně jako Centrum pro techniku) může pojmout až 3 000 žáků. K dispozici je také Odborné gymnázium. Augustum-Annen-Gymnasium je známo svým hudebně-uměleckým profilem, nabízí rovněž přírodovědný a jazykový obor. Jak jeho název napovídá, vzniklo sloučením dvou dříve samostatných škol v roce 2004. V prostorách starého kláštera probíhala výuka již od roku 1565. Po roce 1850 byl klášter zbourán a nahrazen stávající školní budovou. Joliot-Curie-Gymnasium na Vilémově náměstí vzniklo z bývalé Luisiny školy založené v roce 1779. Až do roku 1945 to byla čistě dívčí škola, kde bylo možné složit maturitu. V době NDR to pak byla jediná škola ve městě, kde se žáci mohli k maturitě připravovat. Dnes nabízí přírodovědný a společenskovědní program. Největší střední školou v Görlitz je Oberschule Innenstadt (dříve Elisabethschule). Ve městě jsou ovšem ještě čtyři další střední školy. Možnost odborné specializace nabízí také Vzdělávací centrum pro řemesla a památkovou péči (Fortbildungszentrum für Handwerk und Denkmalpflege) a soukromá škola nových médií MultiMediaPark. K základnímu vzdělání slouží 12 škol, z nichž potom základní škola Regenbogenschule, jíž provozuje společnost DPFA-Schulen gemeinnützige GmbH, poskytuje bilingvní výuku v němčině a polštině.

## Osobnosti

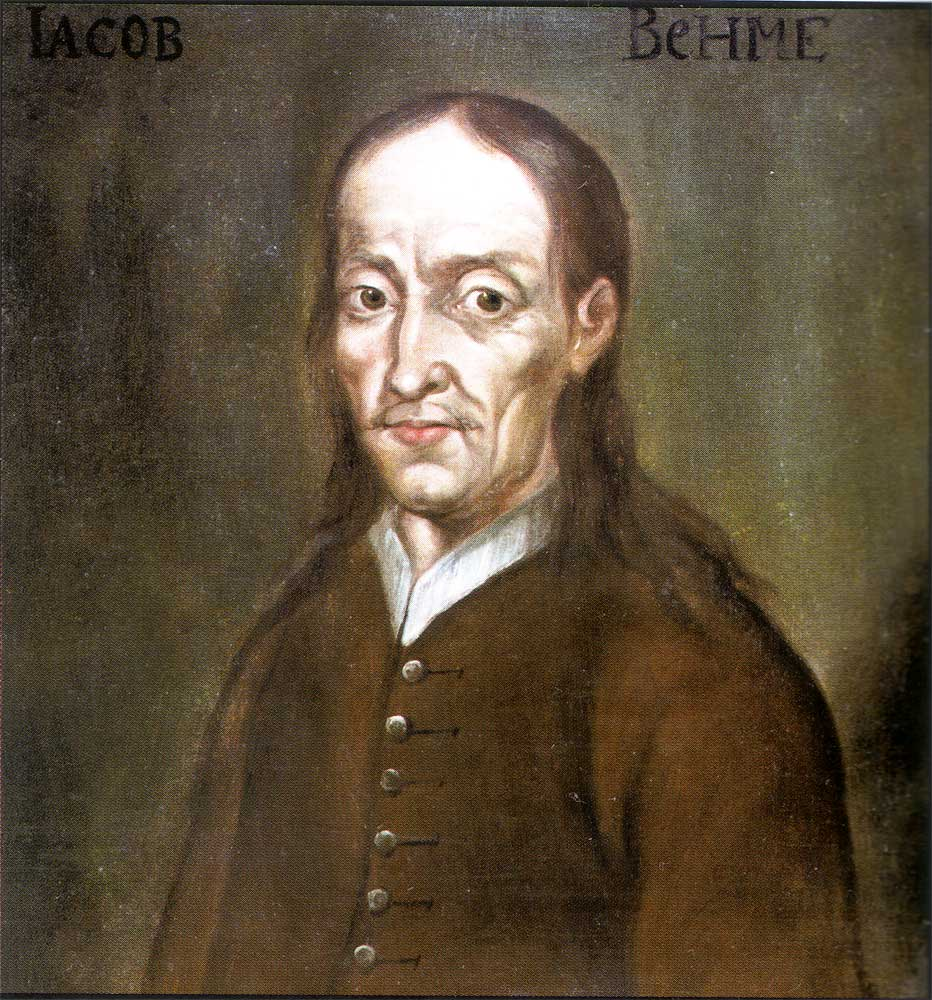
Zhořelecký mystik, filosof a teosof Jakob Böhme

- Wendel Rosskopf (ca 1485–1549), radní a stavitel
- Bartholomaeus Scultetus (1540–1614), purkmistr, matematik, astronom, kartograf a kronikář
- Christophorus Manlius (1546–1575), historik a básník
- Jakob Böhme (1575–1624), mystik, filosof a teosof
- Ehrenfried Walther von Tschirnhaus (1651–1708), přírodovědec, matematik a filosof
- Samuel Gottfried Geyser (1740–1808), pedagog a evangelický teolog
- Pavle Jurišić Šturm (1848–1922), srbský generál
- Richard Jecht (1858–1945), historik, filolog, archivář a gymnaziální pedagog
- Alfred Junge (1886–1964), produkční designér
- Benno von Arent (1898–1956), architekt a scénograf
- Oskar Morgenstern (1902–1977), ekonom a spoluzakladatel teorie her
- Reinhart Koselleck (1923–2006), historik, představitel tzv. konceptuální historie
- Kurt David (1924–1994), německý spisovatel
- Michael Ballack (* 1976), fotbalista